# Liste von Mitgliedern der Familie von der Decken
Dies ist eine Liste von Mitgliedern der Familie von der Decken. Viele Mitglieder der Familie von der Decken waren erfolgreiche Landwirte, Generäle, Juristen, Forscher, Professoren, Schriftsteller oder Künstler. Einige hatten politische Ämter. Von den etwa 1300 Familienmitgliedern, die bisher in den Stammtafeln und Familienblättern registriert sind, wurde für die folgende Tabelle eine kleine Auswahl erstellt, die helfen soll, bekannte Personen der Familie zu finden und helfen Verwechslungen zu vermeiden.

## Liste chronologisch nach Geburtsdatum
Die Sortierung nach dem Geburtsdatum lässt sich durch Anklicken der kleinen Dreiecke ändern. Nach dem Vornamen kann alphabetisch sortiert werden. Die Seite in der rechten Spalte bezieht sich auf die Stammtafeln von 1994 und die Nr. darunter auf die Stammtafeln von 1936. Nach der Seite kann sortiert werden.
| Name                                                                              | geboren                           | gestorben                      | Beruf, Besitz, Ehepartner und Kinder | Porträts / Wappen | Seite Nr. |
| --------------------------------------------------------------------------------- | --------------------------------- | ------------------------------ | --- | ----------------- | --------- |
| Claus von der Decken Bürgermeister (Wechtern)                                     | 1460 Stade                        | 1541 Stade                     | Ratsherr und Bürgermeister von Stade. Fünf seiner sechs Söhne begründeten die fünf Linien der Familie. ⚭ 1496 Anna von der Lieth (sechs Söhne und zwei Töchter)                                                    |                   | 2 13      |
| Thomas von der Decken dän. Rittm. auf Schölisch und Bullenhausen                  | 1512 Stade                        | 1567 Stade                     | Dritter Sohn vom Bürgermeister Claus und Stifter der zweiten oder Schölischer Linie, Kgl. dän. Rittmeister ⚭ nach 1540 Hippolyta v. Bülow. Sie war I ⚭ Fritz von dem Berge auf Lindhorst                           |                   | 65 31     |
| Christoph Siegmund von der Decken Oberst (Neuhaus (Oste))                         | 27. Sep. 1724 Stade               | 30. Okt. 1783 Neuhaus          | auf Neuhaus hann. Oberst ⚭ 1758 Charlotte Amalia v. Düring Tochter des Johann Christian auf Horneburg und der Anna Dorothea Gräfin zu Rantzau-Rastorf (sechs Söhne und zwei Töchter)                               |                   | 93 345    |
| Claus von der Decken hann. Minister (Melkof)                                      | 5. Jan. 1742 Rittershausen        | 10. Juli 1826 Hannover         | Kurator der Universität Göttingen, hannoverscher Minister 1803–1823, auf Rittershausen und Melkof ⚭ I. Wilhelmine v. Hanstein (9 Kinder) ⚭ II. Juliane Philipine v. Eickstedt-Peterswaldt                          |                   | 105 388   |
| Hedwig Elise von der Decken (Schwinge, Rosenkranz, Ritterhof und Wechtern)        | 10. Apr. 1759 Rittershausen       | 6. Mai 1848 Stade              | Hedwig Elise, die Halbschwester vom Minister Claus, wurde Hauptmannin nach dem Titel ihres Mannes genannt. ⚭ Carl Heinrich (1752–1794) Hptm. (9 Kinder). Sie und ihr Sohn Claus mobilisierten gegen Napoleon.      |                   | 103 429   |
| Hans Burchard Otto von der Decken Landdrost (Klinten)                             | 24. Apr. 1769 Hannover            | 27. Nov. 1838 N.Ochthausen     | auf Klinten II und Nieder Ochtenhausen; Landdrost im Regierungsbezirk Aurich 1818–1823 ⚭ Caecilia v. Gruben Erbin von Schöneworth, Drochtersen und Hohenlucht (einen Sohn Christian)                               | Decken ⚭ Gruben   | 44 470    |
| Christoph von der Decken Oberstleutnant genannt: de grote Christoffer (Klinten)   | 29. Jan. 1765 Horneburg           | 14. Feb. 1846 Verden           | auf Bruchhof und Klinten III; hann. Oberstleutnant; Träger des Guelfenordens ⚭ Caecilia v. Plate (zwei Söhne und drei Töchter)                                                                                     |                   | 93 453    |
| Friedrich Graf von der Decken Feldzeugmeister (Ringelheim)                        | 25. Mai 1769 Langwedel            | 22. Mai 1840 Ringelheim        | auf Ringelheim, Söderhof, Deckenhausen und Langwedel; hannoverscher Generalfeldzeugmeister ⚭ Antoinette v. Gruben (Kinder: Adolphus, George auf Deckenhausen und Juliane ⚭ v. Minnigerode)                         |                   | 35 472    |
| Georg Graf von der Decken Kav.Gen. (Oerichsheil)                                  | 23. Nov. 1787 Oerichsheil         | 20. Aug. 1859 Rumpenheim       | auf Oerichsheil; hannoverscher General der Kavallerie; seit 1835 Graf ⚭ Luise Prinzessin von Hessen-Kassel-Rumpenheim, eine Tochter des Landgrafen Friedrichs III.                                                 |                   | 46 537    |
| Arnold von der Decken Generalmajor (Ritterhude)                                   | 17. Juli 1779 Jork                | 28. Mai 1856 Ritterhude        | auf Eichhof und Liethenhof; hannoverscher Generalmajor der Infanterie ⚭ I. Charlotte v. Wersebe ⚭ II Johanna v. der Wisch (neun Kinder: ….., Friedrich, Gideon)                                                    |                   | 27 501    |
| Weipart Hieronimus von der Decken Generalleutnant                                 | 28. Feb. 1781 Laak                | 28. Mai 1845 Verden            | hannoverscher Generalleutnant, u. a. in der King’s German Legion ⚭ Margarete v. der Wisch (eine Tochter) |                   | 130 507   |
| Claus von der Decken Oberhauptmann (Ritterhof)                                    | 6. Sep. 1782 Schwinge             | 28. Juni 1839 Kissingen        | auf Ritterhof und Rosenkranz; Oberhauptmann von Harburg (Verwaltungsjurist) Er schickte zwei Kompanien Harzer Schützen zur Schlacht bei Waterloo.                                                                  |                   | 126 517   |
| Friedrich von der Decken (Politiker, 1791) Rittershausen und Eickhof bei Liebenau | 28. Aug. 1791 Stade               | 2. Dez. 1861 Melkof            | auf Melkof; King’s German Legion (Befreiungskriege); Jurastudent in Göttingen und Heidelberg; hann. Regierungsrat; Abgeordneter der Mecklenburgischen Abgeordnetenversammlung; Sohn von Claus                      |                   | 105 553   |
| Friedrich von der Decken hann. Minister (Rutenstein)                              | 30. Jan. 1802 Braunschweig        | 7. Jan. 1881 Rutenstein        | auf Rutenstein; Jurastudent in Göttingen; Finanz- und Justizminister im Königreich Hannover ⚭ I. Auguste von der Beck (einen Sohn: Otto) ⚭ II. Auguste v. Hodenberg                                                |                   | 47 585    |
| Carl Friedrich Claus von der Decken Kammerrat (Stellenfleet und Preten)           | 15. Juni 1803 Northeim            | 17. Nov. 1882 Preten           | auf Stellenflet und Preten; kgl. hann. Kammerrat, Politiker und Schriftsteller ⚭ 1844 Dorothea von Münchhausen, Ehevermittler war König Ernst August I. (3 Söhne und 3 Töchter)                                    |                   | 86 591    |
| Melchior von der Decken Major und Amtmann in Bergen; (Klinten)                    | 13. Mai 1806 Baden                | 30. Okt. 1880 Bergen           | auf Klinten; hannoverscher Major und Kgl. hann. Amtmann in Bergen; (erster Bremenser) ⚭ I. Anna v. Dachenhausen (sechs Kinder) ⚭ II. Sophia Wehber (drei Kinder)                                                   |                   | 95 606    |
| Adolphus Graf von der Decken (Ringelheim)                                         | 16. Mai 1807 London               | 7. Aug. 1886 Reichenhall       | hannoverscher Geheimrat und Kammerherr auf Ringelheim und Söderhof; Sohn von Friedrich vdD ⚭ Louise v. Wallmoden aus Wallmoden (einen Sohn und zwei Töchter)                                                       |                   | 34 612    |
| Wilhelm von der Decken Landessekretär (Gauensiek)                                 | 18. Juli 1807 Braunschweig        | 31. Aug. 1866 Göttingen        | auf Gauensiek; hannoverscher Landessekretär; Verfasser des Deckenbuchs von 1865 und Genealoge ⚭ Louise von der Decken aus Laak (drei Kinder)                                                                       |                   | 53 613    |
| Eberhard von der Decken preuß. Generalmajor (Götzdorf)                            | 4. Mai 1812 Kahlenberg bei Wismar | 14. März 1871 Heidelberg       | auf Götzdorf; hannoverscher Oberstleutnant und preußischer Generalmajor ⚭ Ottilie v. Oertzen (sechs Söhne und zwei Töchter)                                                                                        |                   | 54 633    |
| Friedrich von der Decken preuß. Generalmajor                                      | 14. Nov. 1824 Ritterhude          | 15. Feb. 1889 Hannover         | hann. Rittmeister und preuß. Generalmajor Kommandeur des Magd. Husaren-Reg. Nr. 10. ⚭ Anna von der Decken gen. v. Offen. (zwei Söhne: Arnold und Gideon)                                                           |                   | 28 672    |
| Hieronimus Ludwig von der Decken Landgerichtspräsident in Verden                  | 24. Apr. 1827 Stade               | 24. Jan. 1911 Hannover         | Landgerichtspräsident und Geheimer Justizrat in Celle und Verden ⚭ Maria v. Wolframsdorf (eine Tochter: Olga) |                   | 132 680   |
| Julius von der Decken (Melkof)                                                    | 18. Okt. 1827 Hannover            | 16. Juni 1867 Vichy            | auf Melkof; Enkel von Claus vdD (Minister); sein Bruder ist der Afrikaforscher Karl Klaus von der Decken ⚭ I. Hedwig von Kleist aus Zützen (Töchter: Adelheit und Charlotte) ⚭ II. Fürst Friedrich zu Solms-Baruth |                   | 106 685   |
| Auguste von der Decken, geb. Meyer Schriftstellerin                               | 30. Nov. 1827 Bleckede            | 25. Apr. 1908 Hannover         | Schriftstellerin, veröffentlichte mit dem Pseudonym Auguste von der Elbe über 50 Erzählungen und Romane ⚭ Hieronimus von der Decken hannoverscher Major                                                            |                   | 130 653   |
| Gideon von der Decken Generalleutnant in Dresden                                  | 1. Juli 1828 Nienburg/Weser       | 7. März 1892 Dresden           | Gideon war sächsischer Generalleutnant ⚭ Josepha Sthamer y Fernández de Córdoba (neun Kinder: Gustav, ….) |                   | 29 687    |
| Wilhelm Freiherr von der Decken genannt v. Offen Generalmajor                     | 29. Juni 1832 Osterholz           | 27. Feb. 1918 Gmunden          | Wilhelm war K. u. K. österr. Generalmajor ⚭ I. Henriette Freiin v. Henikstein (5 Kinder) ⚭ II. Dorothea v. Plate (2 Kinder)                                                                                        |                   | 75 703    |
| Karl Klaus von der Decken Afrikaforscher aus Melkof                               | 8. Aug. 1833 Kotzen               | 2. Okt. 1865 Baardheere        | auf Rittershausen, Wischhof und Eickhof an der Weser; Enkel von Claus vdD (Minister); Afrikaforscher, insbesondere am Kilimandjaro und am -Fluss Juba                                                              |                   | 106 706   |
| Georg Graf von der Decken MdR (Ringelheim)                                        | 5. Okt. 1836 Braunschweig         | 19. Aug. 1898 Ringelheim       | auf Ringelheim und Söderhof; Bildhauer, Maler und Mitglied des Deutschen Reichstags ⚭ Marie Gräfin und Burggräfin zu Dohna-Schlodien aus Mallmitz (fünf Kinder)                                                    |                   | 35 720    |
| Emil von der Decken auf Wehlkenhof, Bergwerksdirektor in Rüdersdorf               | 25. Juni 1837 Gauensiek           | 28. Okt. 1897 Stade            | Emil heiratete 1870 in Göttingen Maria v. Linsingen. Danach war er zwei Jahre Bergwerksdirektor in Japan. 1880 wurde er Bergwerksdirektor in Rüdersdorf. Dort erinnert heute ein Obelisk an ihn.                   |                   | 53 723    |
| Otto von der Decken MdR (Rutenstein)                                              | 22. Nov. 1839 Stade               | 14. Okt. 1916 Rutenstein       | auf Rutenstein, Hünkenbüttel, Bruchhof und Brocklosenborstel; Mitglied des Deutschen Reichstags ⚭ Anna Gräfin von der Schulenburg aus Hehlen (vier Kinder)                                                         |                   | 48 735    |
| Alexander von der Decken Senatspräsident (Klinten)                                | 28. Juli 1849 Rotenburg (Wümme)   | 11. Mai 1915 Groß-Lichterfelde | auf Klinten; Senatspräsident am Oberlandesgericht; Kiel und Itzehoe ⚭ Wilhelmine v. Bülow (vier Kinder) |                   | 96 771    |
| Karl von der Decken Generalleutnant Hannover                                      | 29. Dez. 1855 Celle               | 10. Apr. 1935 Hannover         | auf Schöneworth; königlich preußischer Generalleutnant Kavallerie-Inspekteur und Lehrer am Militärreitinstitut (Vahrenwald) in Hannover; ⚭ Anna v. Witzleben                                                       |                   | 26 796    |
| Otto von der Decken Generalleutnant Dresden                                       | 17. Aug. 1858 Verden              | 28. Juli 1937 Dresden          | königlich sächsischer Generalleutnant wohnte in Dresden (Weißer Hirsch) ⚭ Elisabeth (Ella) von der Decken gen. v. Offen aus Wien (ein Sohn)                                                                        |                   | 13 812    |
| Gustav von der Decken Generalleutnant Dresden                                     | 27. Apr. 1861 Hannover            | 2. März 1931 Dresden           | königlich sächsischer Generalleutnant, Divisionskommandeur ⚭ Marie v. Schönberg (zwei Kinder) |                   | 29 828    |
| Charlotte von der Decken aus Melkof Berlin und Dresden                            | 21. Apr. 1863 Melkof              | 30. Jan. 1933 Berlin           | Tochter von Julius von der Decken auf Melkof und Hedwig von Kleist aus Zützen ⚭ Friedrich Graf v. Hohenau, einen Sohn von Prinz Albrecht von Preußen (vier Kinder)                                                 |                   | 107 838   |
| Wilhelm von der Decken gen. v. Offen (Stellenfleth)                               | 19. Juli 1873 Lippstadt           | 8. Jan. 1956 Freiburg          | preuß. Oberstleutnant; Leiter des Meldeamtes für den Reichsarbeitsdienst in Bielefeld; Genealoge und Heimatforscher ⚭ Isabella v. Schleinitz aus Österreich (zwei Kinder: Isabella und Klaus)                      |                   | 76 892    |
| Melchior (Melle) von der Decken (Klinten) Hamburg                                 | 14. Feb. 1886 Itzehoe             | 8. Feb. 1953 Hamburg           | Senatspräsident am Oberlandesgericht in Hamburg; stille Beteiligung am Benzerhof ⚭ Margarete Duden (zwei Söhne: Christoph und Melchior)                                                                            |                   | 96 928    |
| Bertold von der Decken (Benzerhof)                                                | 12. Mai 1889 Itzehoe              | 6. Feb. 1970 Dießen            | auf Benzerhof; Bruder von Melle; Korvettenkapitän und Landwirtschaftlicher Sachverständiger; ⚭ Hedwig von der Decken aus Ritterhof (eine Adoptivtochter: Ilse Maria Baronesse v. Heyking)                          |                   | 96 945    |
| Ernst von der Decken Journalist aus Oerichsheil                                   | 14. Nov. 1894 Dresden             | 15. März 1958 Hamburg          | Journalist, stellv. Chefredakteur und Schriftsteller ⚭ I. Dorothea Wieck Filmschauspielerin ⚭ II. Margarete Feldmann                                                                                               |                   | 11 967    |
| Leopold von der Decken aus London nannte sich in den USA John Decker              | 8. Nov. 1895 Berlin               | 8. Juni 1947 Los Angeles       | Maler, Bühnenbildner und Karikaturist in Europa, New York und Los Angeles Er war ein Sohn erster Ehe des Londoner Korrespondenten Ernst-August Graf von der Decken aus Ringelheim.                                 |                   | 35 970    |
| George von der Decken Oberst (Hohenlucht)                                         | 6. März 1898 Bückeburg            | 17. Apr. 1945 Spremberg        | auf Hohenlucht; seit 1933 Heeresadjutant des Reichswehrministers Generalfeldmarschall Werner von Blomberg, seit 1942 Oberst                                                                                        |                   | 38 979    |
| Thassilo von der Decken (Schwinge) Aufsichtsratvors. Concordia Versicherung       | 1. Dez. 1911 Grimma               | 6. Juni 1995 Schwinge          | Oberkreisdir. im Landkreis Stade, Präsident der Landschaft und der Ritterschaft des Herzogtums Genealoge ⚭ Eleonore (Nori) v. Schlütter (ein Sohn und eine Tochter) ⚭ I. Ehe mit Günter Sarrazin                   |                   | 119 1017  |
| Dr. Christoph von der Decken Jurist Vorstandsmitglied einer Bank a. D.            | 23. Okt. 1925 Washington          | 27. Mai 2024 Aumühle           | auf Klinten; Vorstandsmitglied der Dresdner Bank und Aufsichtsratsvorsitzender von Hapag-Lloyd (Sohn von Melle vdD) ⚭ Brigitte Merhart v. Bernegg vom Schloss Bernegg bei Kreuzlingen (zwei Söhne)                 |                   | 97 1067   |
| Berndt-Dieter von der Decken Oberst                                               | 9. Nov. 1933 Rostock              | 2. Feb. 2019 Igling            | Oberst a. D. der Bundesluftwaffe, 1976–1981 Kommodore des AG 52 ⚭ Susanne Kempf (zwei Kinder) |                   | 60 1090   |

## Liste nach Berufsgruppen

### 15 Generäle und ein Admiral

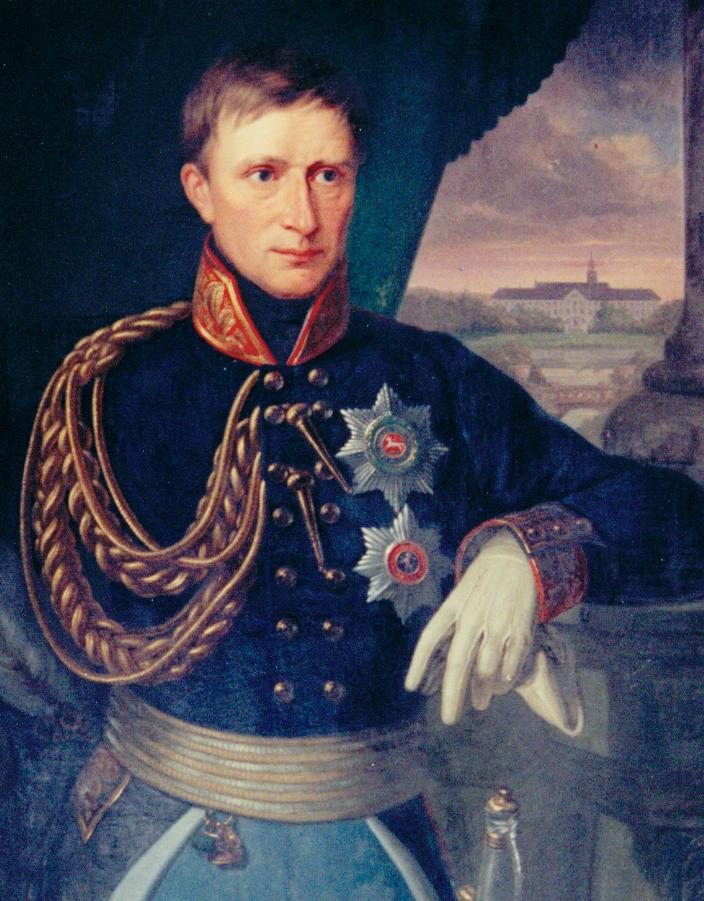
Graf Johann Friedrich von der Decken (1769–1840), hannoverscher Generalfeldzeugmeister
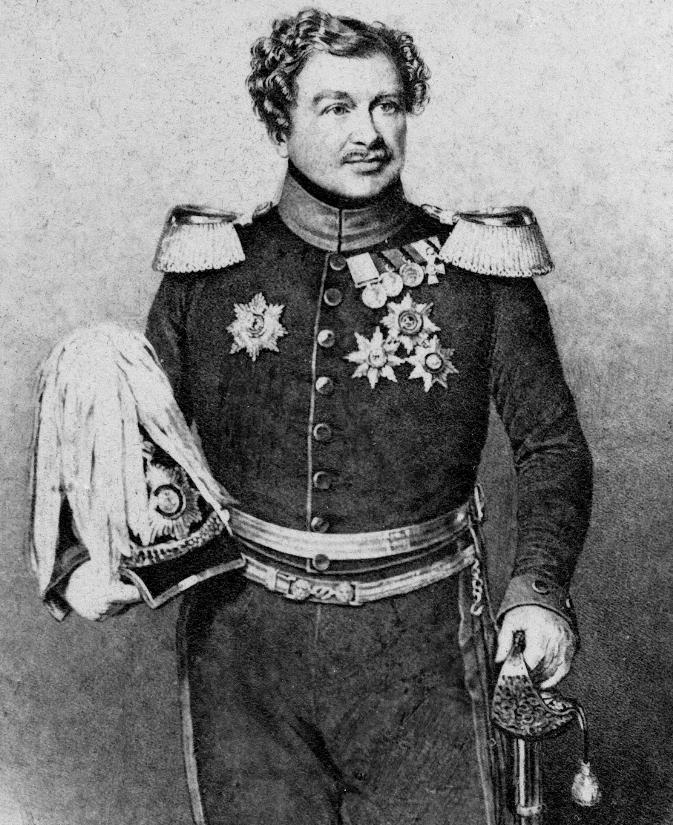
Graf Georg von der Decken (1787–1859), königlich hannoverscher General der Kavallerie
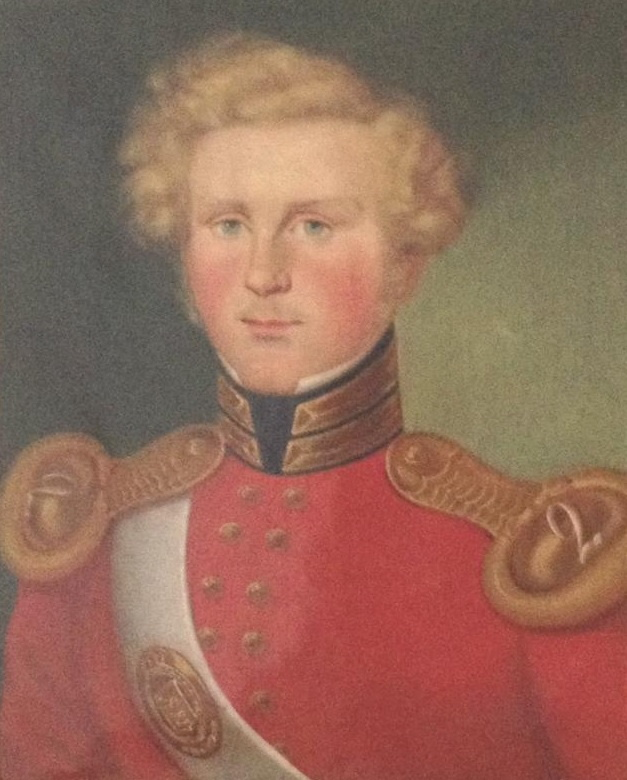
Eberhard von der Decken (1812–1871), preußischer Generalmajor und Brigadekommandeur
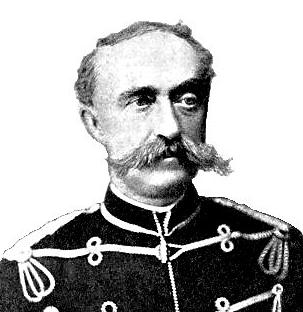
Friedrich von der Decken (1824–1889) preußischer Generalmajor der Husaren
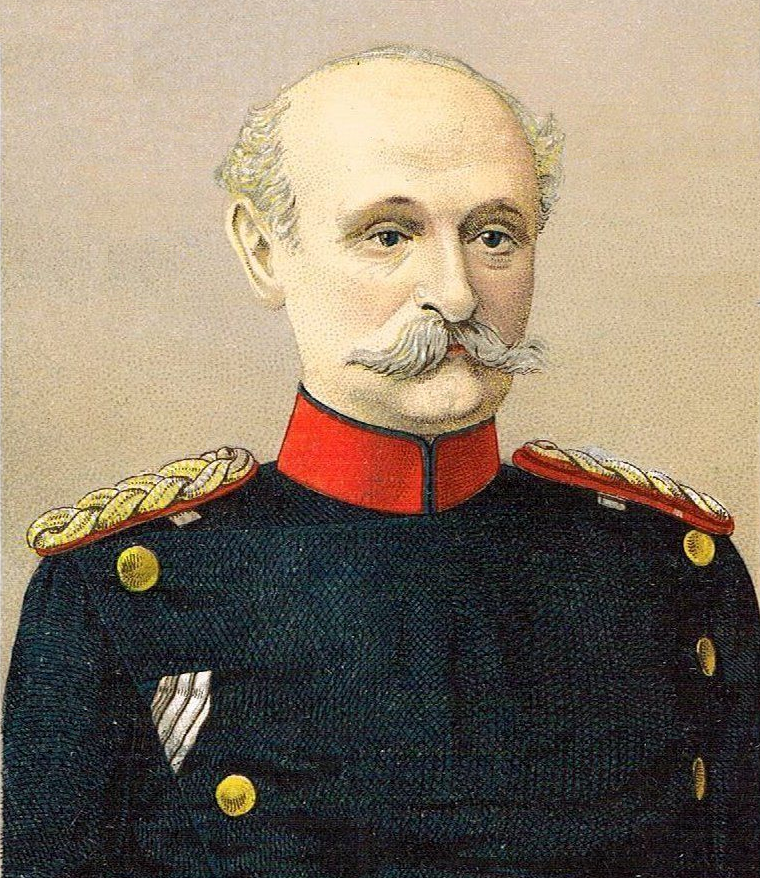
Gideon von der Decken (1828–1892) sächsischer Generalleutnant ist ein Bruder von Friedrich (1824–1889)
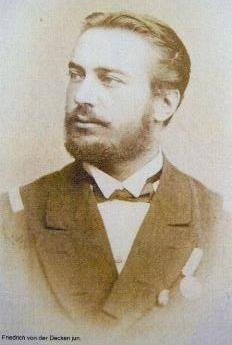
Freiherr Friedrich von der Decken (1848–1915), K. u. K. österr. Contre-Admiral
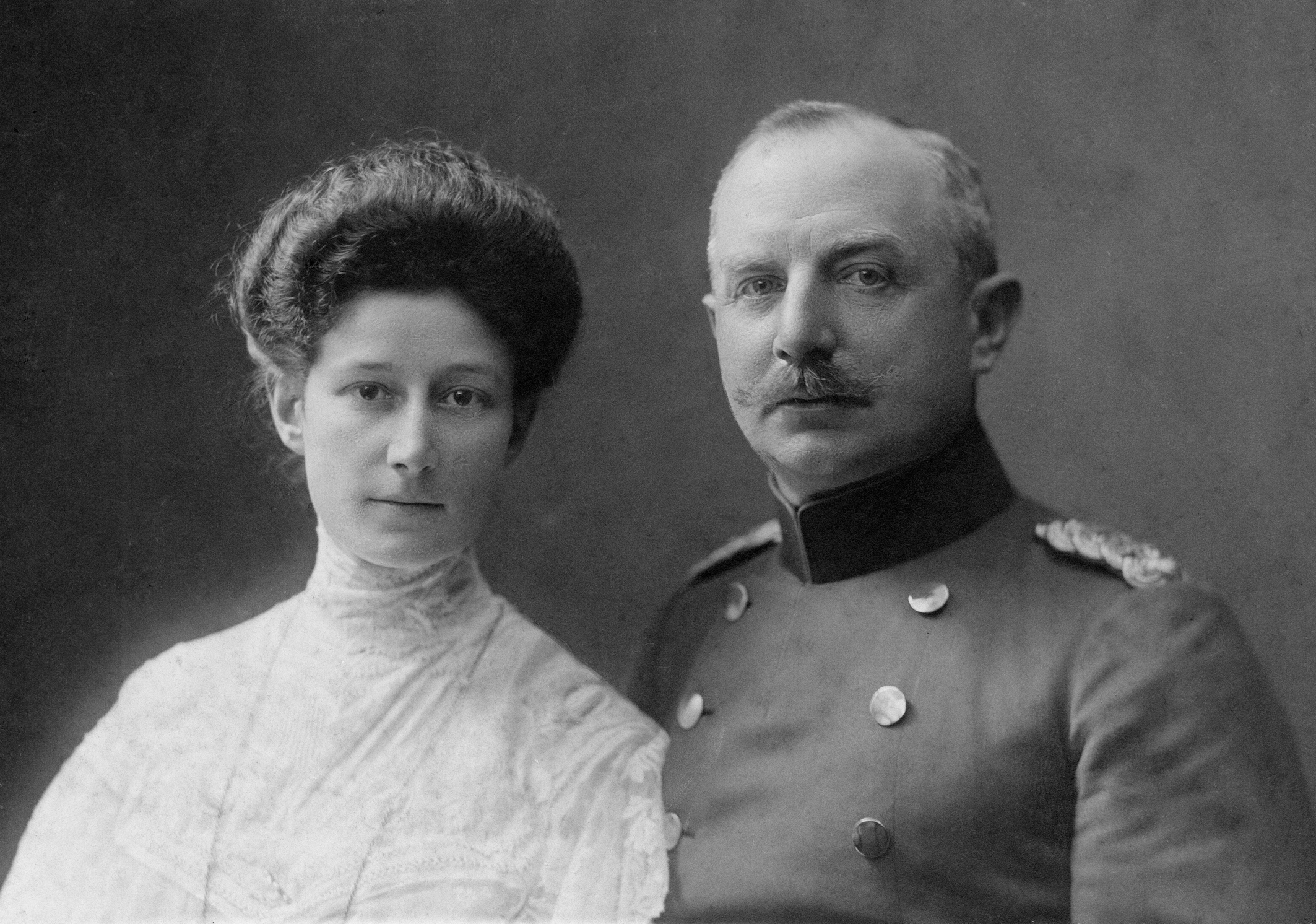
Otto von der Decken (Generalleutnant) (1858–1937) mit seiner Gattin Ella Freiin von der Decken gen. von Offen
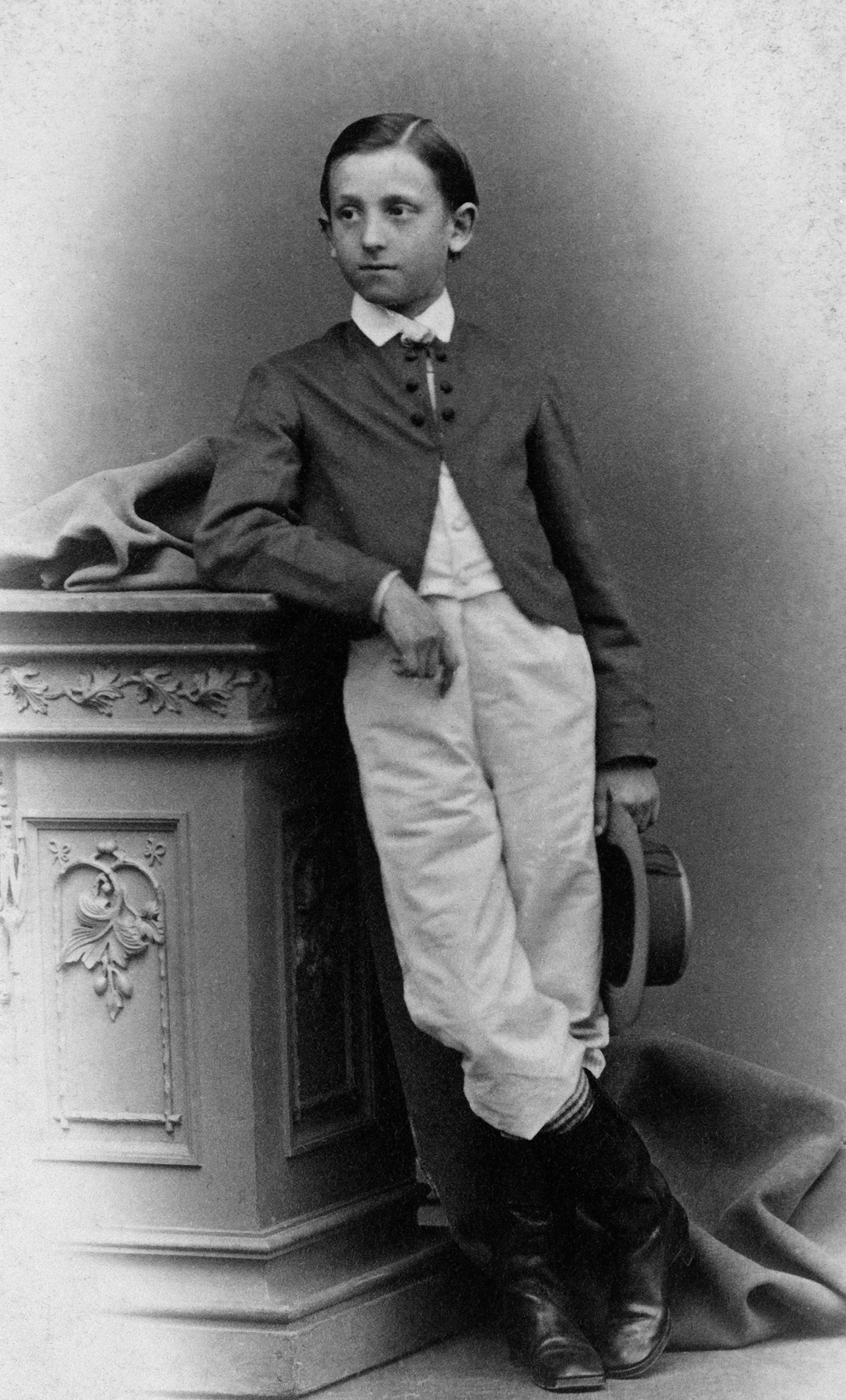
Gustav von der Decken (1861–1931) war ein sächsischer Generalleutnant. Er ist ein Sohn von Gideon.

Weitere Generäle sind:
- Georg Melchior von der Decken (1766–1838), hannoverscher Generalmajor und Kommandant von Hameln. Er war der ältere Bruder von Graf Friedrich von der Decken, dem Generalfeldzeugmeister.

- Arnold von der Decken auf Eichhof, Liethenhof und Ritterhude (1779–1856), hannoverscher Generalmajor der Infanterie. Zwei Söhne sind die Generäle Friedrich und Gideon.

- Weipart Ludolf Hieronymus Wigand von der Decken (1781–1845), hannoverscher Generalleutnant der Kavallerie zu Verden und in der King’s German Legion.[14]

- Claus von der Decken (1832–1904), preußischer Generalleutnant

- Wilhelm Freiherr von der Decken genannt von Offen (1832–1918), K. u. K. österr. Generalmajor. Der Beiname v. Offen existiert seit 1732 in der dritten Linie der Familie v. der Decken.[35]

- Karl von der Decken (1855–1935), preußischer Generalleutnant und Kavallerieinspekteur in Straßburg. Nach ihm wurde in Hannover die Von-der-Decken-Straße benannt.

- Emil von der Decken (1856–1942), preußischer Generalleutnant, Sohn des Generalmajors Eberhard von der Decken.

- Friedrich Arnold Eberhard von der Decken (1860–1929), sächsischer Generalleutnant in Dresden. Er war ein Enkel des hannoverschen Generalmajors Arnold von der Decken.[36]

### Ein weiter Offizier, nach dessen Identität oft gefragt wird, ist Eberhard von der Decken kgl. preuß. Major i.G. (1884–1954)
Er war der älteste Sohn vom preußischen Hauptmann Eberhard von der Decken und seiner Frau der Gräfin Margarete von Schwerin. Er wurde 1884 in Berlin geboren. Namensgeber für Vater und Sohn war der General-Major Eberhard von der Decken (1812–1871). 1914 am Beginn des Ersten Weltkriegs war der Sohn Eberhard 30 Jahre alt und hatte eine Ausbildung zum Piloten in Döbritz bei Potsdam erhalten. Die Motorflugzeuge wurden noch aus Holzstangen, Spanndraht und stabilem Segeltuch gebaut. Sein Aufklärungsflugzeug war eine „Taube“. Diese Flugzeuge wurden in Höhen über 1000 Meter geflogen, um an der Front nicht abgeschossen zu werden. Neben Beobachtungsballons wurden diese leichten Segeltuchflugzeuge zur Aufklärung eingesetzt.
Die Flugzeuge waren unbewaffnet, weil sie nur für die Beobachtung vorgesehen wurden. Sie konnten aber leichte 2 kg Bomben und Propagandamaterial transportieren und diese Bomben wurden mit der Hand aus dem Cockpit geworfen. Am 28. September 1914 flog Eberhard von der Decken mit der Etrich „Taube“ über Paris und warf mehrere Bomben ab. Am 13. August hatte der deutsche Pilot Ferdinand von Hiddessen schon einmal Paris mit Bomben und Propagandablättern überraschend angeflogen. Drei Jahre zuvor war der erste Luftangriff der Geschichte auf eine türkisch besetzte Oase in Libyen.
Am 28. September fiel die erste Bombe am rechten Seineufer vor das Palais, in dem der Fürst von Monaco bei seinen Besuchen in Paris zu wohnen pflegte. Eine weitere Bombe trug eine Flagge mit dem Namen des Fliegers: „von der Decken“. Eine zweite Taube warf Bomben ab, die nicht trafen. Diese zweite Taube wurde von französischen Flugzeugen erfolglos verfolgt. Gegen Paris wurden insgesamt 2 Luftschiffangriffe und 44 Fliegerangriffe dokumentiert; nach französischen Angaben kamen dabei 278 Menschen ums Leben, 636 wurden verletzt. Siehe: Bombereinsätze der Luftstreitkräfte des deutschen Kaiserreichs
Später wurde Eberhard von der Decken Kommandeur einer Feldfliegerabteilung und zuletzt Generalstabsoffizier. 1920 heiratete er in Unna Cläre Runge. Sie hatten keine Kinder. Eberhard wurde Kammerdirektor in München. Er starb 1954 in Unterwössen südlich vom Chiemsee.

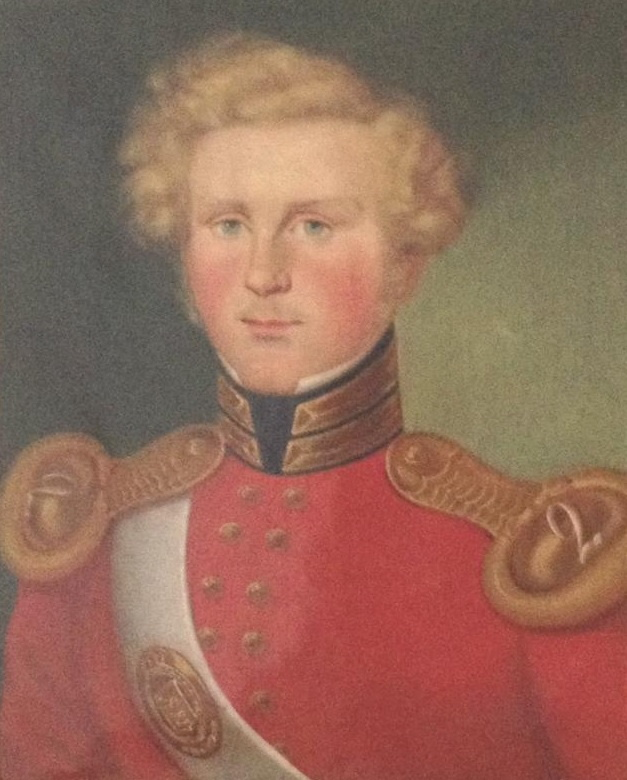
Namensgeber war Eberhard von der Decken (1812–1871), preußischer Generalmajor und Brigadekommandeur
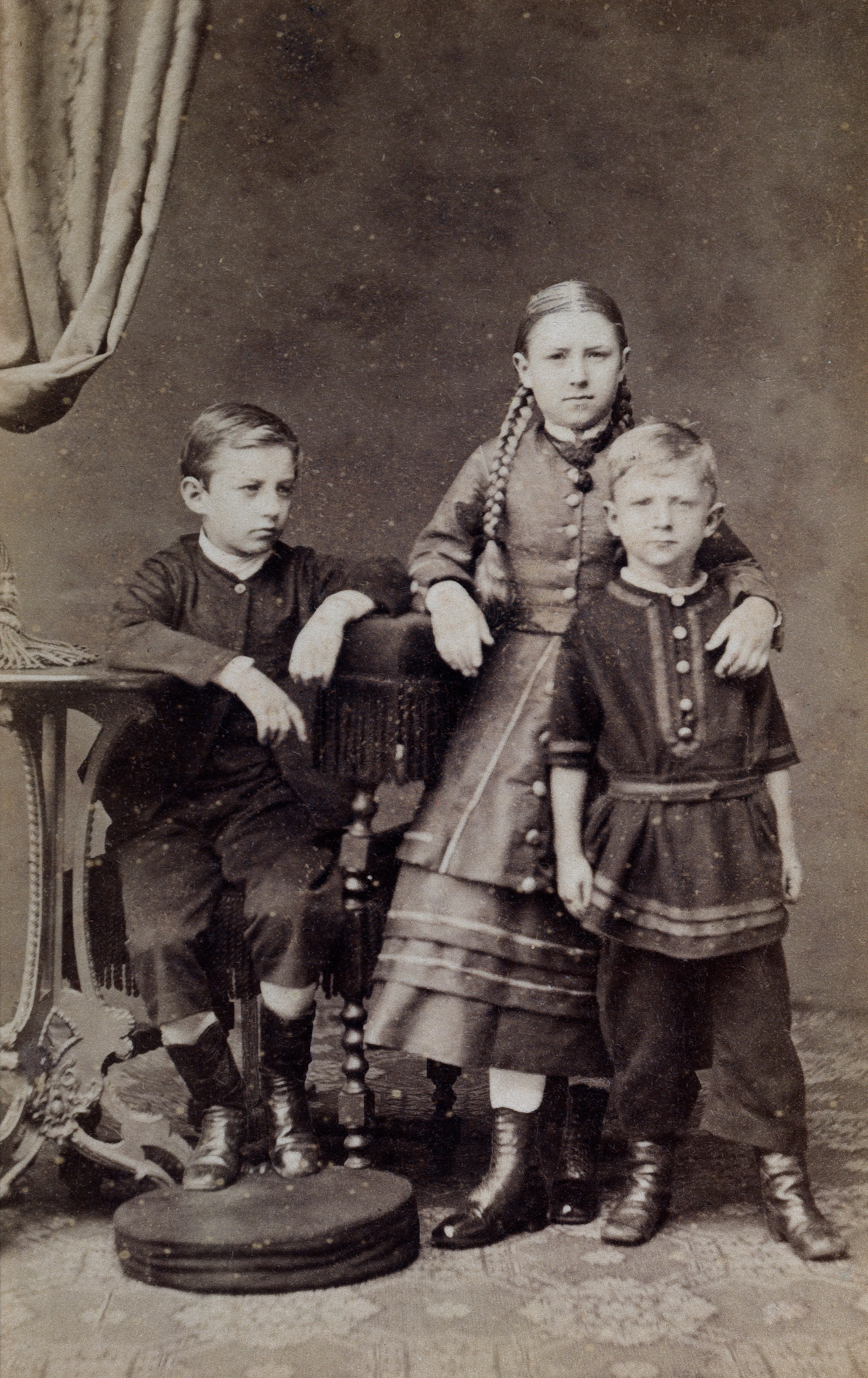
Eberhard von der Decken links auf dem Foto mit seinen Geschwistern rechts. Der spätere Pilot flog 1914 einen Luftangriff auf Paris
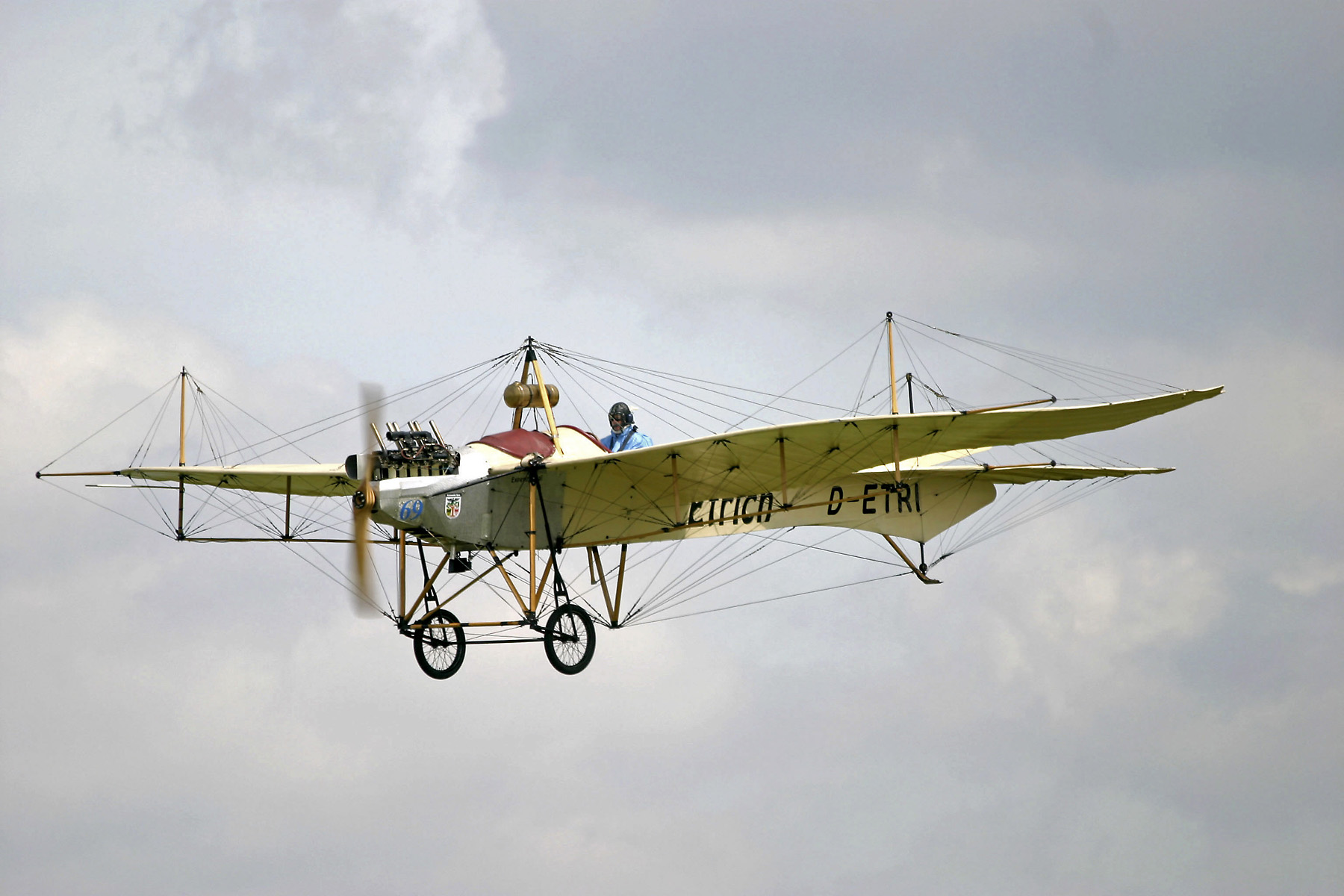
Leichtes und langsames Aufklärungsflugzeug von 1910 Model Etrich „Taube“ auf der ILA 2004
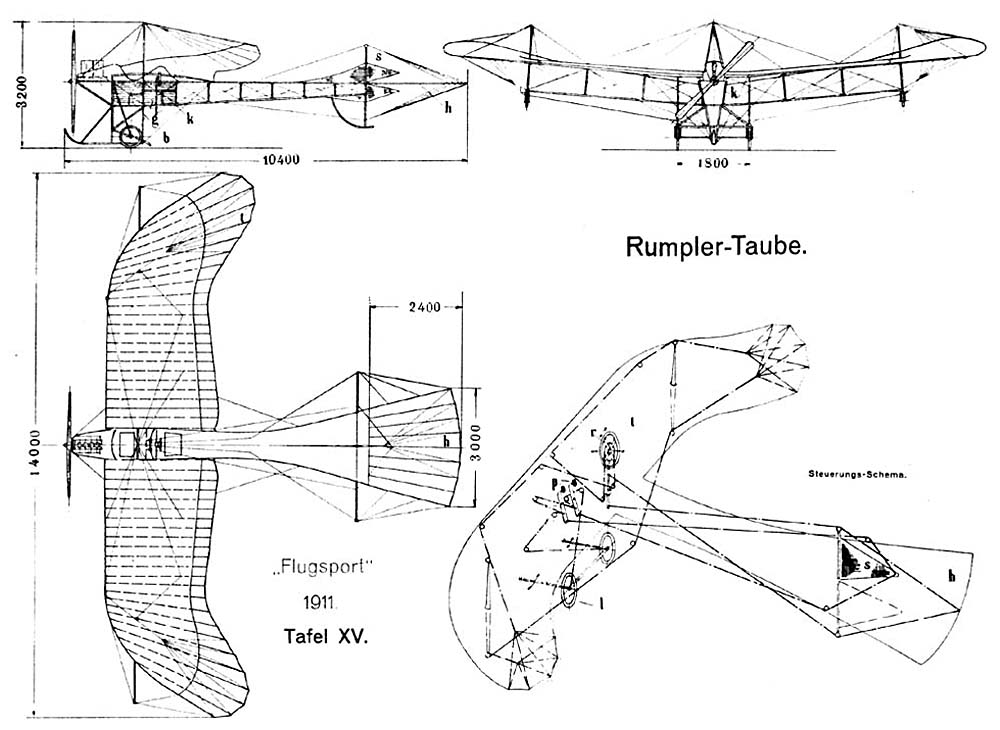
Konstruktionszeichnung der Rumpler „Taube“ Design 1911
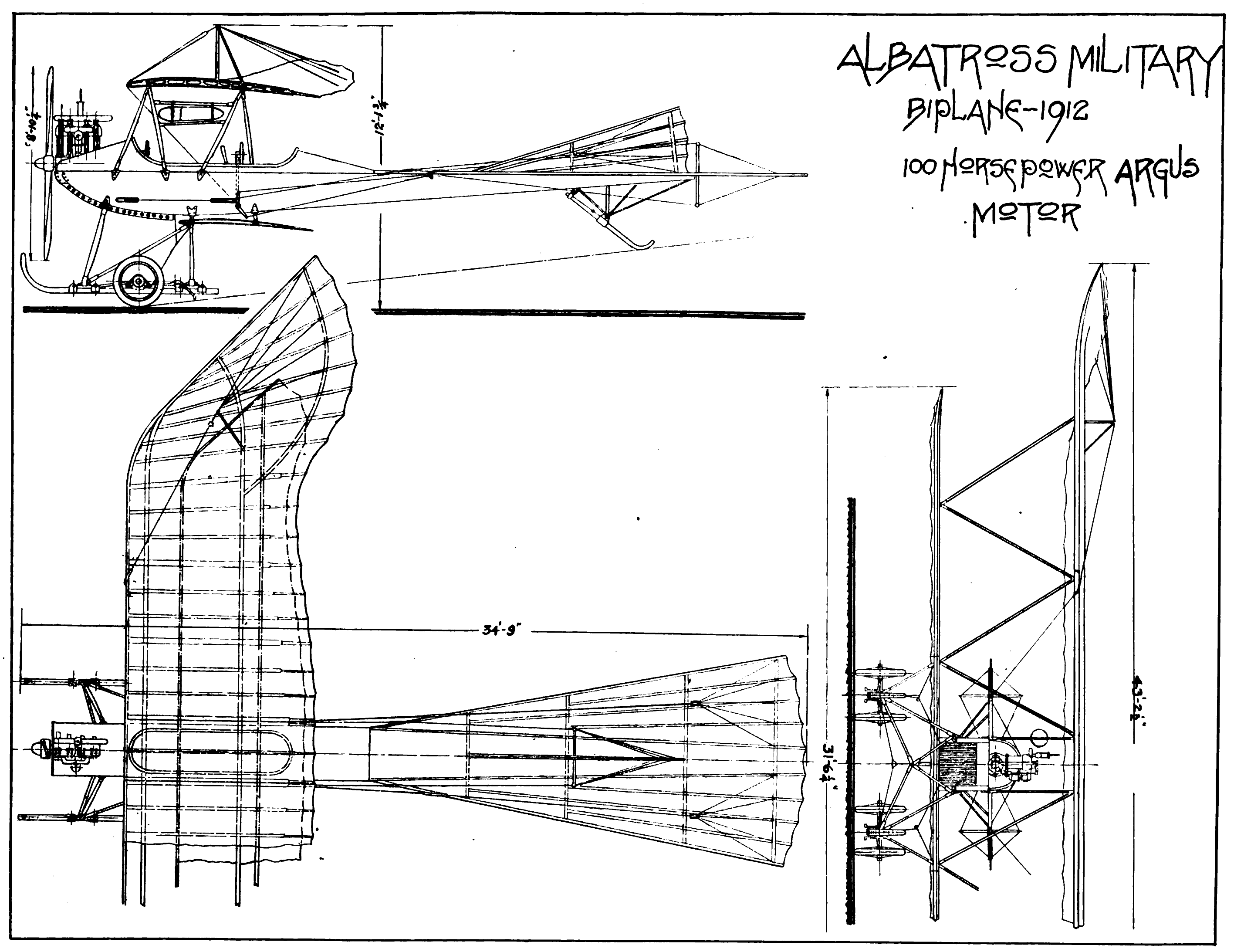
Konstruktionszeichnung der Doppeltaube Albatross. Sie war ein Doppeldecker mit 100-PS-Motor.
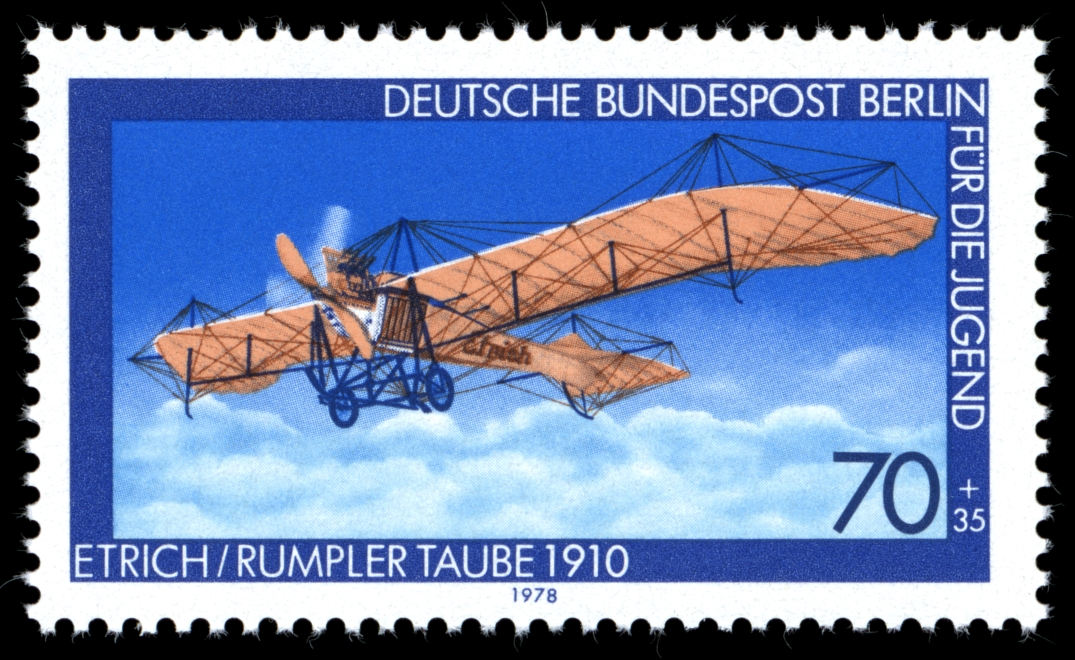
Briefmarke 1978 mit dem Aufklärungsflugzeug von 1910 Etrich „Taube“
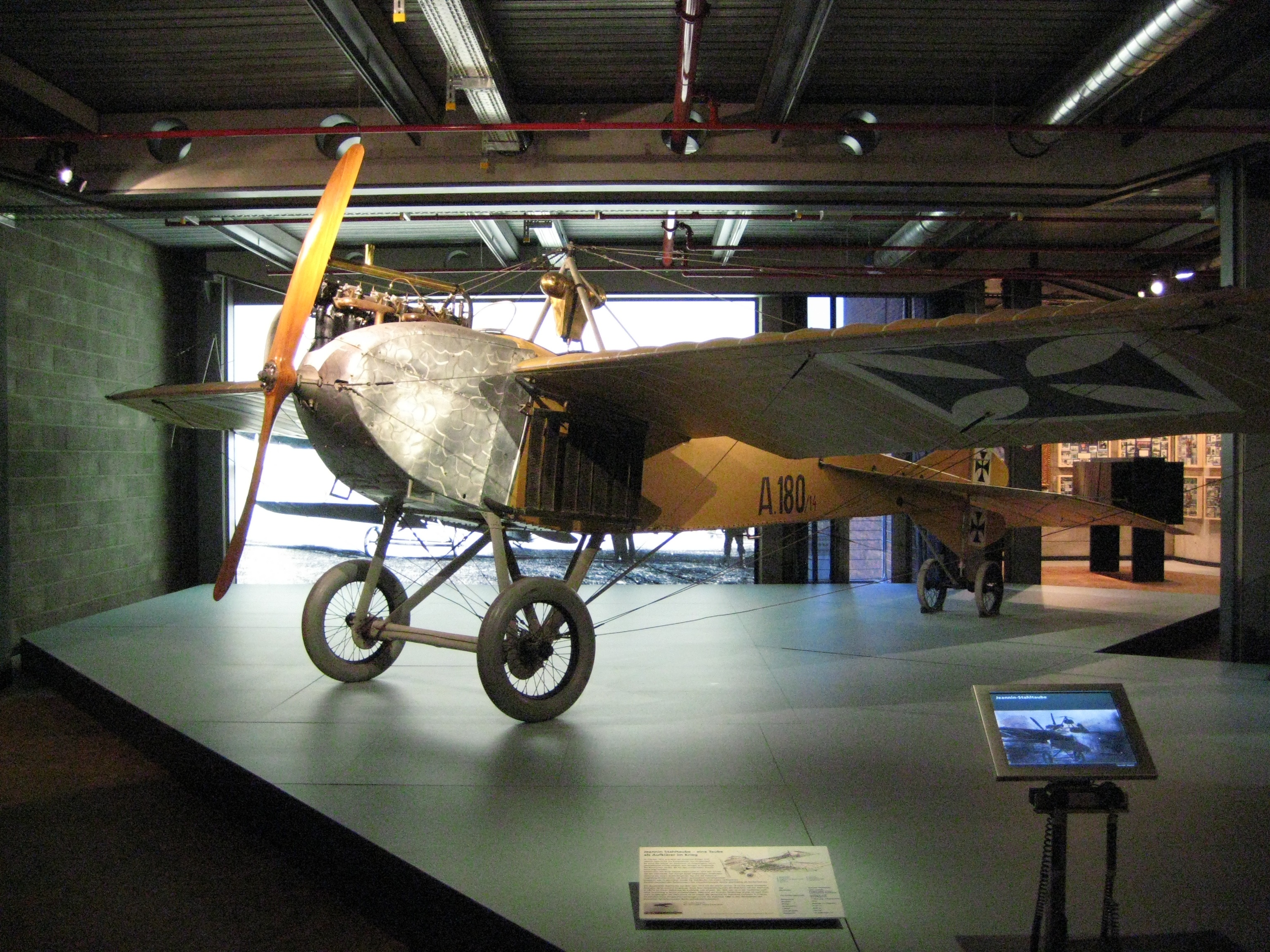
Es gab auch eine Stahltaube Baujahr 1914 heute Deutsches Technikmuseum Berlin

### Juristen

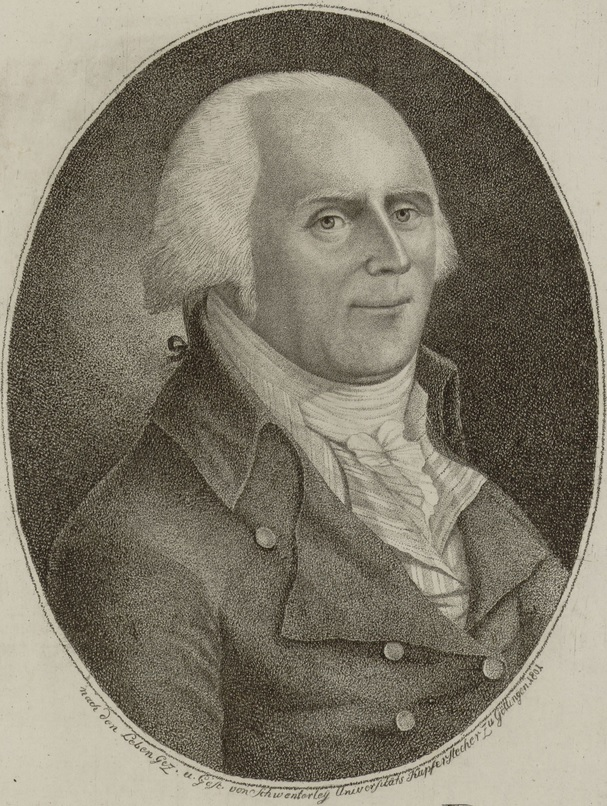
Claus von der Decken (1742–1826), Kurator der Universität Göttingen und königlich hannoverscher Staatsminister
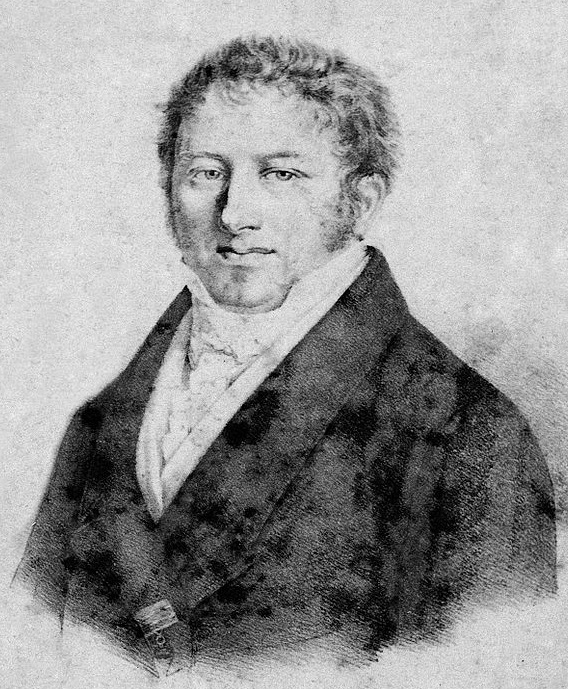
Claus von der Decken (1782–1839), Oberhauptmann von Harburg (Jurist)
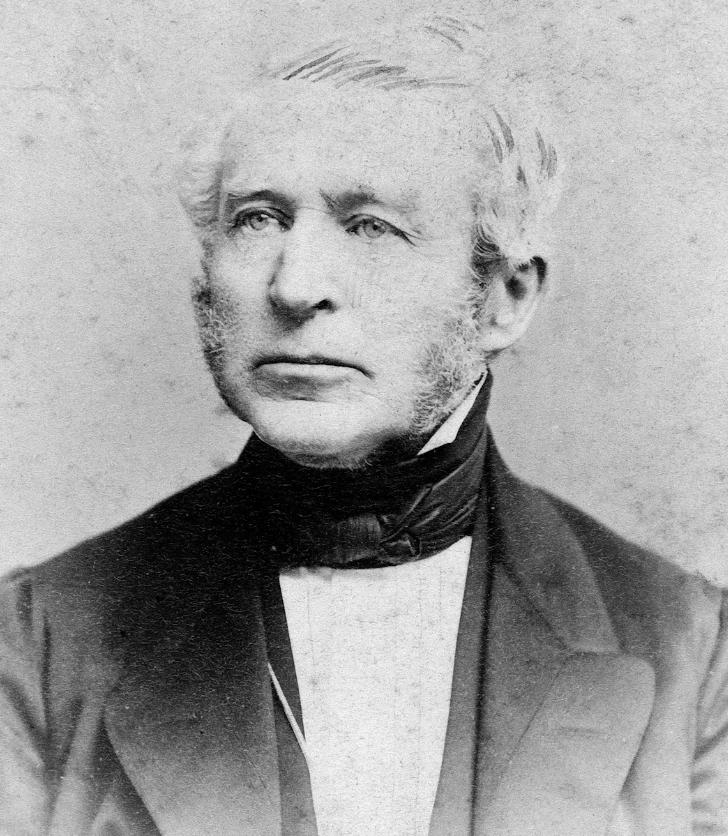
Friedrich von der Decken (1802–1881), königlich hannoverscher Staatsminister
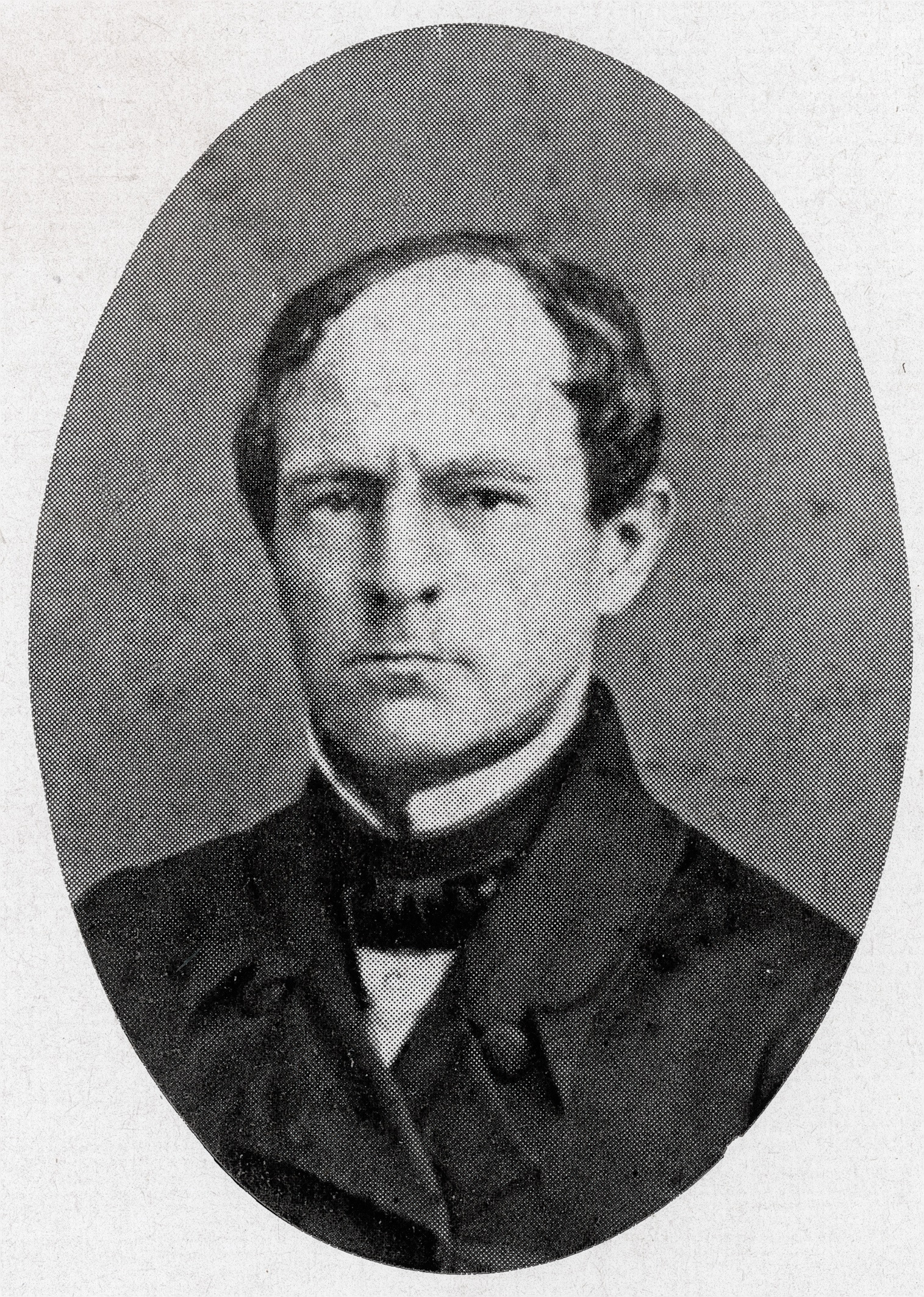
Wilhelm von der Decken (1807–1866) hann. Landessekretär und Verfasser des Deckenbuchs von 1865[21] auf Gauensiek
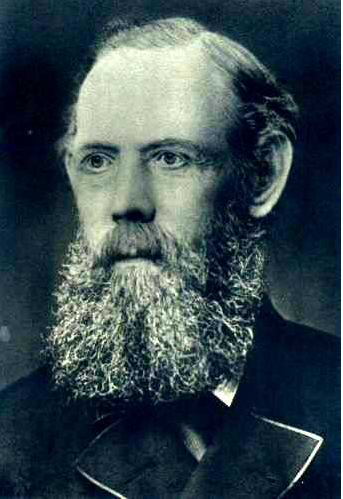
Hieronimus von der Decken (1827–1911) Landgerichtspräsident und Geheimer Justizrat in Verden (Aller) 1879–1892
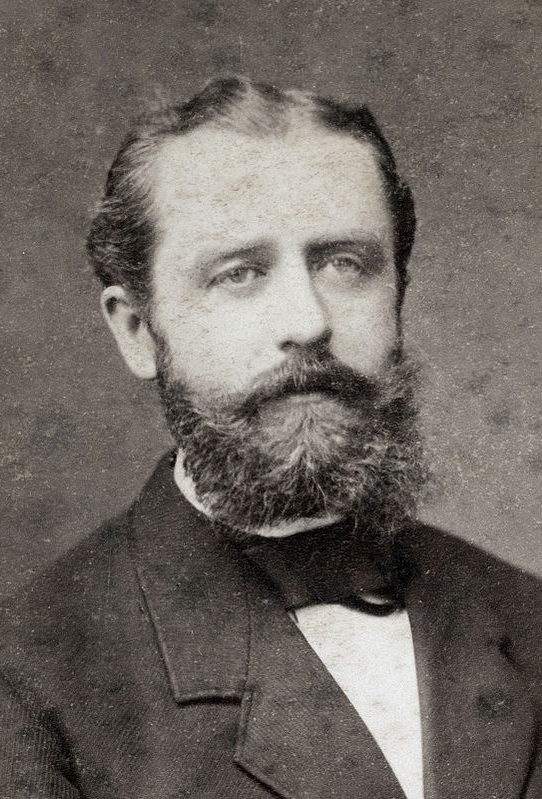
Otto von der Decken (1839–1916), Reichstagsabgeordne- ter
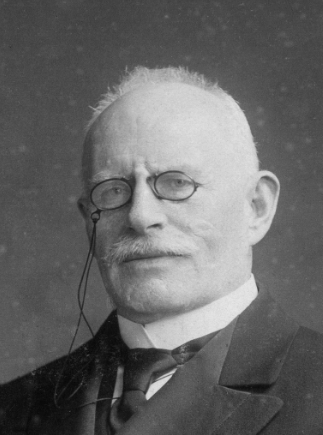
Alexander Heinrich Christoph von der Decken (1849–1915) auf Klinten Senatspräsident in Kiel und Itzehoe
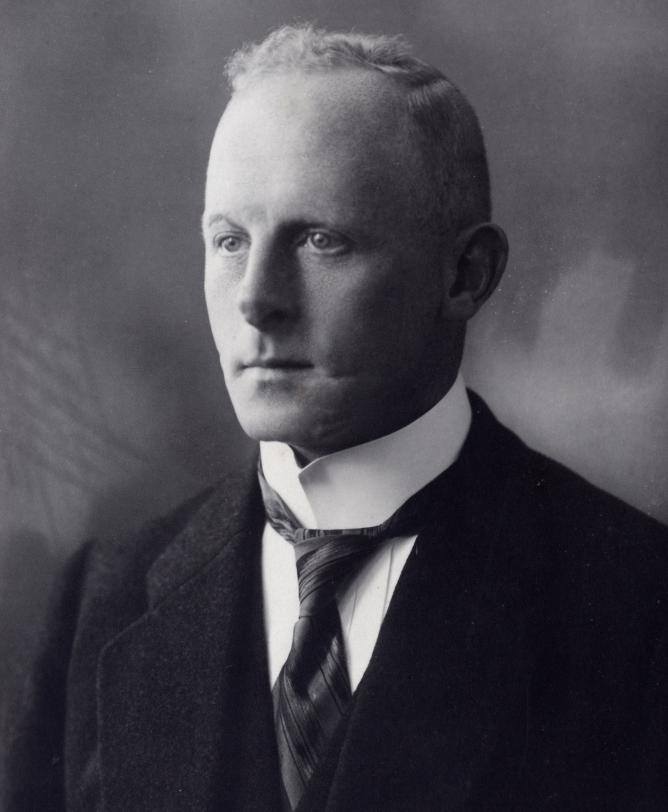
Melchior (Melle) von der Decken (1886–1953) Senatspräsident (Bezeichnung seit 1970: Vorsitzender Richter am Oberlandesgericht) in Hamburg
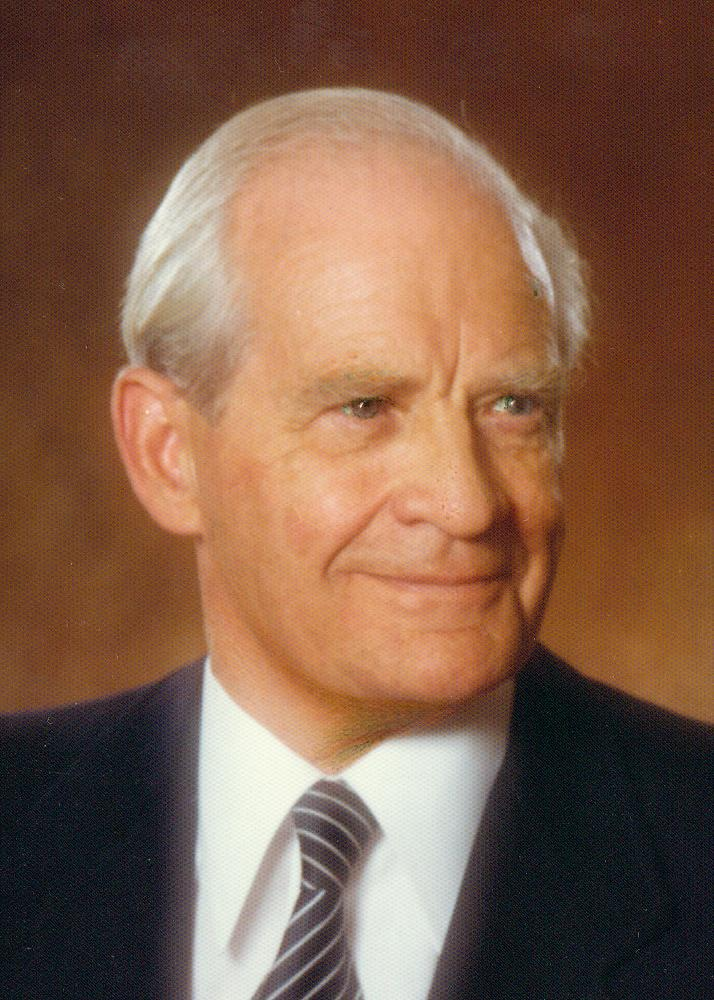
Thassilo von der Decken (1911–1995) Oberkreisdirektor im Landkreis Stade und Präsident der Landschaft sowie der Ritterschaft des Herzogtums Bremen

Weitere Juristen sind:
- Claus = Nicolaus von der Decken (1676–1721) studierte in Leipzig, Halle und Leiden, auf Rittershausen, Hofgerichtsassessor in Stade[46][47]
- Otto Melchior von der Decken (1716–1747) adjungierter Oberhauptmann in Bremen[46][48][49]
- Eberhard von der Decken (1722–1779) auf Stellenfleht Landrath und Regierungsrath in Stade[46][50]
- Diedrich Gerhard von der Decken (1733–1793) auf Esch und Schöneworth war Oberhauptmann zu Jork[51]
- Claus Otto Benedix von der Decken (1758–1841) Oberhauptmann in Neuhaus bei Lauenburg[52][50]
- Burchard von der Decken (1761–1836) war Oberhauptmann zu Osterholz[53]
- Ludwig Friedrich Burchard von der Decken (1767–1844) Drost zu Gifhorn und Lemförde; hannoverscher Regierungsrat[54]
- Hans Burchard Otto von der Decken auf Klinten II und Nieder-Ochtenhausen (1769–1838), Oberlanddrost im Regierungsbezirk Aurich 1818–1823; Geheimer Rat; Präsident der Provinzialregierung; Mitglied der Allgemeinen Ständeversammlung[55][56][57]
- Friedrich von der Decken (Verwaltungsjurist) (1777–1840) auf Kuhhof und Steinhausen bei Halle in Westfalen Rittmeister bei der Landwehr und Landrat zu Halle in Westfalen
- Friedrich von der Decken (Politiker, 1791) auf Melkof … (1791–1861); studierte Jura in Göttingen und Heidelberg. Er wurde in die Mecklenburgische Abgeordnetenversammlung gewählt.
- Wilhelm Burchard von der Decken auf Laak (1806–1883) war Amtsrichter[58]
- Louis von der Decken (1856–1931) auf Wechtern IV Kgl. sächs. Oberverwaltungsgerichtsrat[59]
- Dr. Christoph von der Decken auf Klinten (1925–2024), Jurist, Vorstandsmitglied der Dresdner Bank a. D. und Aufsichtsratsvorsitzender von Hapag-Lloyd a. D.[33][60]

### Schriftsteller, Entdecker, Forscher, Künstler etc.

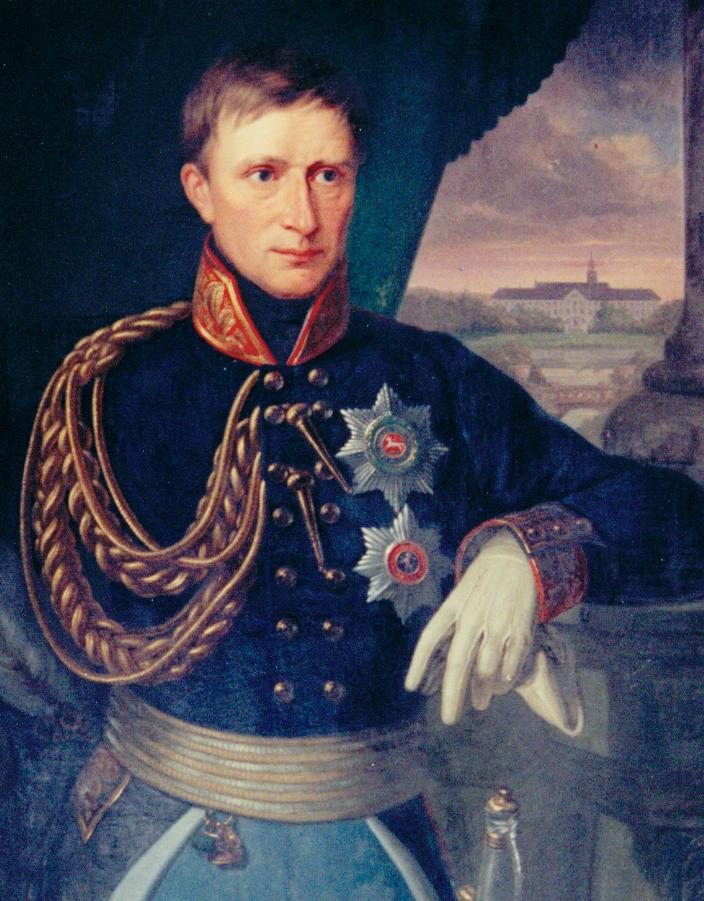
Graf Johann Friedrich von der Decken (1769–1840), hannoverscher Generalfeldzeugmeister, Schriftsteller und Familienforscher.
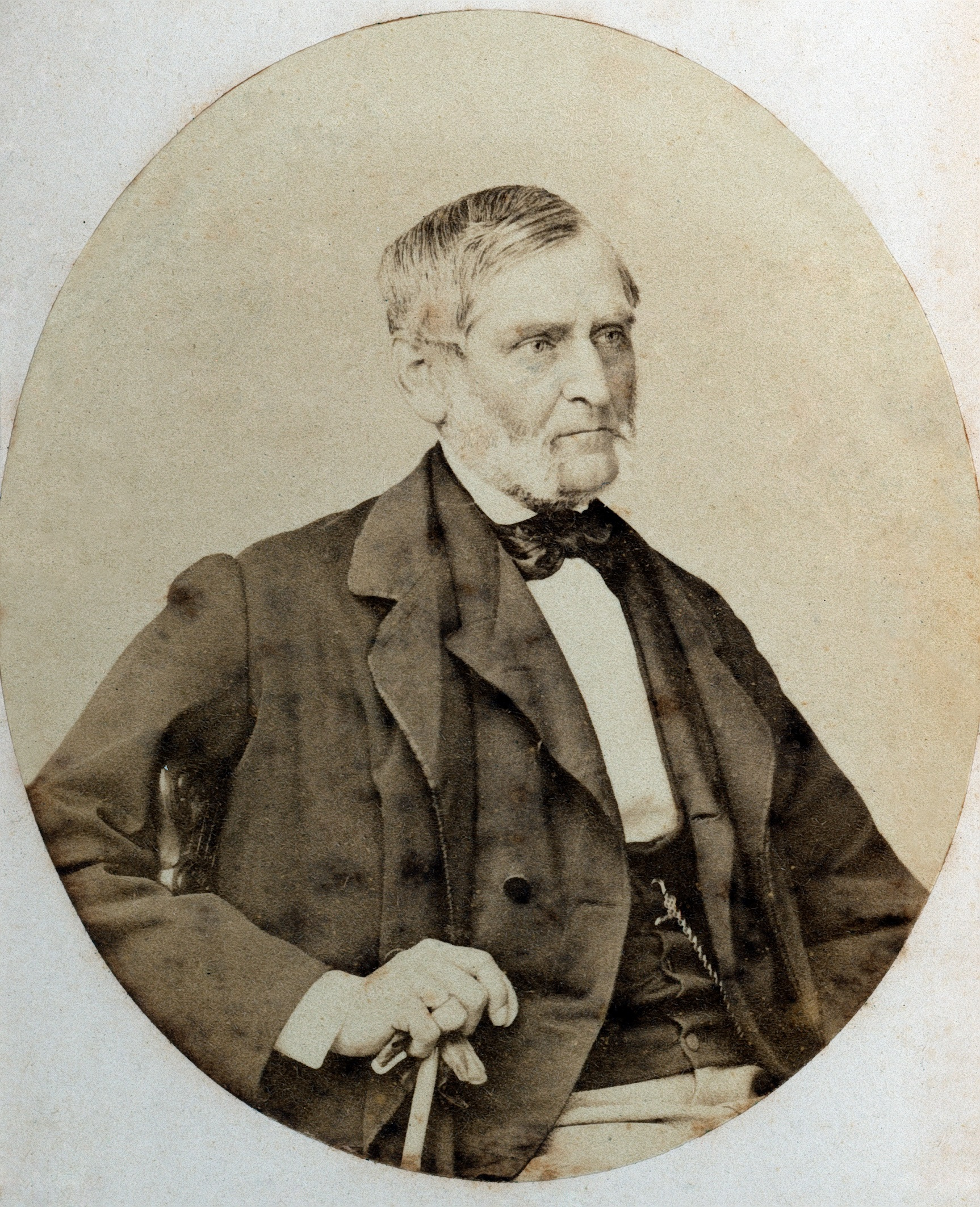
Carl Friedrich Claus von der Decken (1803–1882) auf Preten und Stellenfleth, kgl. hann. Kammerrath, Politiker, Schriftsteller
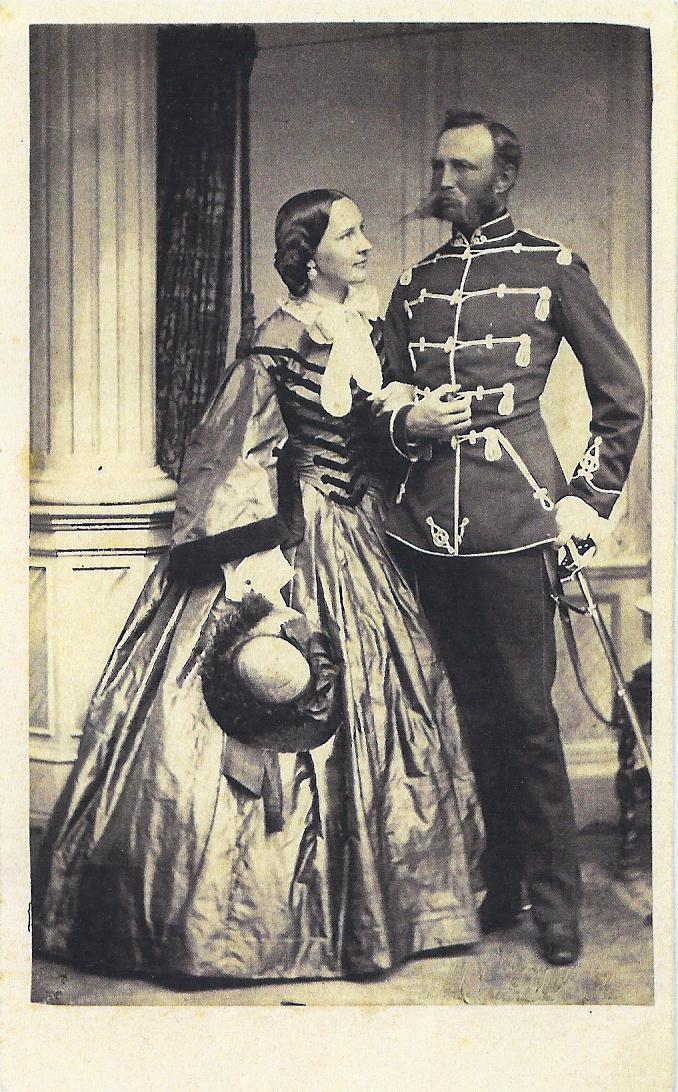
Auguste von der Decken, Schriftstellerin mit ihrem Ehemann Hieronimus (1818–1875) kgl. hann. Major
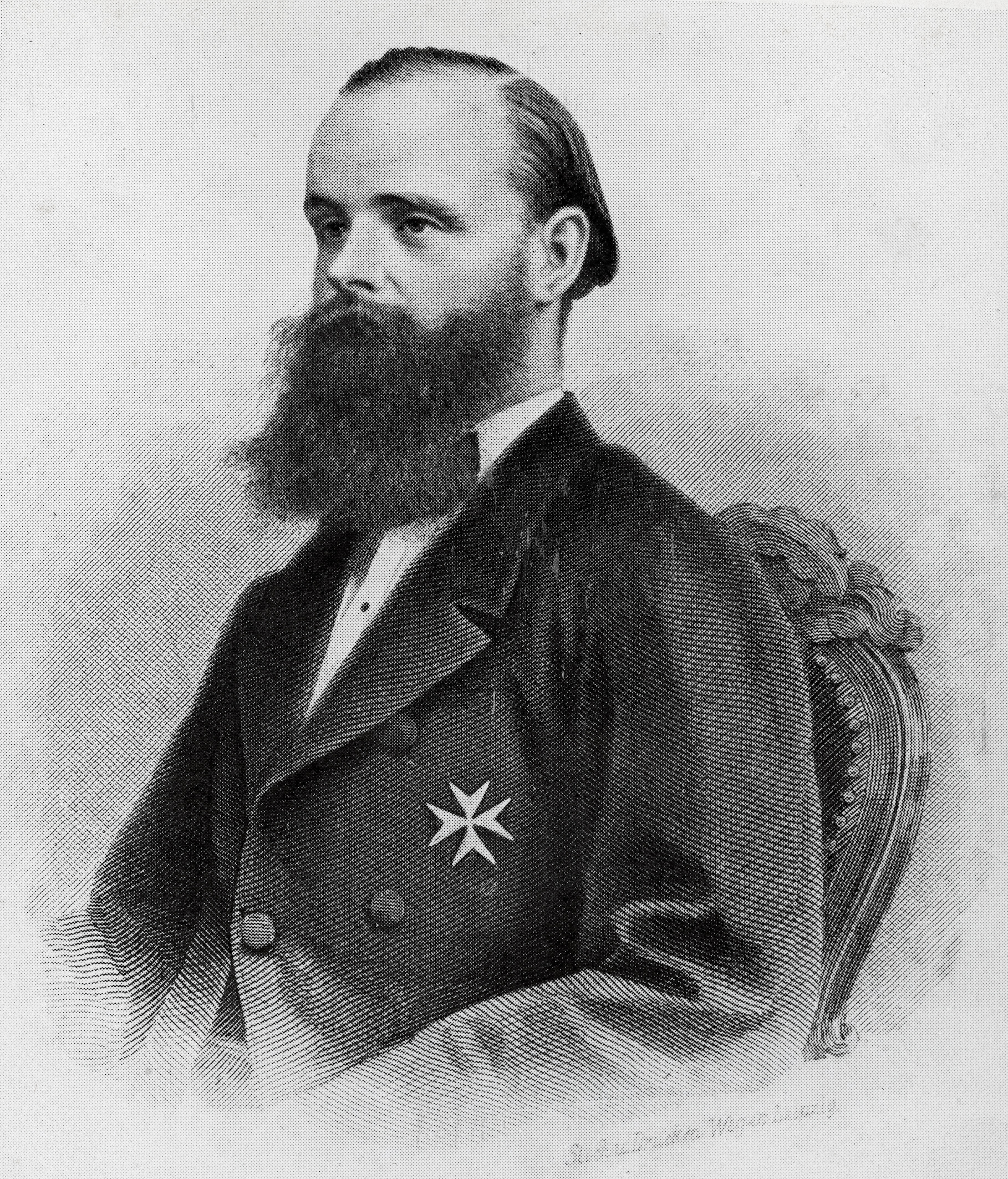
Karl Klaus von der Decken (1833–1865), Entdeckungsreisender und Afrikaforscher
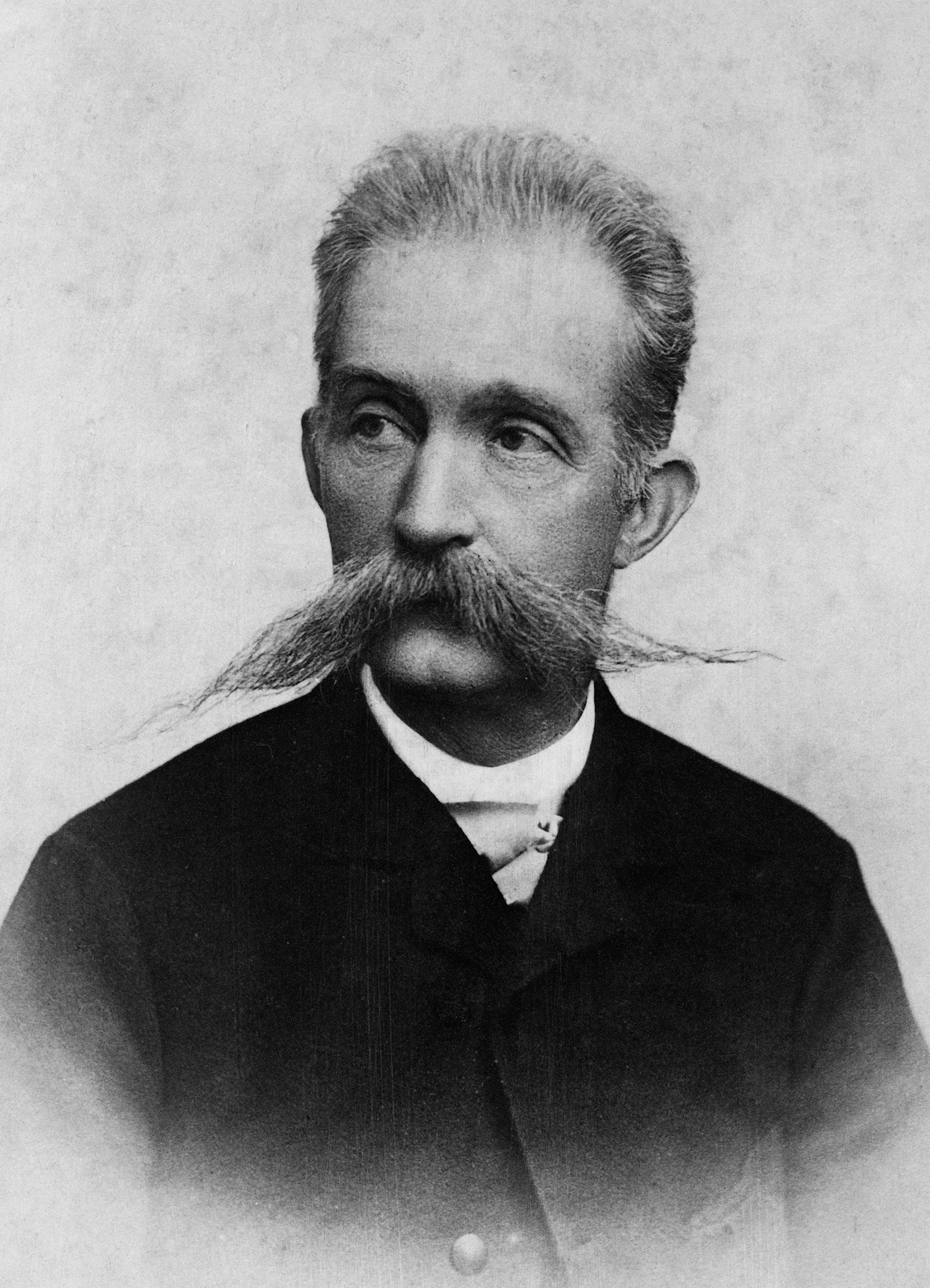
Graf George von der Decken (1836–1898), Reichstagsabgeordneter schuf Holzskulpturen und Ölgemälde in Ringelheim
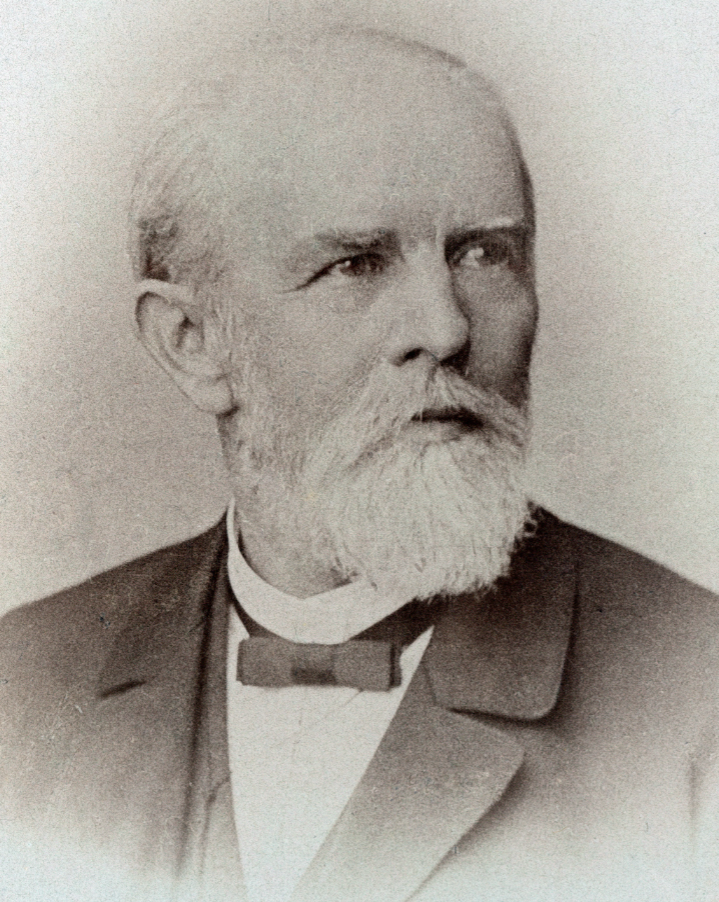
Emil von der Decken (1837–1897) Gutachter und Bergbau-Instrukteur in Japan, Bergwerksdirektor in Rüdersdorf
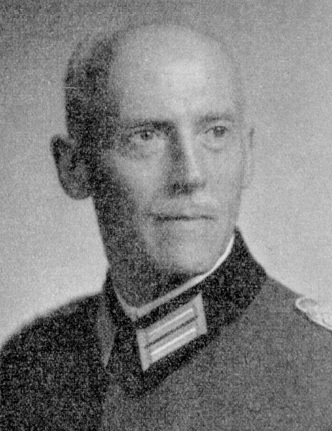
Wilhelm von der Decken Offen (1873–1956) Oberstleutnant und Heimatforscher[28] auf Stellenfleth
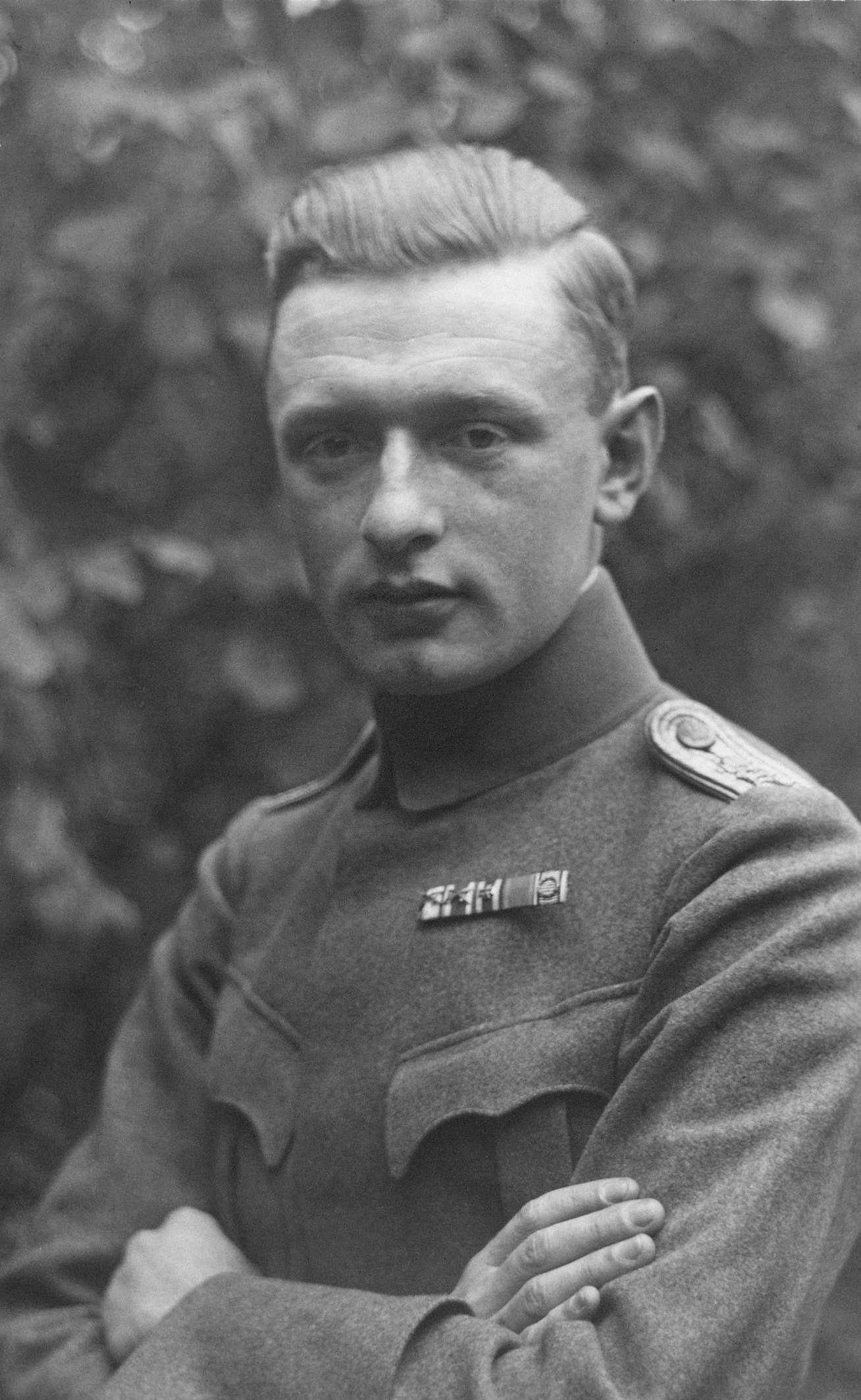
Ernst von der Decken (1894–1958) Journalist und Schriftsteller
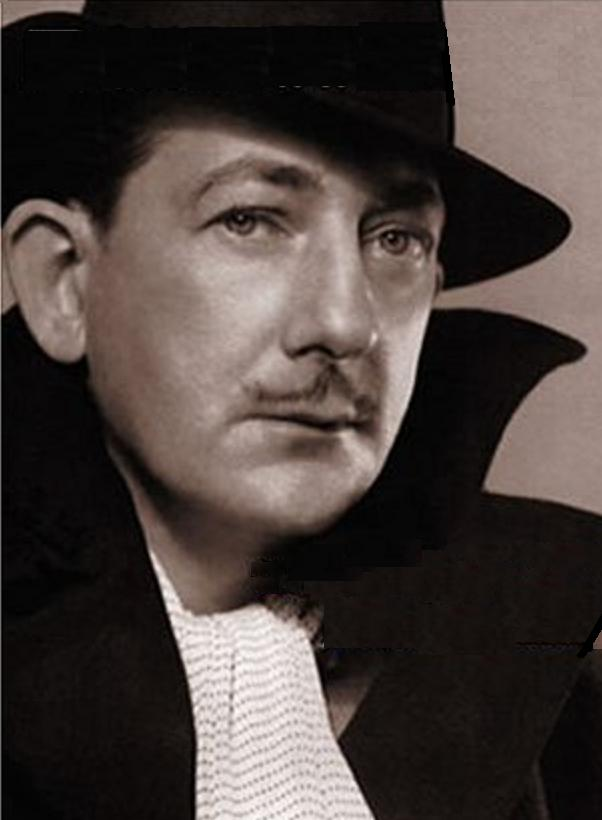
John Decker (1895–1947) Geburtsname: Leopold von der Decken. Er lebte als Maler, Bildhauer und Karikaturist in Los Angeles

Weitere Schriftsteller, Entdecker, Forscher, Künstler etc. sind:
- Theodor von der Decken (1842–1926) schrieb das Buch: Erinnerungen des letzten königlichen hannoverschen Garde-Husaren-Offiziers. 1926; nach 1866 war Theodor königlich sächsischer Major und Kammerherr
- Claus von der Decken (1888–1979) Kassel; Anthroposoph; Porträtmaler, Dichter und Lehrer an Waldorfschulen. Er war Priester in der von Rudolf Steiner inspirierten Christengemeinschaft.
- Hans von der Decken (1903–2001) Dr. agr. habil. Agrarmarktforschung am Institut für Konjunkturforschung in Berlin.
- Claus von der Decken (1909–1989) Kapitän bei der Reederei Hapag-Lloyd schrieb zusammen mit Helge von Gizycki Das Gutshaus an der Oste in Laumühlen: Jugenderinnerungen von Claus von der Decken, 2007.
- Herwart von der Decken (1913–2009) auf Wechtern IV, Godesberg, Dipl.-Ing. für technische Physik und Regierungsbaurat zuletzt Referent für wissenschaftliches Apparatewesen bei der Deutschen Forschungsgemeinschaft.
- Alexandra von der Decken (* 1925) Dr., Professor für Zellphysiologie an der Universität Stockholm, Schweden. The Wenner-Gren-Institute for Experimental Biology, Frescati, Stockholm.
- Claus von der Decken (1927–2016) Dr., Professur für Physik an der Rheinisch-Westfälischen Technischen Hochschule Aachen, entwickelte im Bereich von Prof. Schulten Hochtemperaturreaktoren am Forschungszentrum Jülich. Die Entwicklung wurde 2014 eingestellt.

## Porträts über mehrere Generationen nach Familienzweig

### Fünf GenerationenNeuhaus (Oste),KlintenundBenzerhof

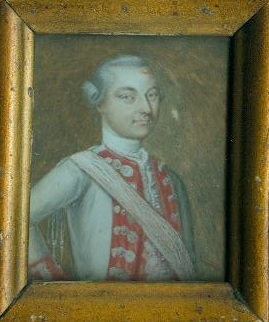
Christoph von der Decken (Oberst) (1724–1783), auf Neuhaus (Oste) hann. Oberst
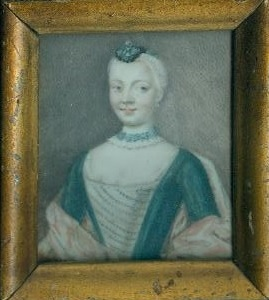
Charlotte v. Düring aus Horneburg (1740–1817) Ehefrau vom Oberst Christoph vdD
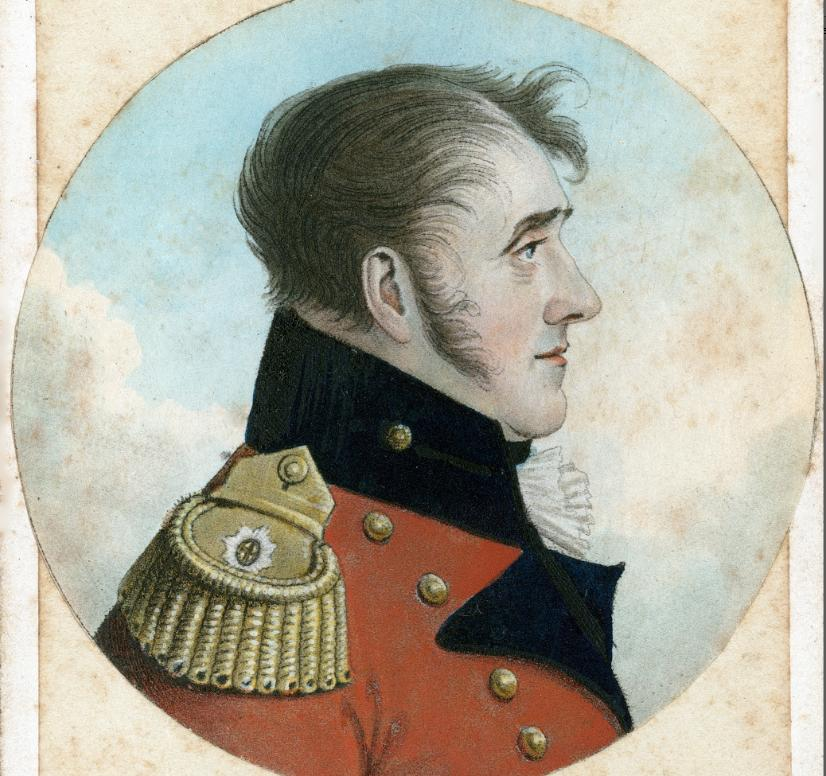
Christoph von der Decken (1765–1846) genannt: de grote Christoffer, Oberstlt, Träger des Guelfenordens
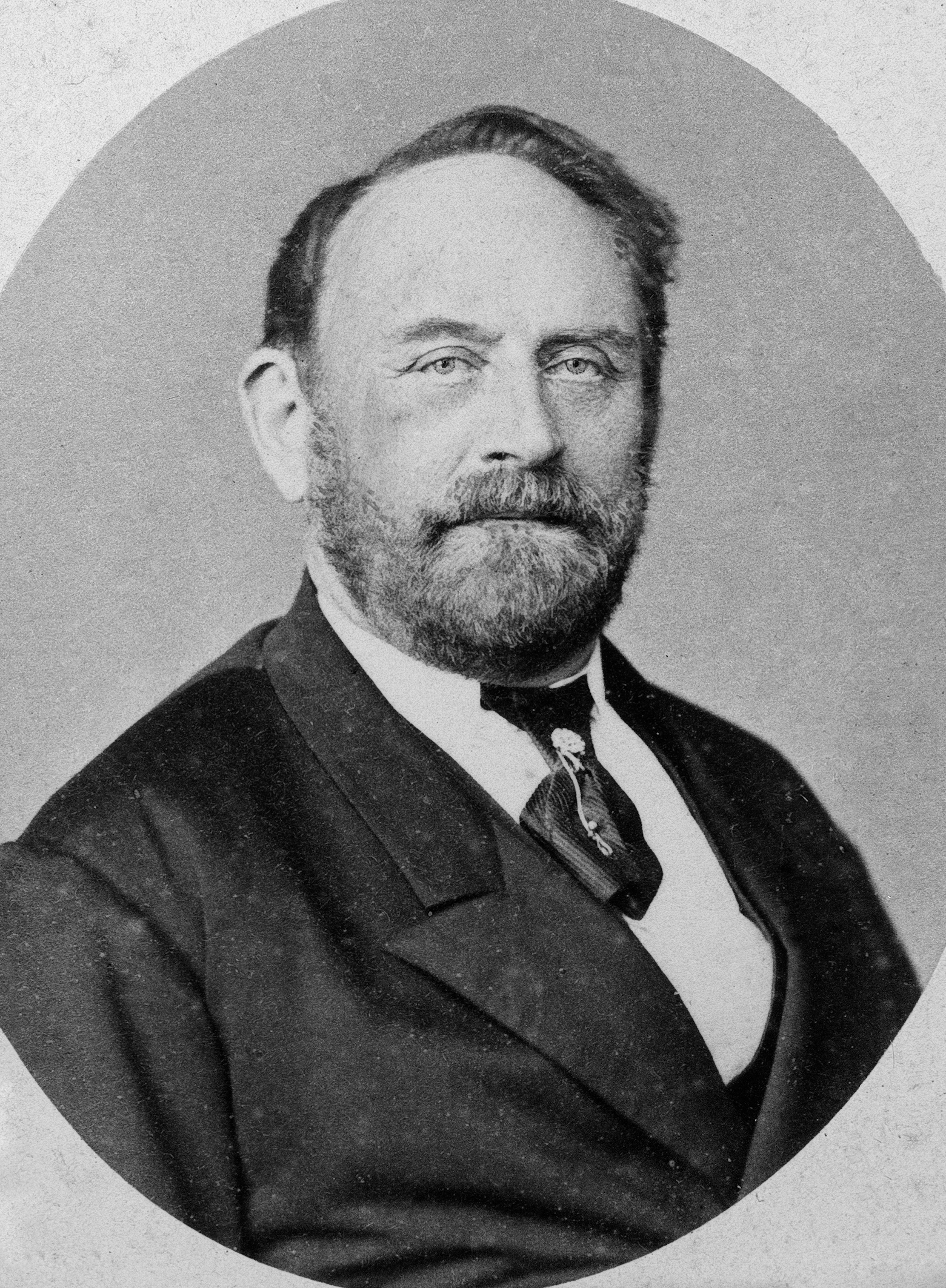
Melchior von der Decken (1806–1880) Kgl. hann. Major, dann Amtmann in Bergen bei Celle
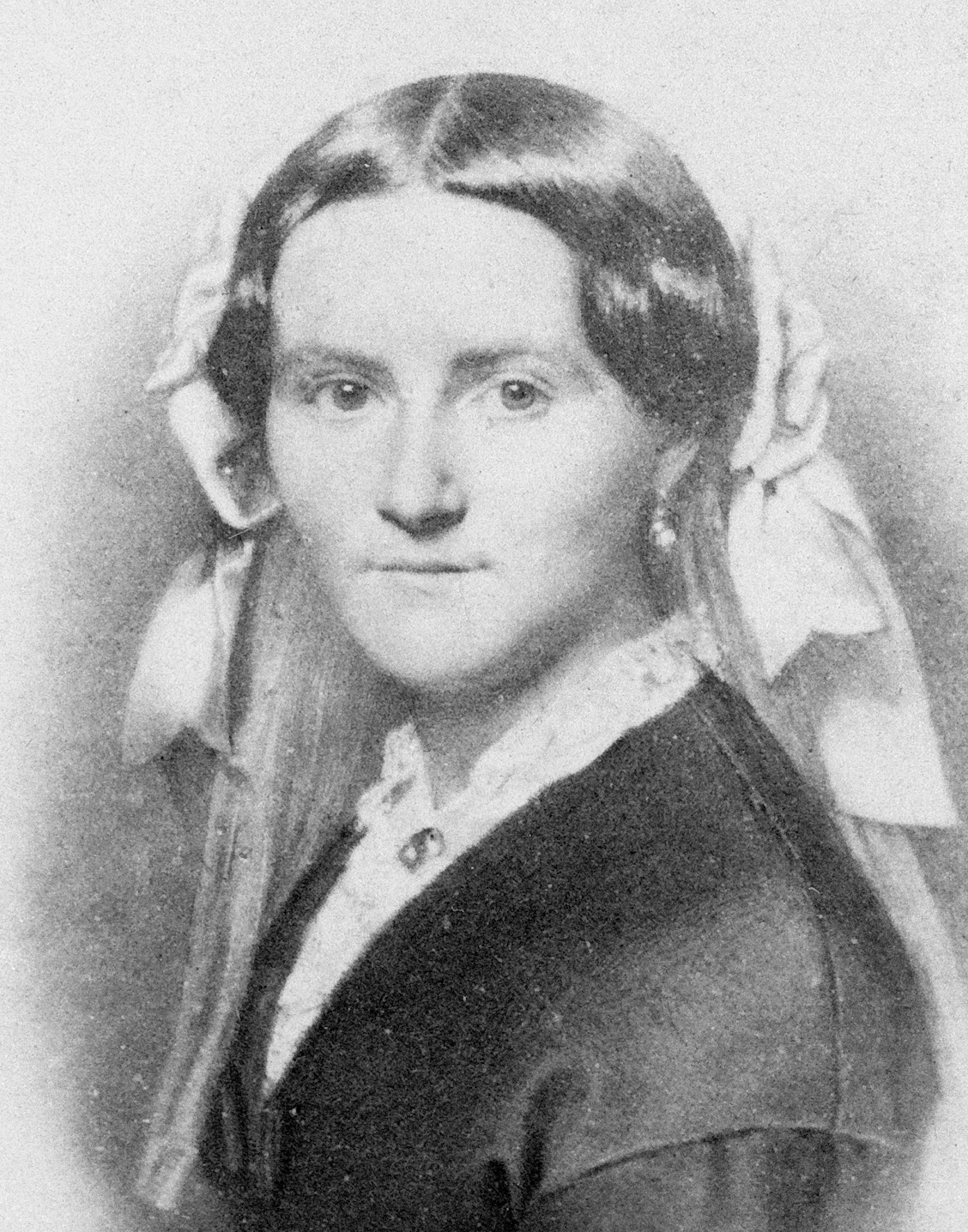
Anna von Dachenhau- sen, erste Gemahlin von Melchior vdD Amtmann in Bergen, 2. Ehe mit Elisabeth Wehber
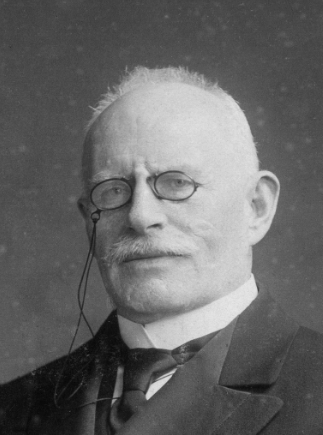
Alexander Heinrich Christoph von der Decken (1849–1915) Senatspräsident; Kiel und Itzehoe
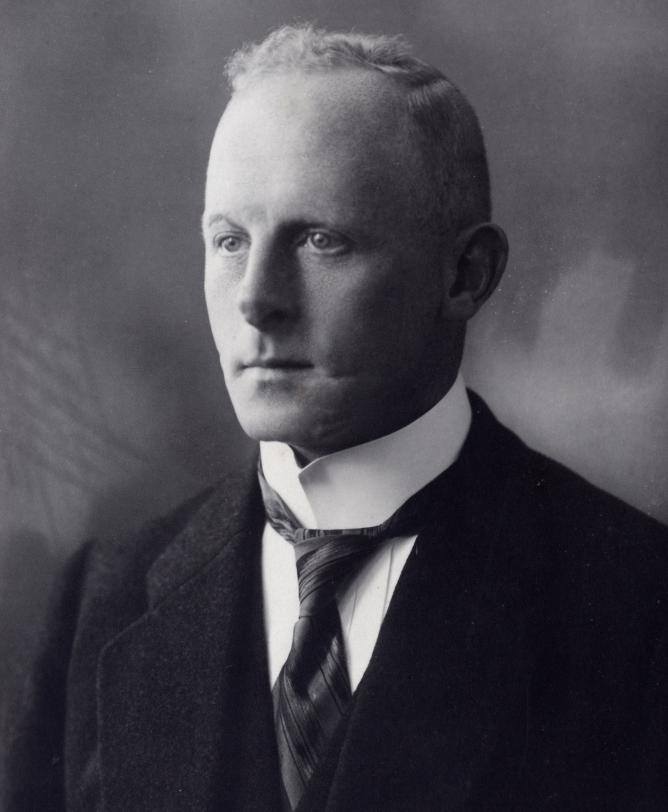
Melchior (Melle) von der Decken (1886–1953) Senatspräsident (Bezeichnung seit 1970: Vorsitzender Richter am Oberlandesgericht) in Hamburg
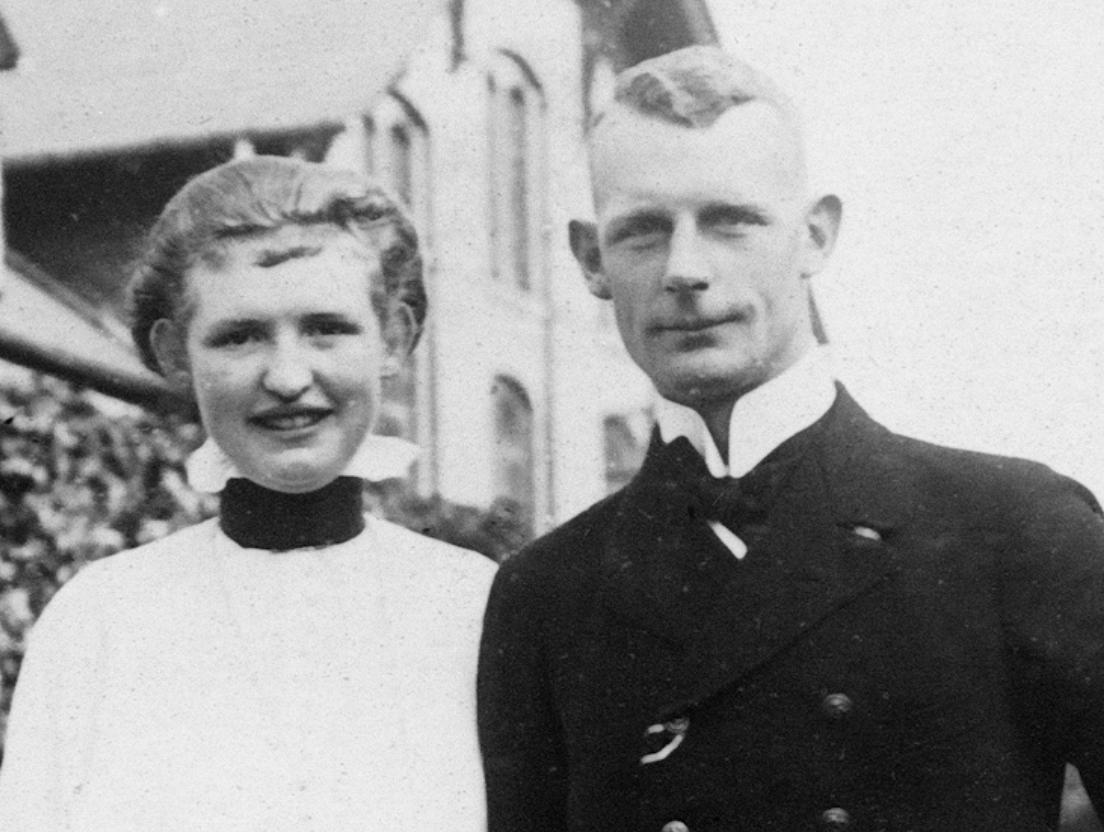
Bertold von der Decken (1889–1980) Korv.Kapt. auf Benzerhof und seine Ehefrau Hedwig von der Decken (1895–1988) aus Ritterhof.

### Fünf GenerationenRingelheimundBenzerhof

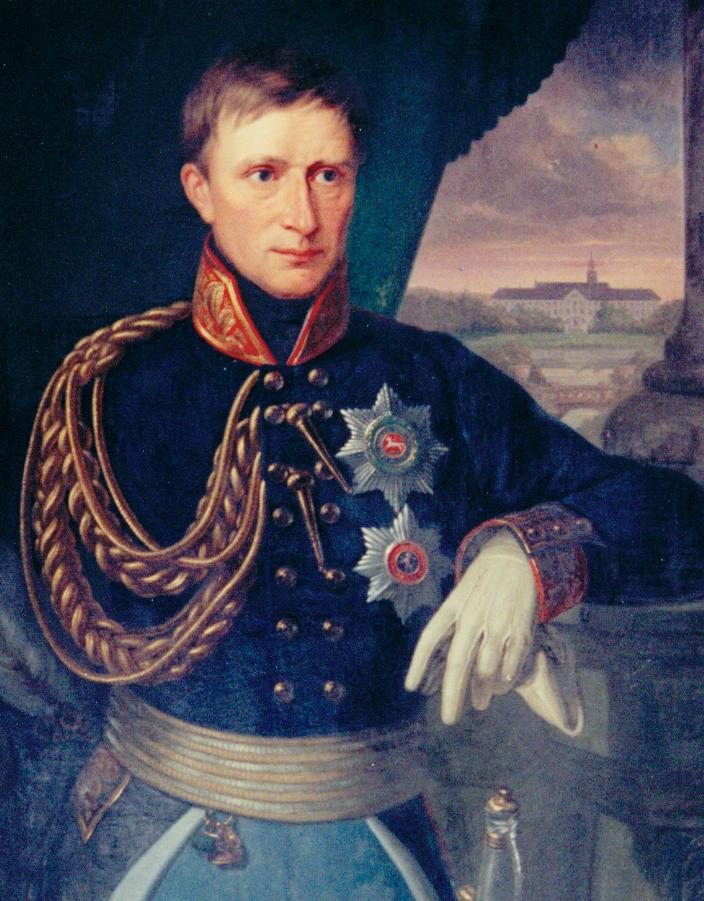
Graf Johann Friedrich von der Decken (1769–1840), hannoverscher Generalfeldzeugmeister
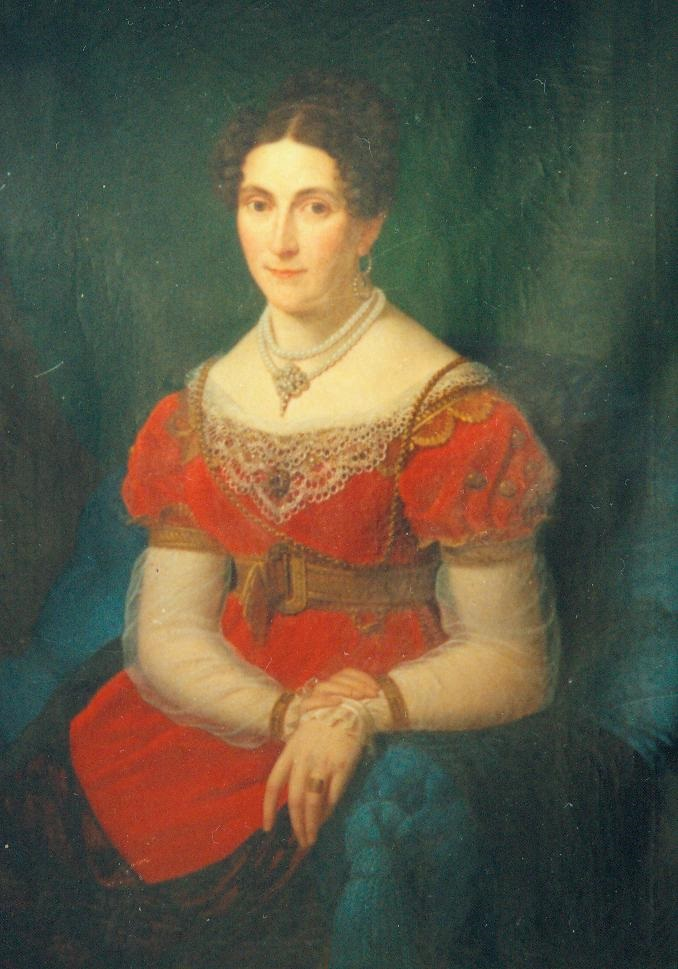
Antoinette von Gruben (1781–1855) Ehefrau von Graf Johann Friedrich von der Decken (1769–1840)
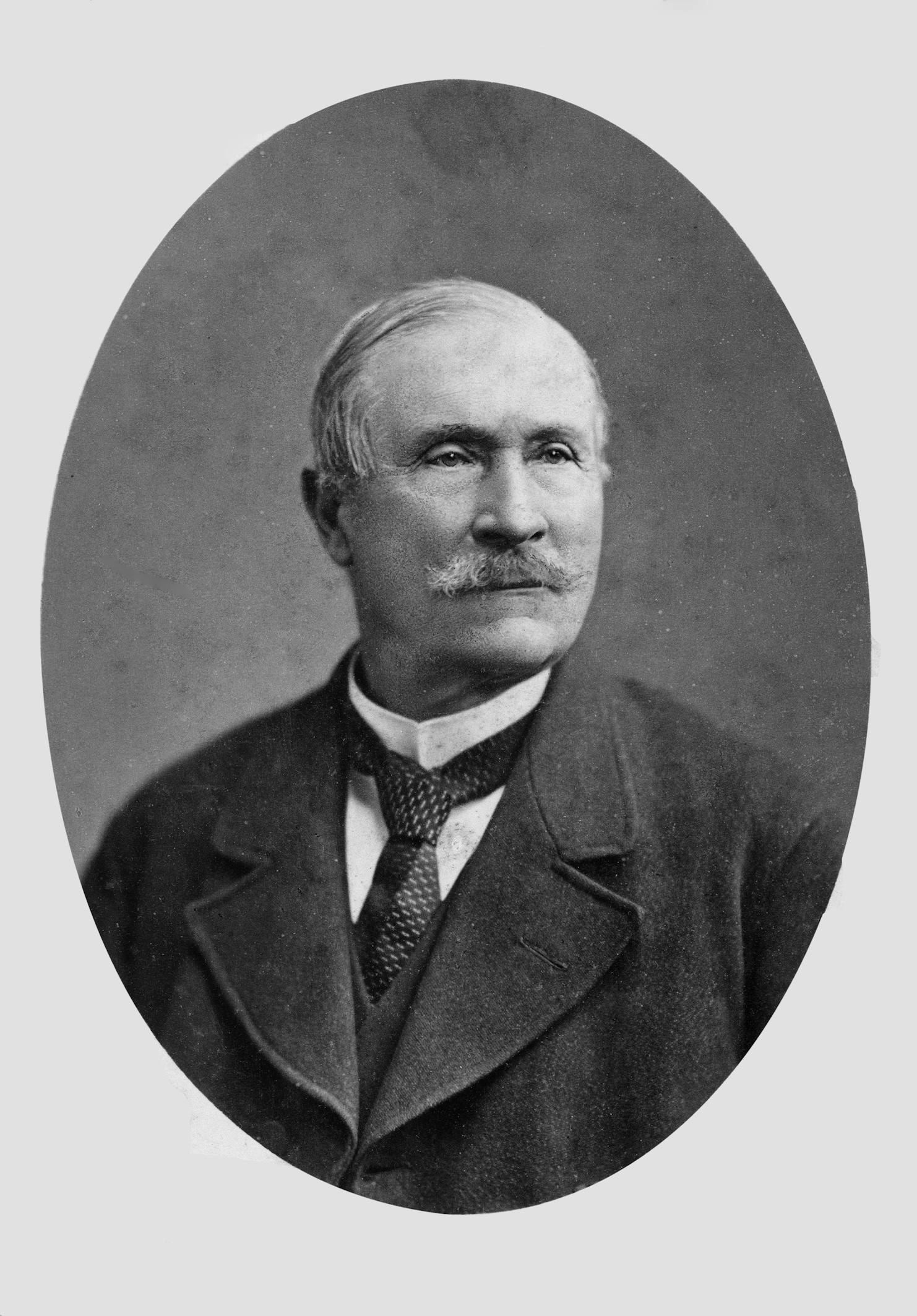
Graf Adolphus von der Decken (1807–1886), hannoverscher Wirklicher Geheimer Rath
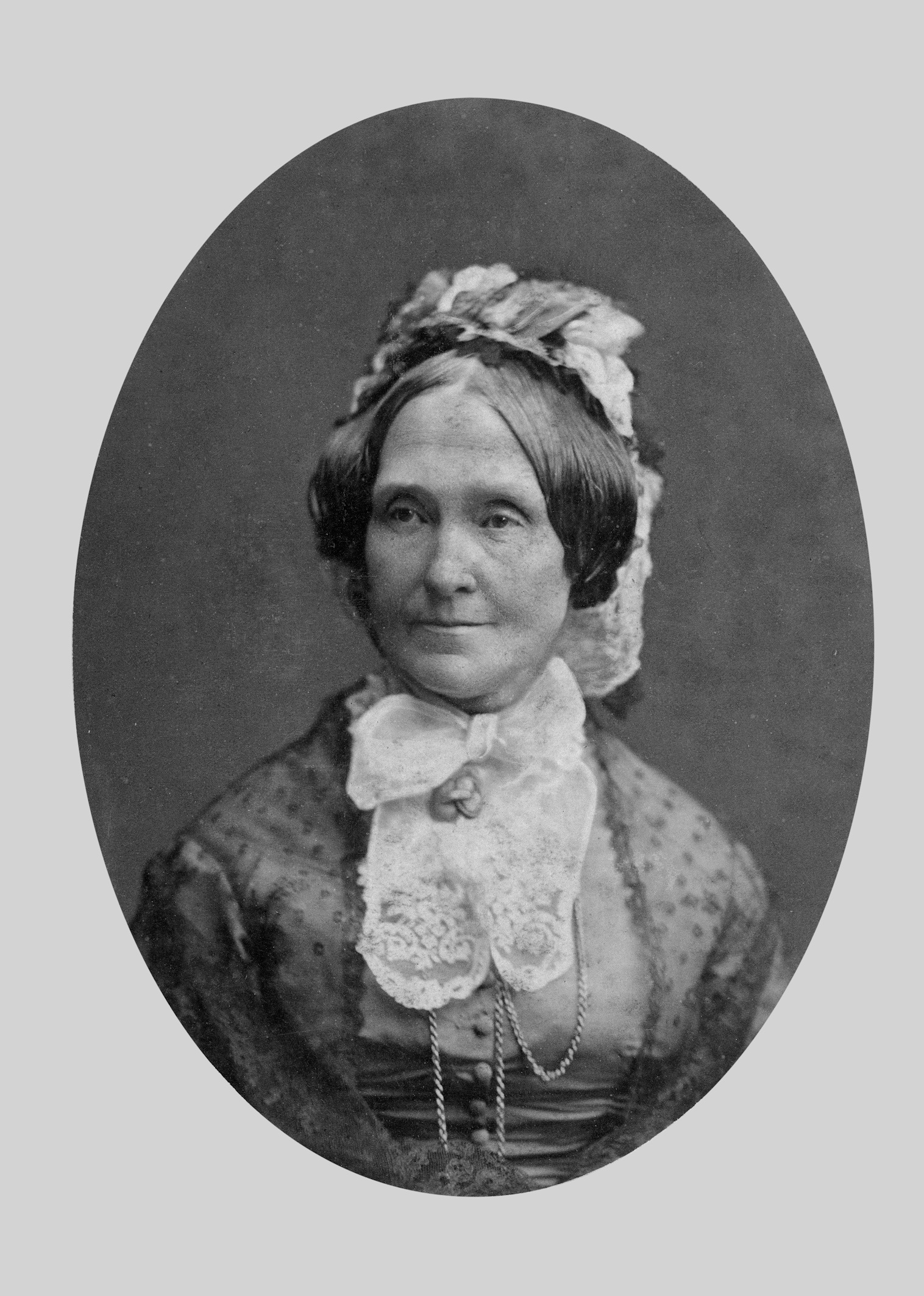
Louise von Wallmoden (1813–1890) Ehefrau von Graf Adolphus von der Decken (1807–1886)
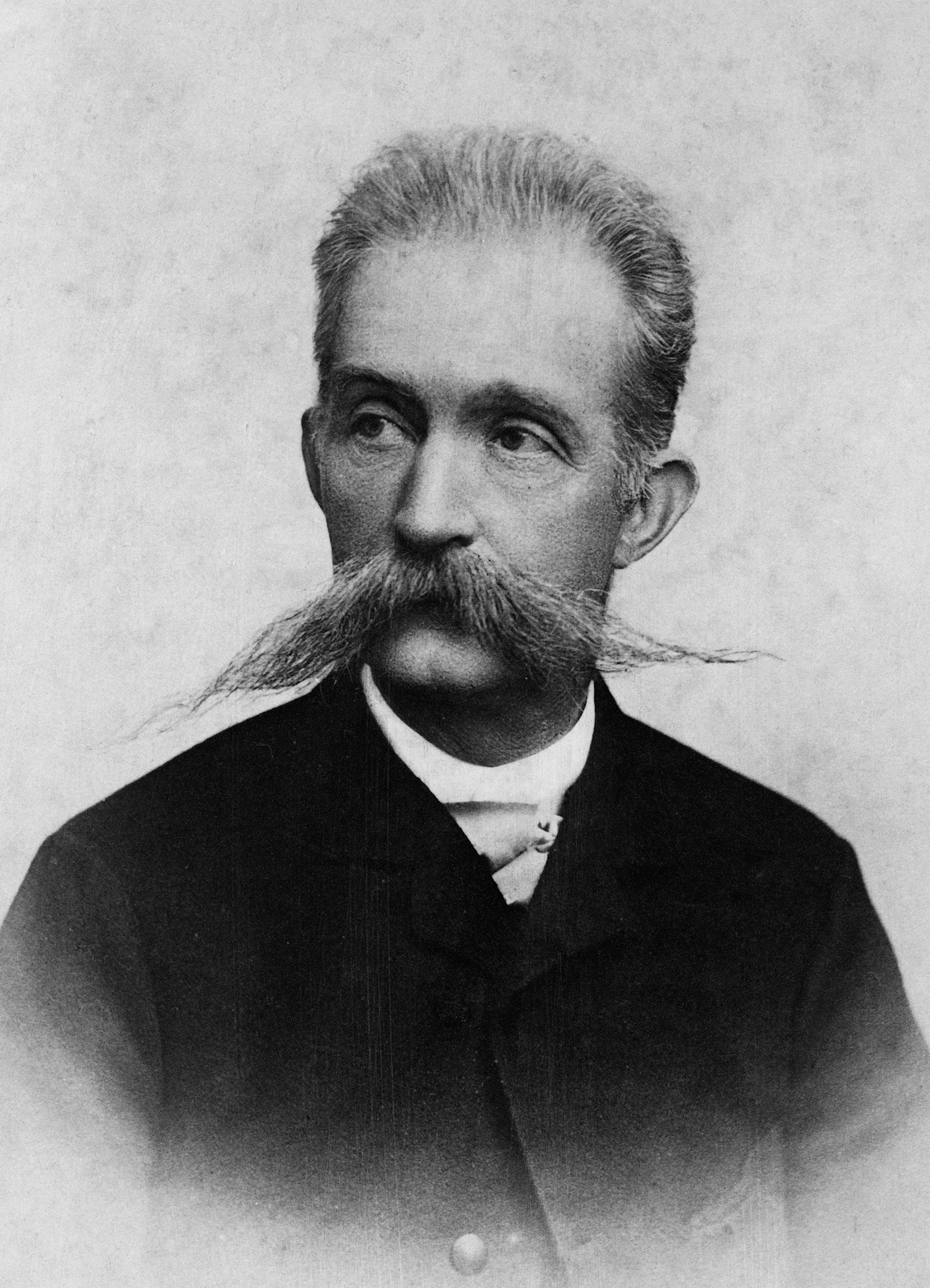
Graf George von der Decken (1836–1898), Reichstagsabgeordne- ter
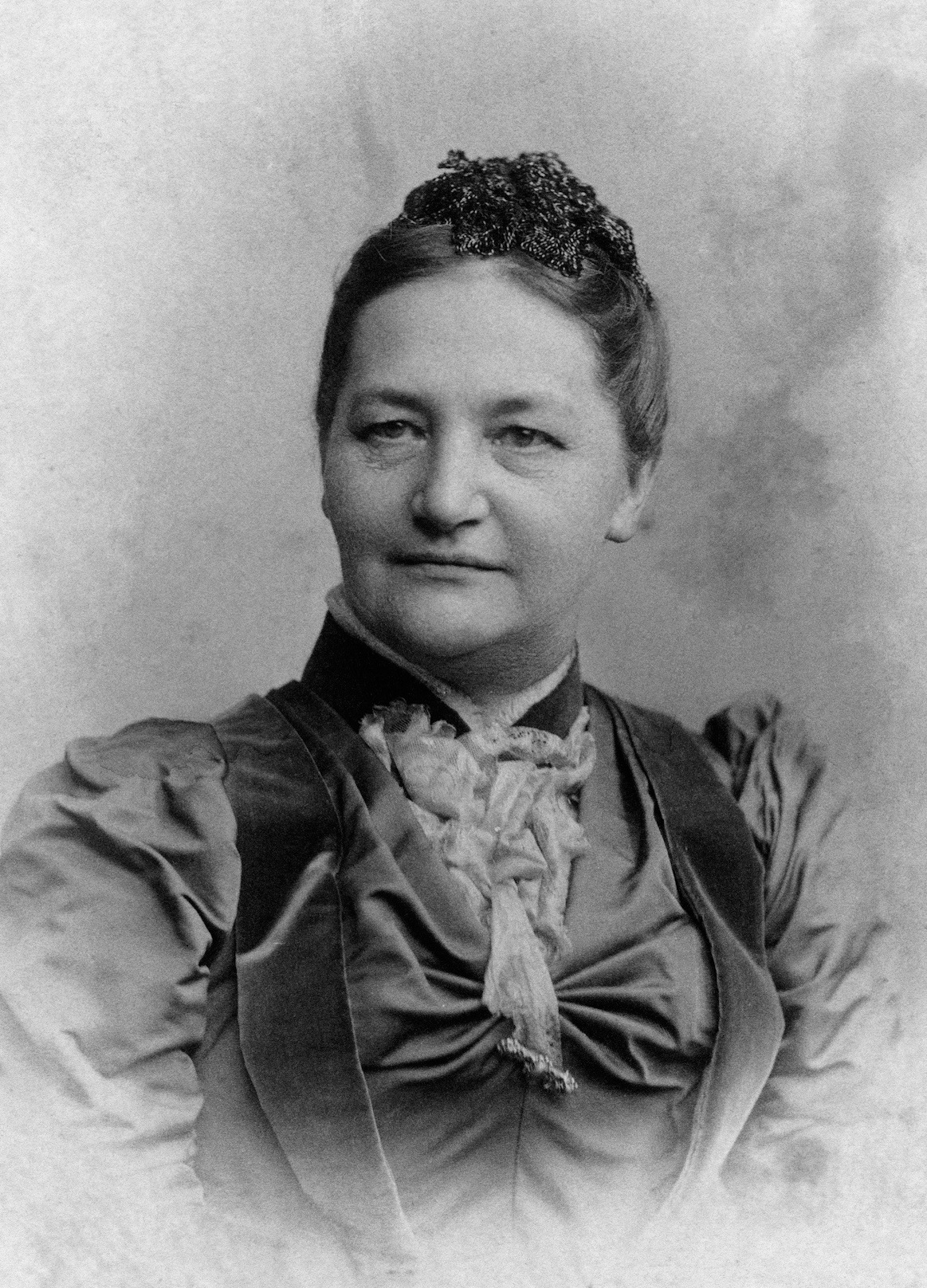
Gräfin Marie zu Dohna Schlodien (1838–1899) Ehefrau von Graf George von der Decken (1836–1898)
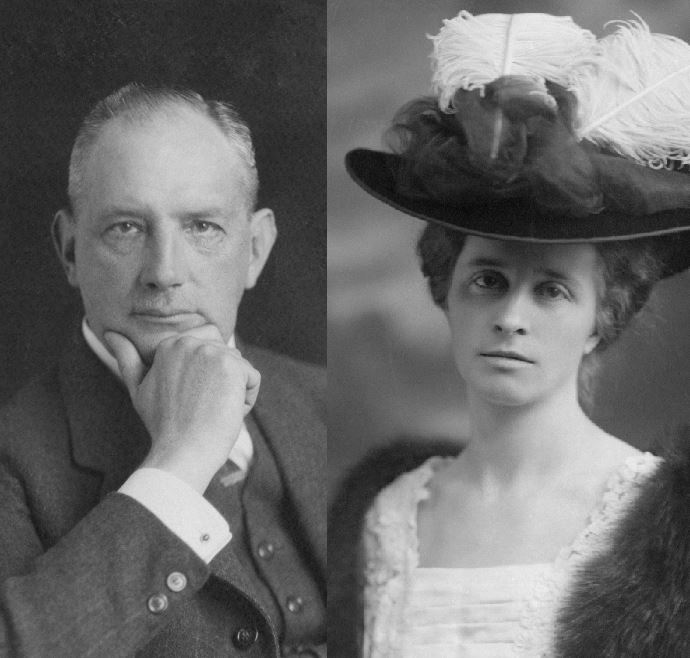
Walter von der Decken (1868–1941) und seine Ehefrau Ada Freiin Knigge (1875–1939) auf Ringelheim und Annenhof
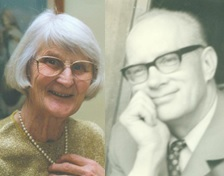
Johann Georg von der Decken (1912–1998) und seine Ehefrau Ilse Maria Baronesse v. Heyking auf Benzerhof

### Drei GenerationenOerichsheil,GötzdorfundRutenstein
Links Graf Georg, daneben die drei Söhne seines älteren Bruders Eberhard: Friedrich mit seiner zweiten Frau Auguste von Hodenberg, Wilhelm und Eberhard. Ganz rechts der Sohn von Friedrich und seiner ersten Frau Auguste von der Beck ist Otto.

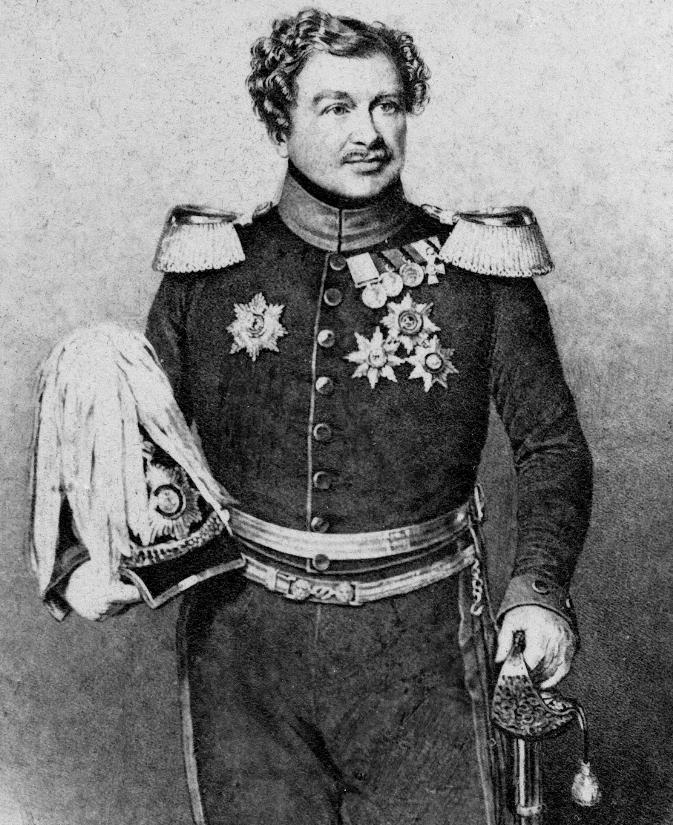
Graf Georg von der Decken (1787–1859), königlich hannoverscher General der Kavallerie auf Oerichsheil
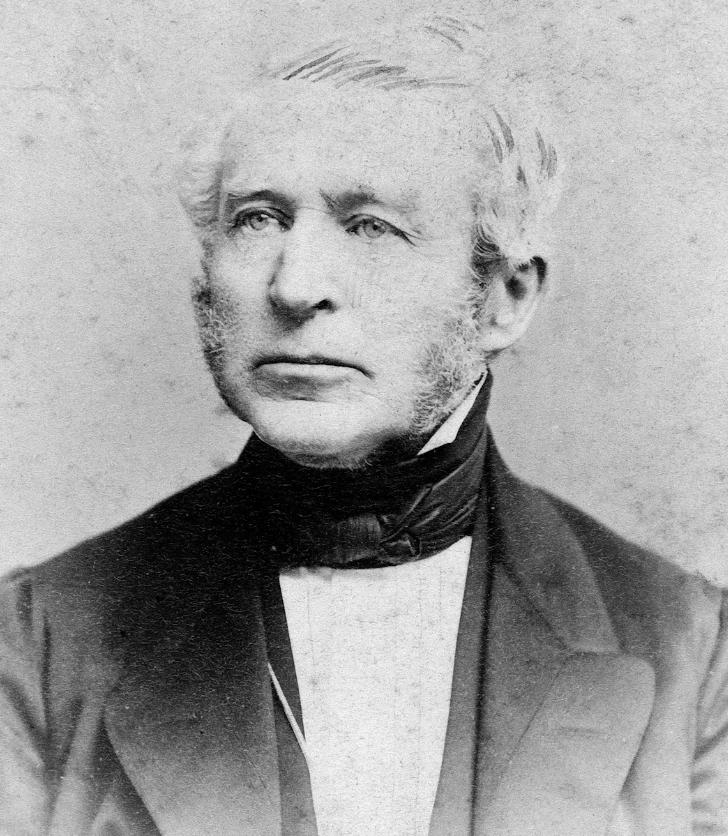
Friedrich von der Decken (1802–1881), königlich hannoverscher Staatsminister auf Rutenstein
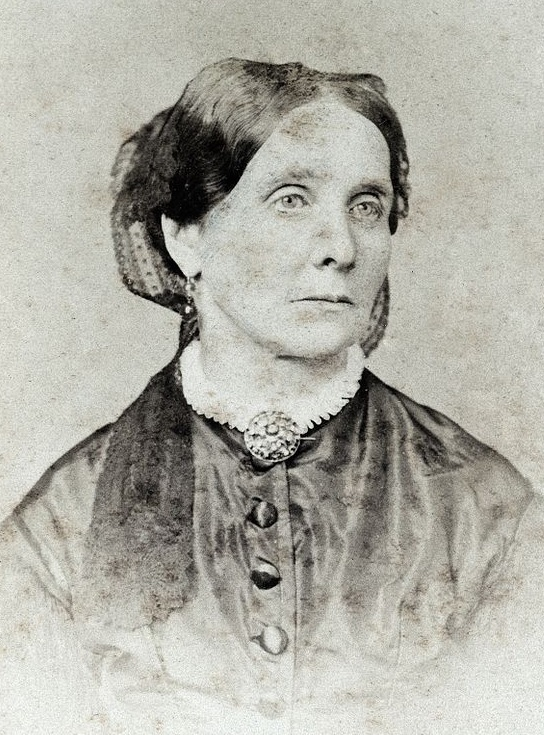
Auguste von Hodenberg (1818–1879) Ehefrau von Friedrich von der Decken (1802–1881) auf Rutenstein
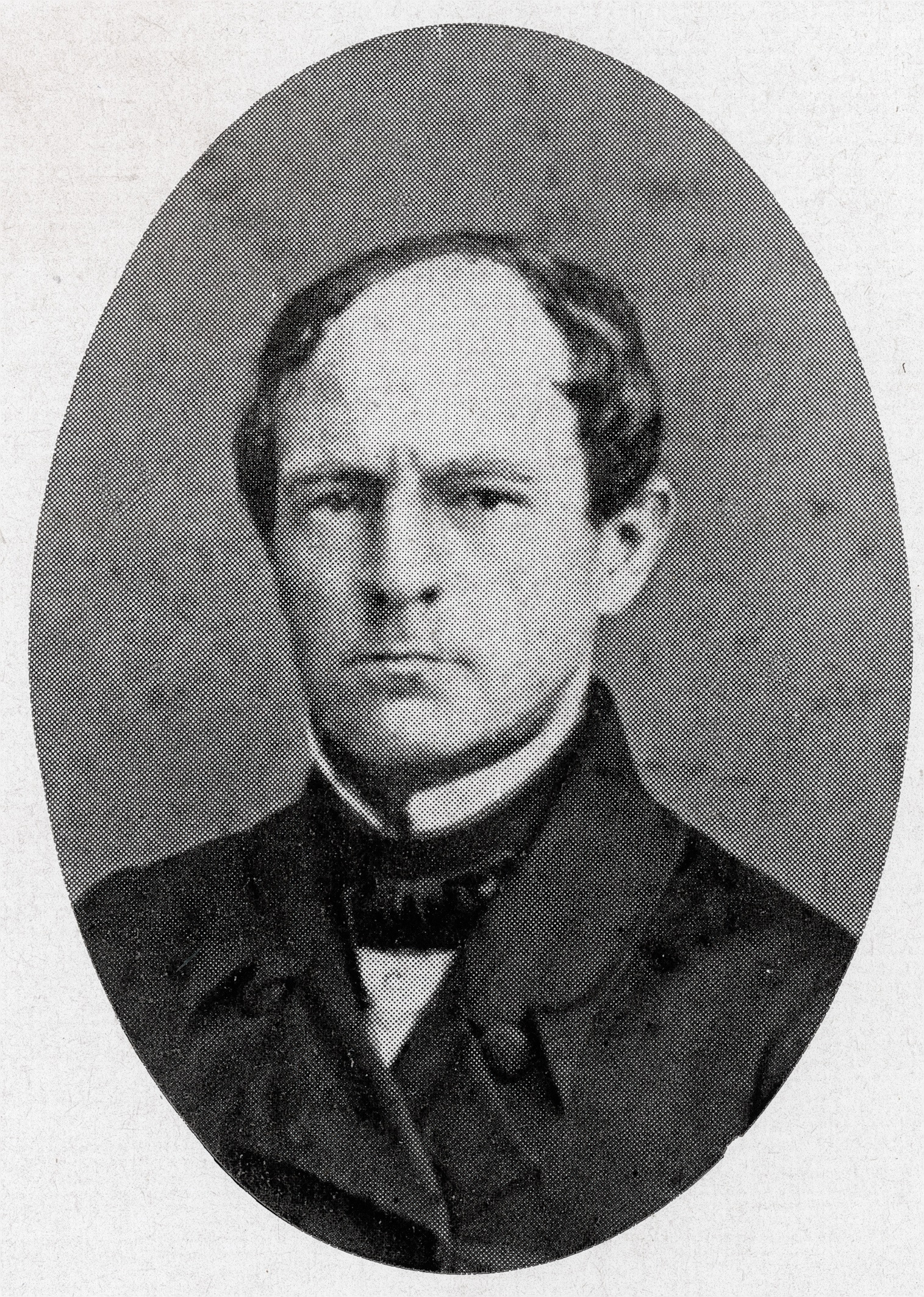
Wilhelm von der Decken (1807–1866) hann. Landessekretär und Verfasser des Deckenbuchs[21] auf Gauensiek
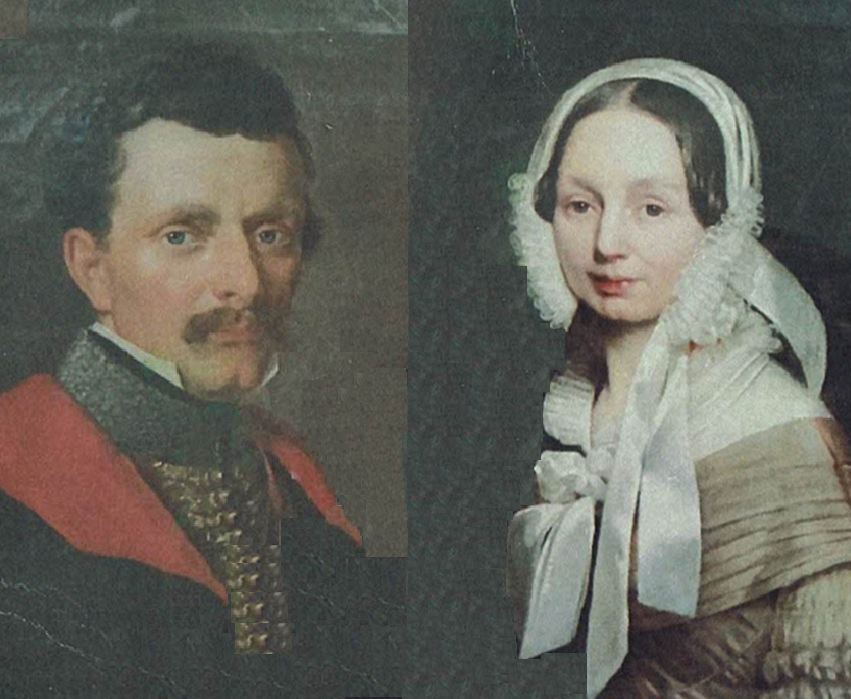
Eberhard von der Decken (1812–1871), preußischer Generalmajor und Brigadekommandeur auf Götzdorf
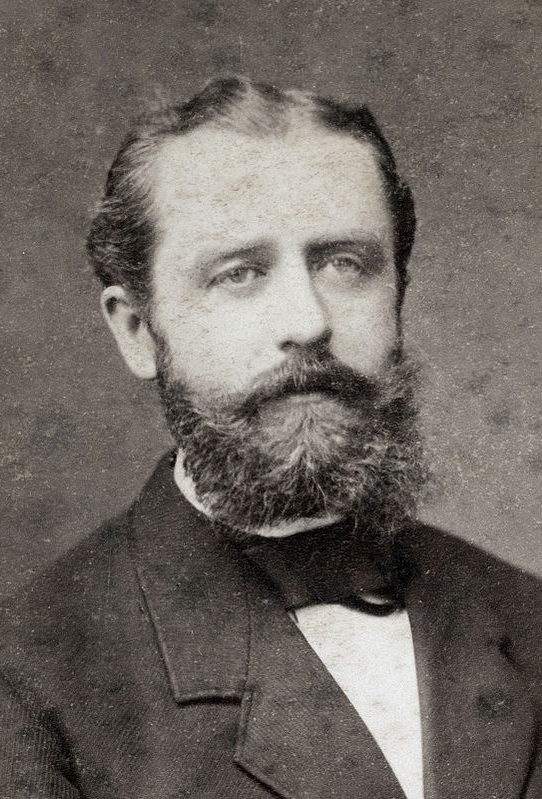
Otto von der Decken (1839–1916), Reichstagsabgeordne- ter auf Rutenstein

### Vier Generationen aufMelkof, vomMinister Claus von der Deckenbis zu den Urenkelinnen

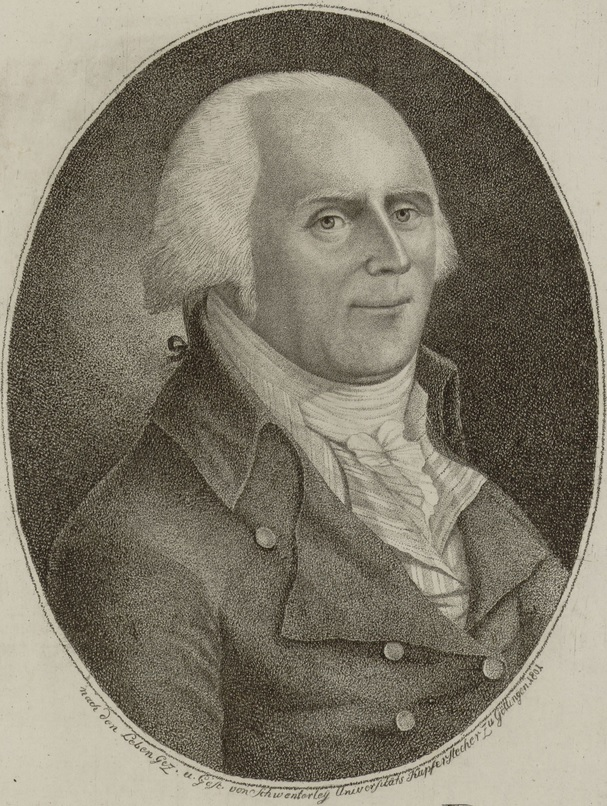
Claus von der Decken (1742–1826), Kurator der Universität Göttingen und königlich hannoverscher Staatsminister
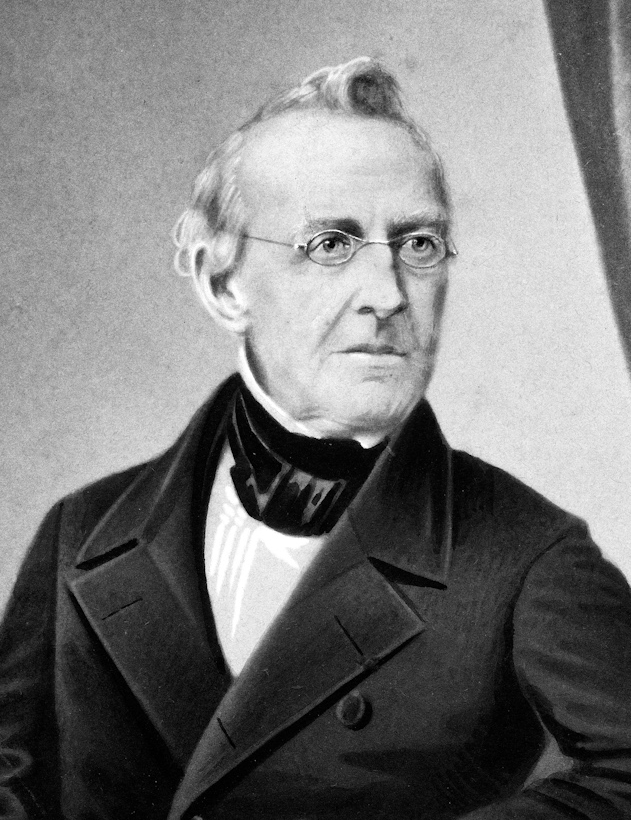
Wilhelm vdD Ritterschaftspräsident (1781–1853) war ein Bruder von Friedrich vdD auf Melkof
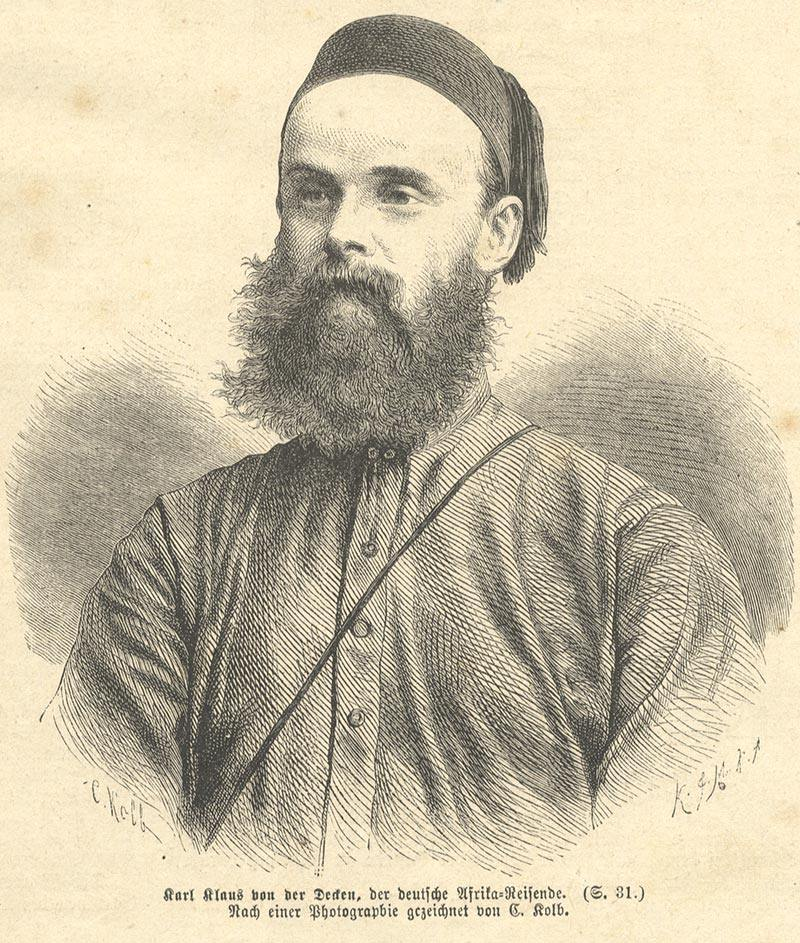
Karl Klaus von der Decken (1833–1865), Entdeckungsreisender und Afrikaforscher
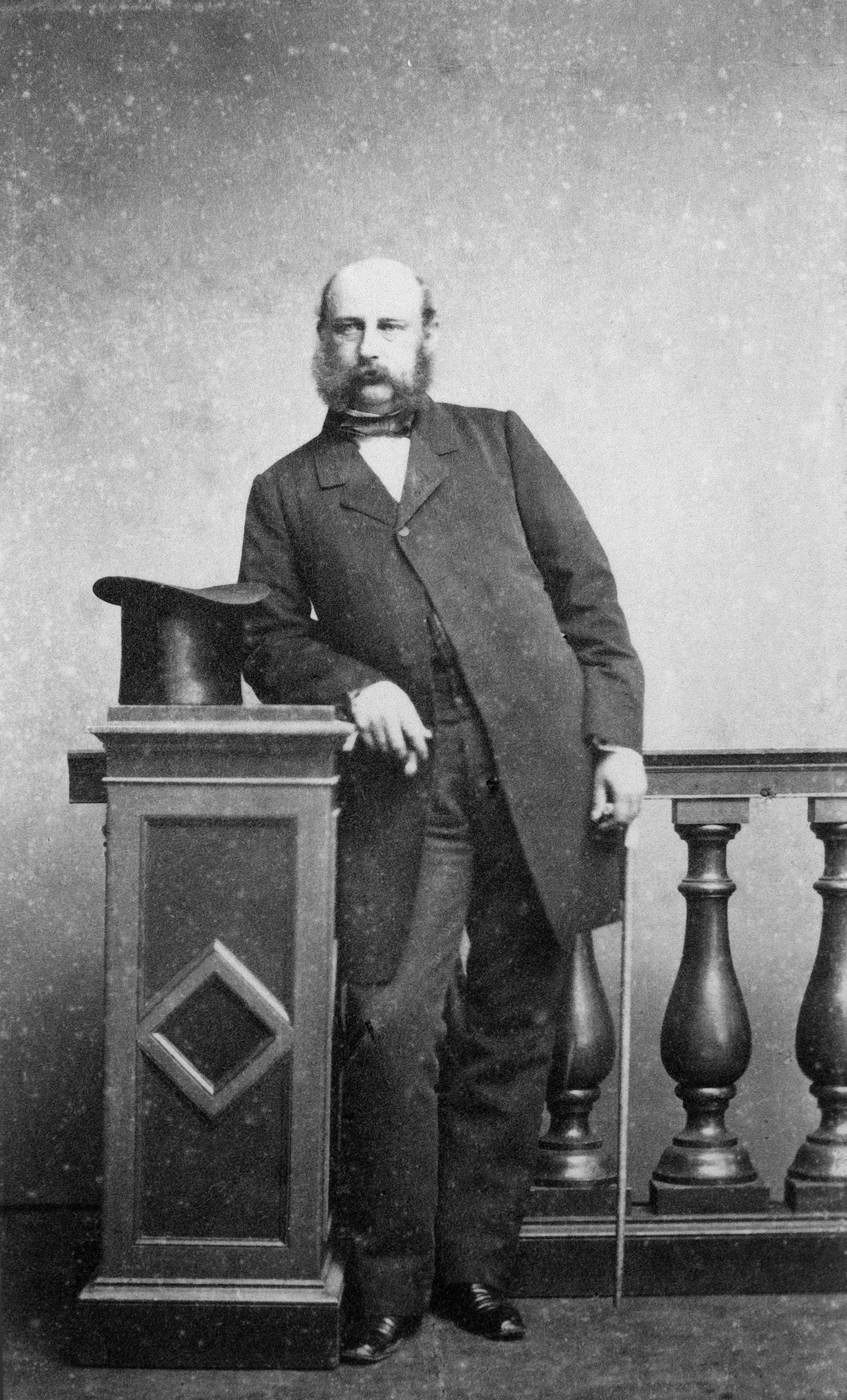
Julius von der Decken auf Melkof (1827–1867) ist der ältere Bruder des Afrikaforschers
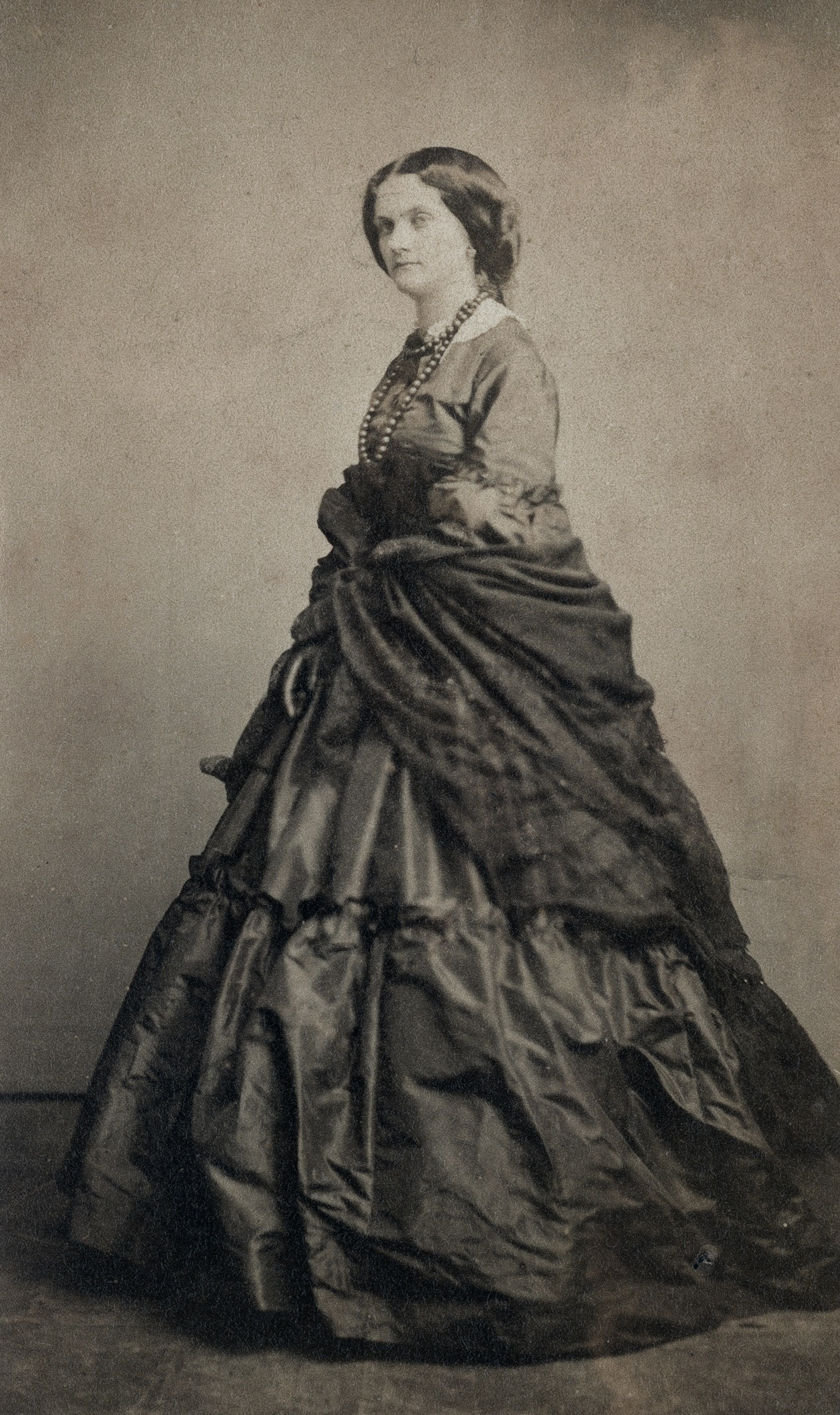
Anna Hedwig von der Decken geb. von Kleist (1829–1920) Ehefrau von Julius
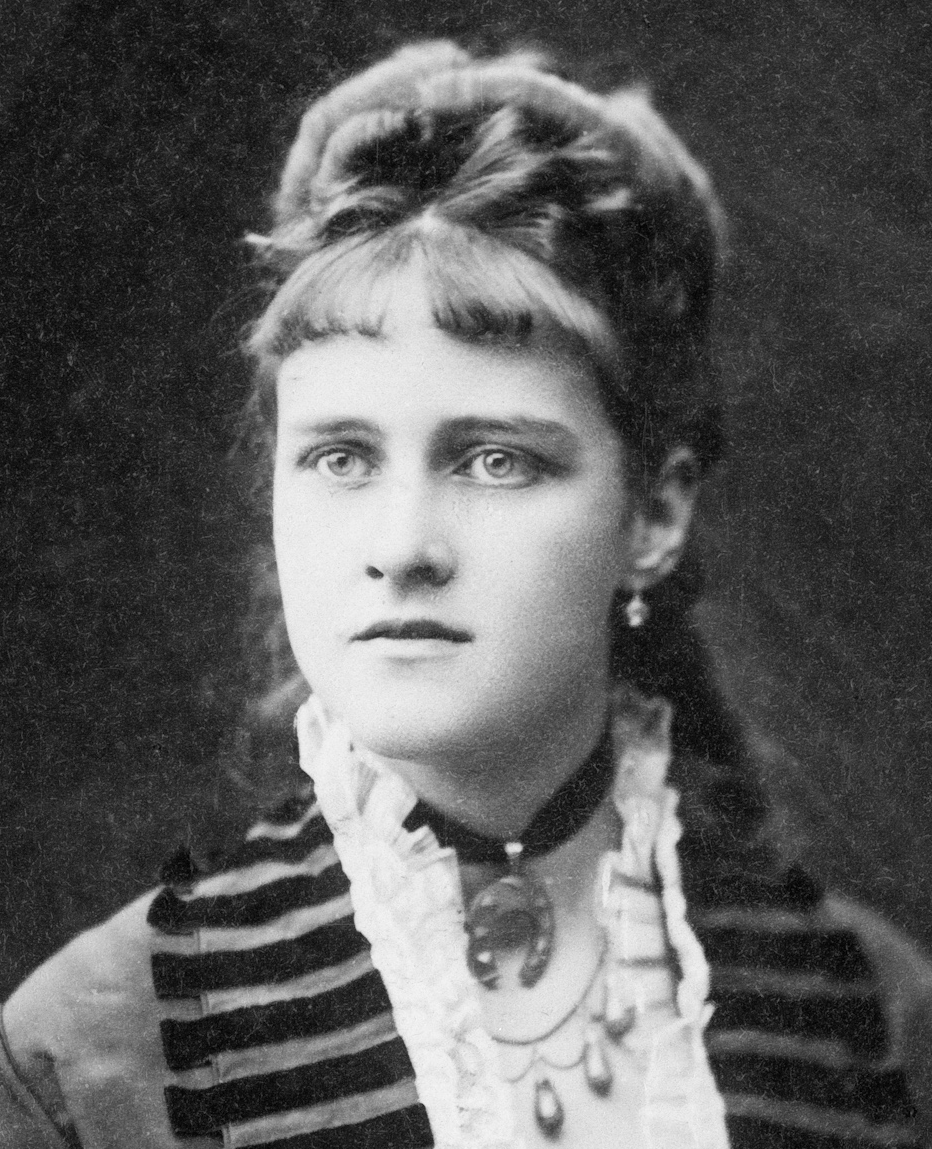
Adelheid von der Decken verheiratete v. Kanitz und v. Kleist auf Melkof (1857–1946) Tochter von Julius und Anna
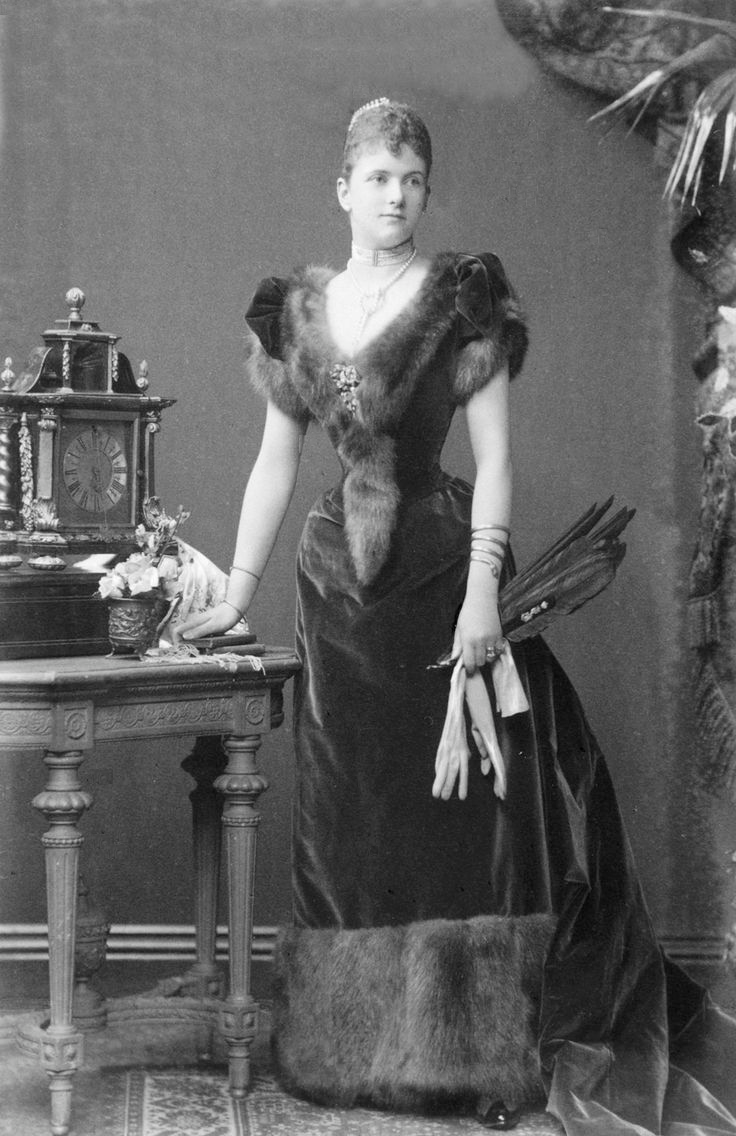
Gräfin Charlotte von Hohenau geb. von der Decken aus Melkof (1863–1933) Schwester von Adelheid
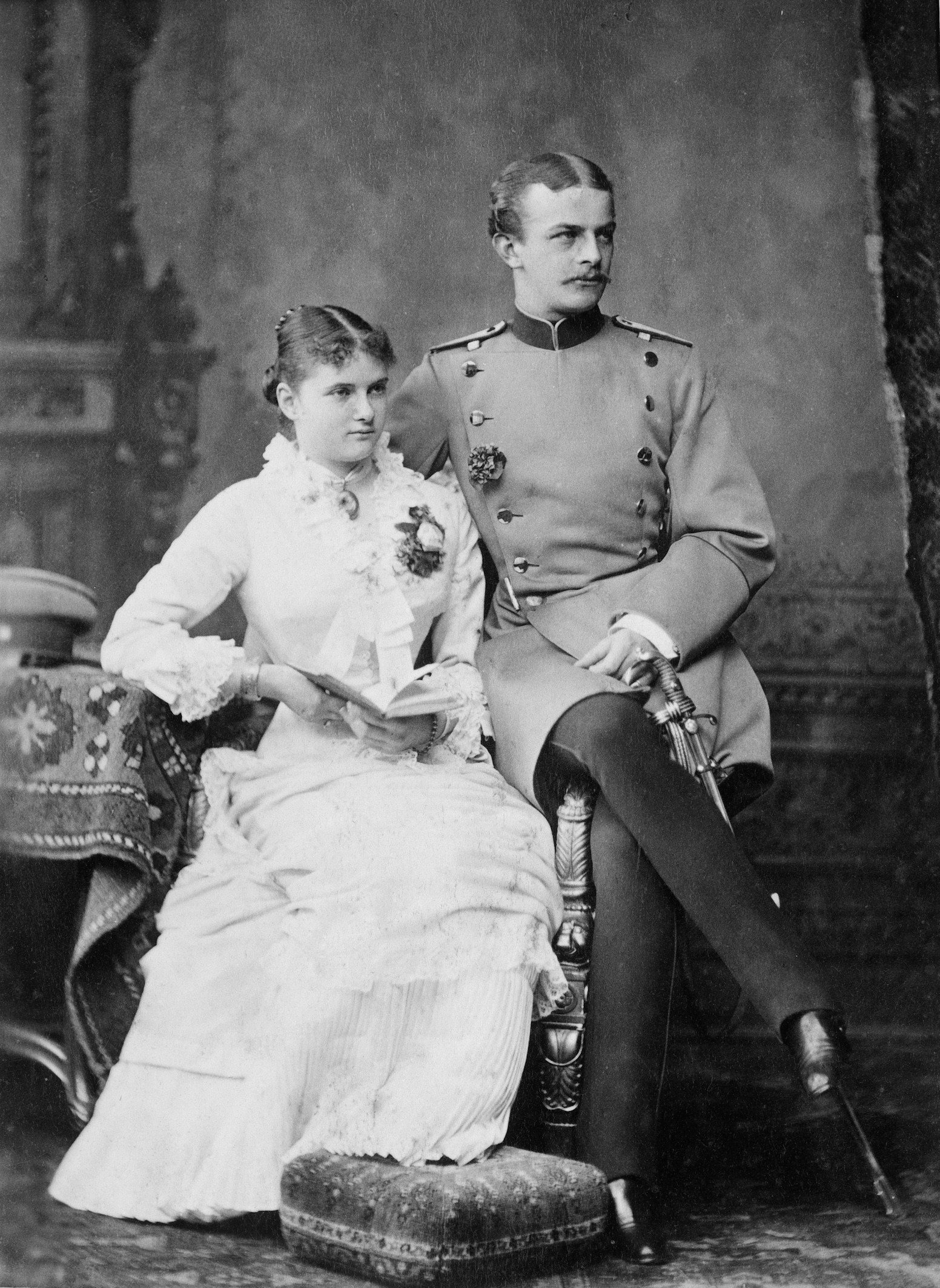
Charlotte von der Decken ⚭ Graf Friedrich von Hohenau auf Schloss Albrechtsberg bei Dresden

### Schriftsteller und Anthroposophen in Preten, Adendorf, Kassel und Mannheim

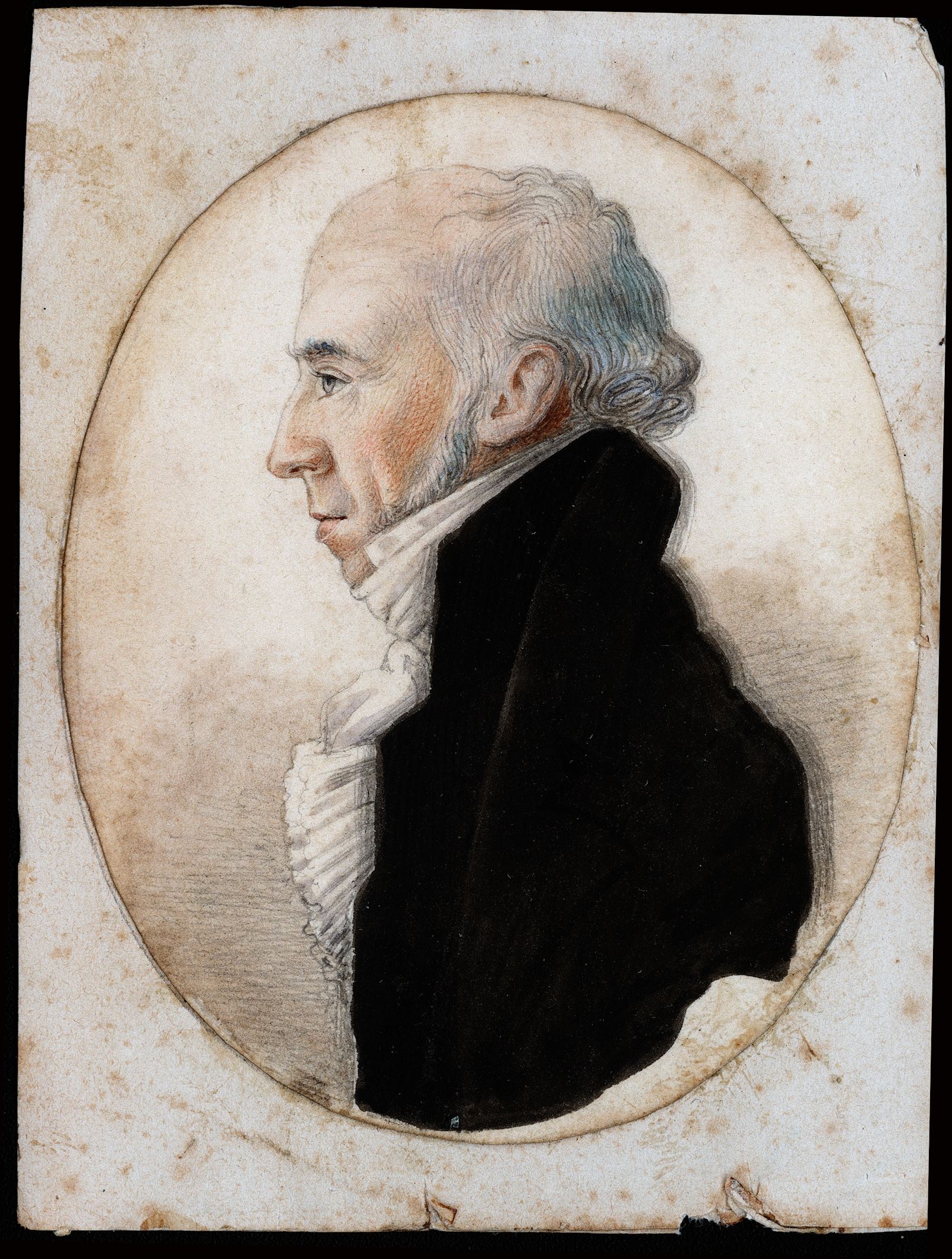
Claus Benedict von der Decken (1756–1823) auf Preten war Oberst in der King’s German Legion. 1792 heiratete er Henriette v. Hinüber. Er wurde von Annette von Droste-Hülshoff in einem Brief an ihre Mutter als Schriftsteller beschrieben.
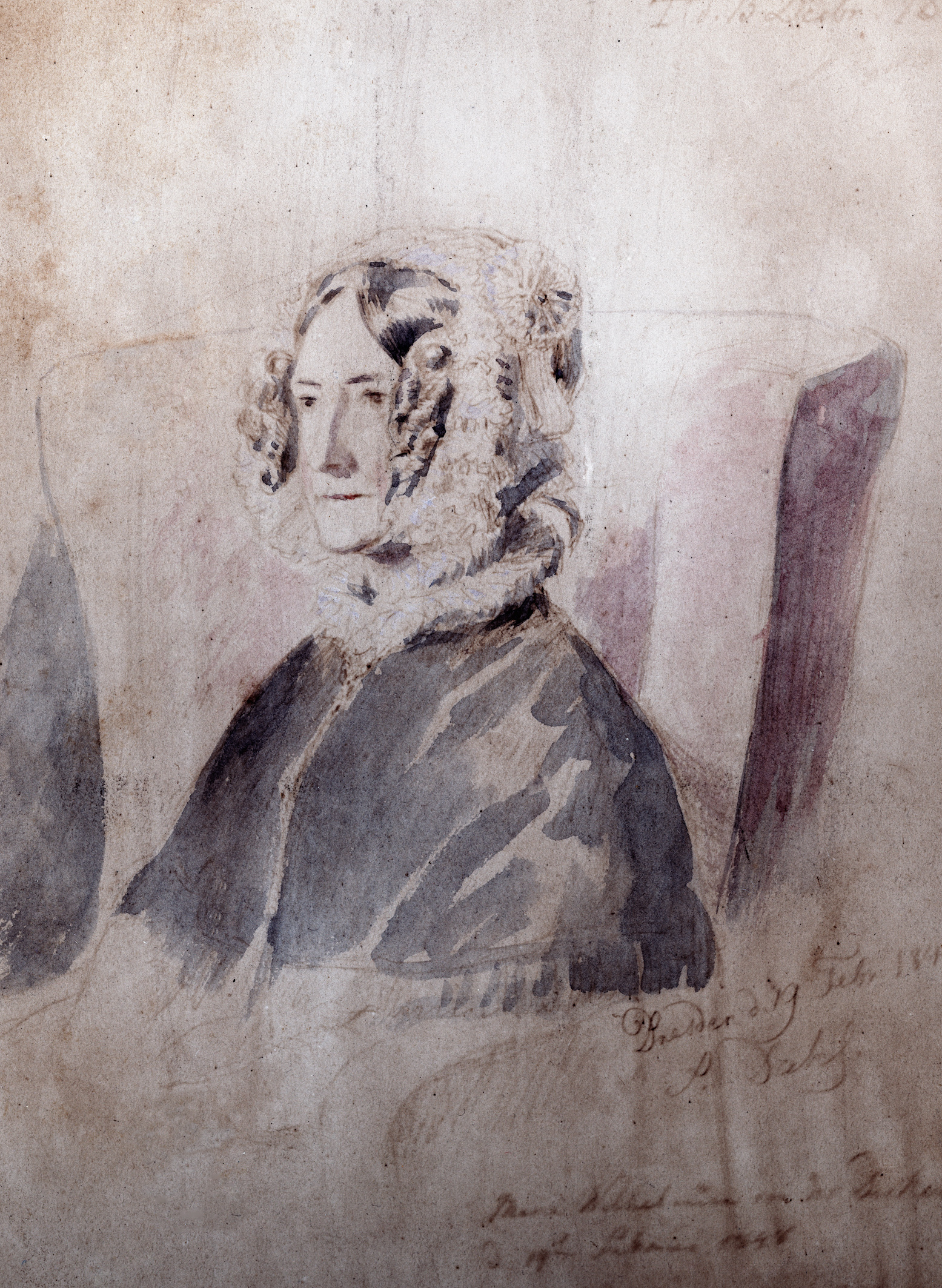
Wilhelmine von der Decken geb. Brauns (1783–1858) zweite Frau von Claus Benedict gezeichnet von Johan Christian Clausen Dahl. Sie lebte als Witwe in Dresden. Sie war eine Freundin und Förderin von Hans Christian Andersen und J.C.Dahl.
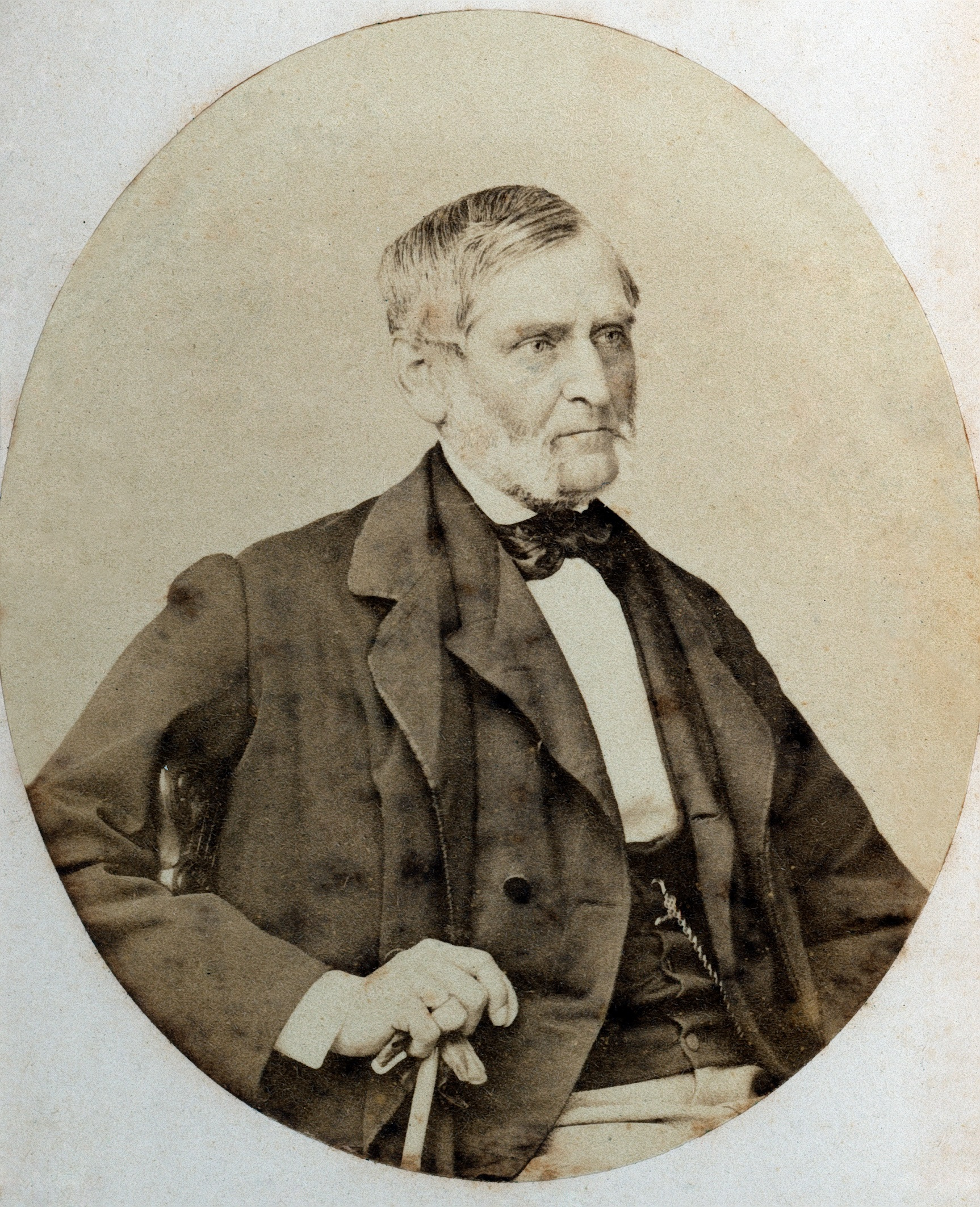
Carl Friedrich Claus von der Decken (1803–1882) auf Preten und Stellenfleth, kgl. hann. Kammerrath, Politiker und Schriftsteller.
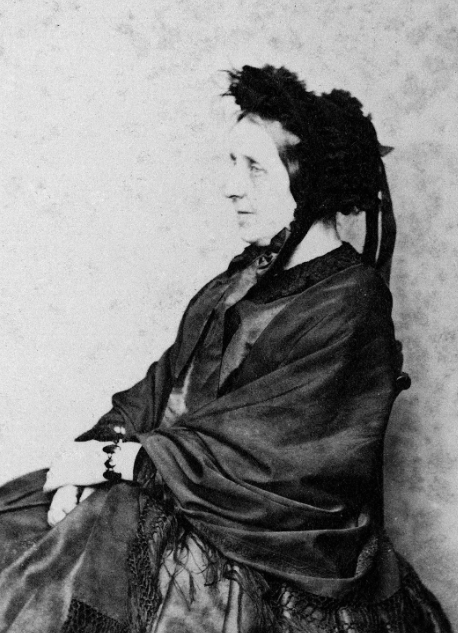
Dorothea von der Decken geb. v. Münchhausen (1824–1877) war die Ehefrau von Carl Friedrich Claus.
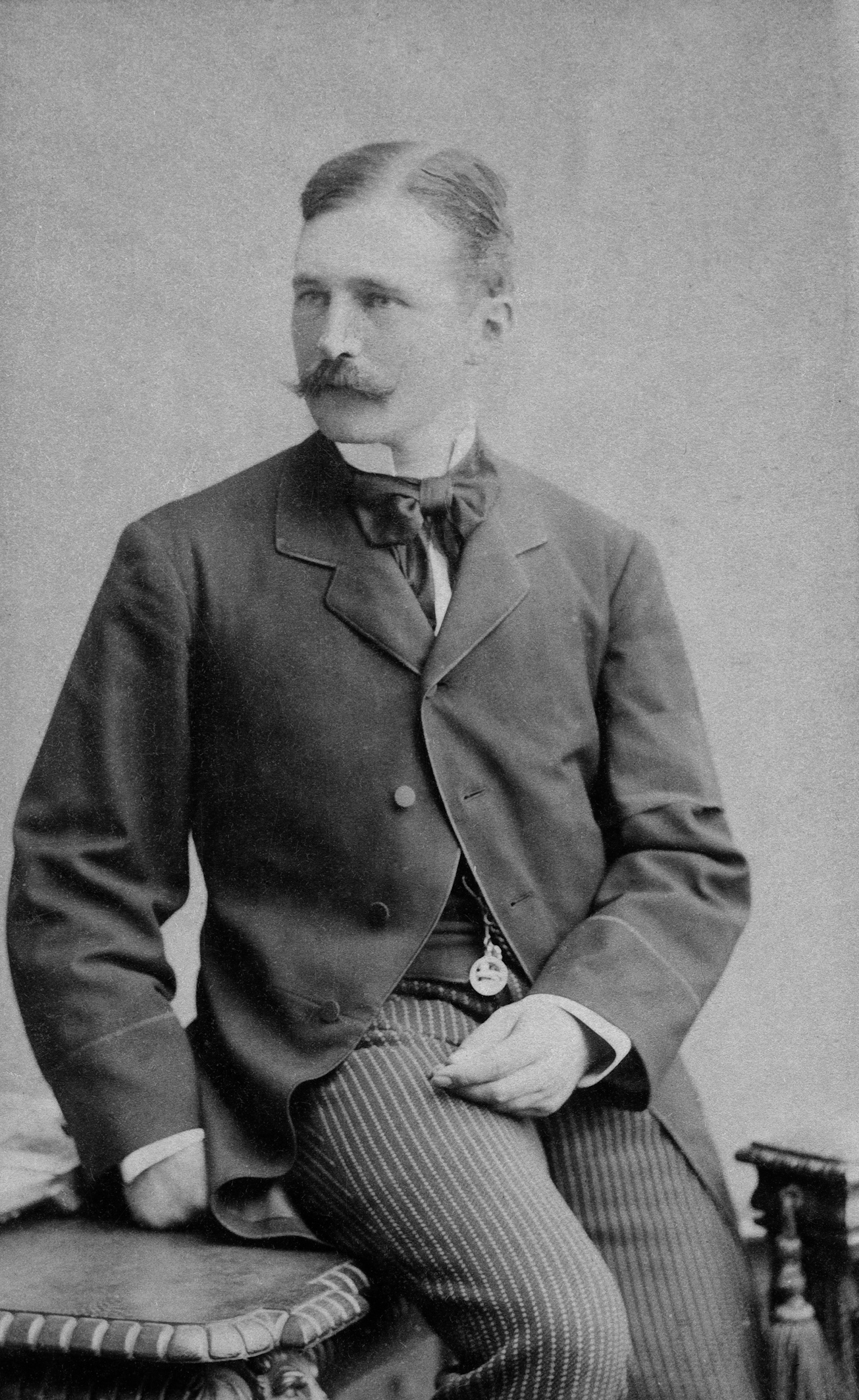
Ernst von der Decken (1855–1926) auf Preten, später Adendorf bei Lüneburg. Er war auch Ziegeleibesitzer.
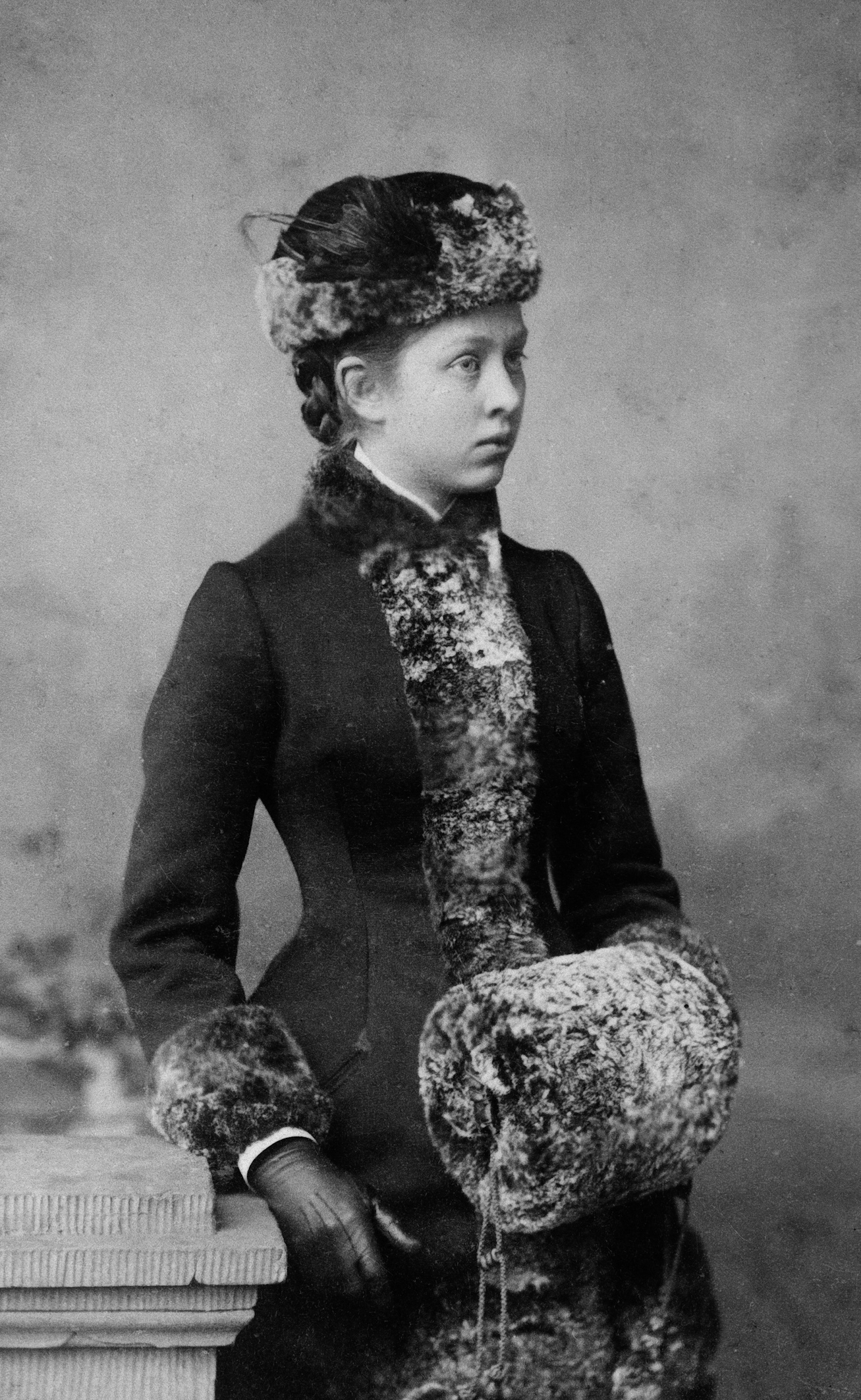
Anna von der Decken geb. v. Arnswaldt (1864–1941) aus Wiedenhausen bei Hodenhagen war die Ehefrau von Ernst.
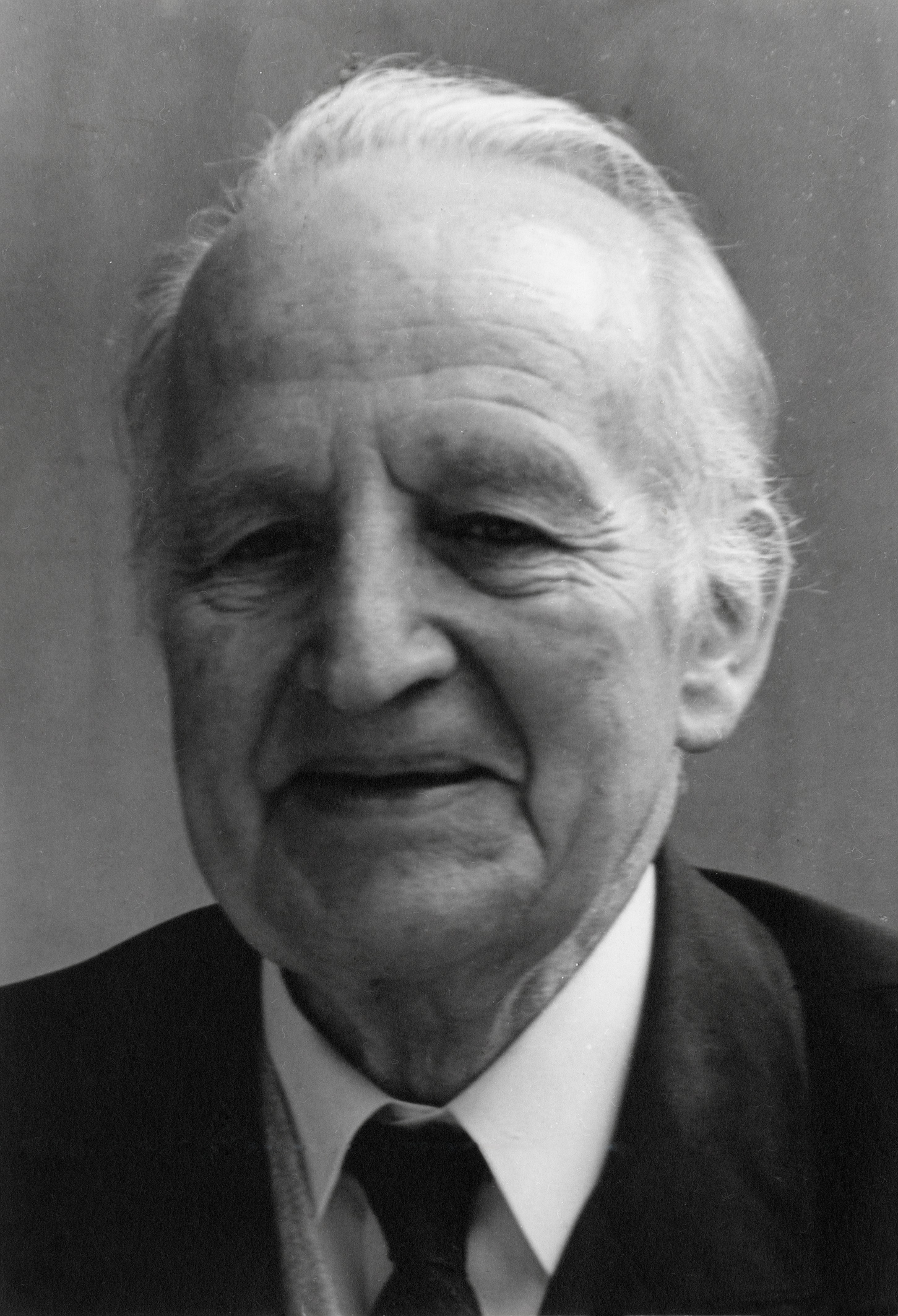
Claus von der Decken (1888–1977) Kassel war Anthroposoph, Porträtmaler, Dichter, Lehrer an Waldorfschulen und Priester in der Christengemeinschaft.[75] Sein Sohn Andreas (1926–2008) war auch Anthroposoph.

## Bedeutende Frauen der Familie

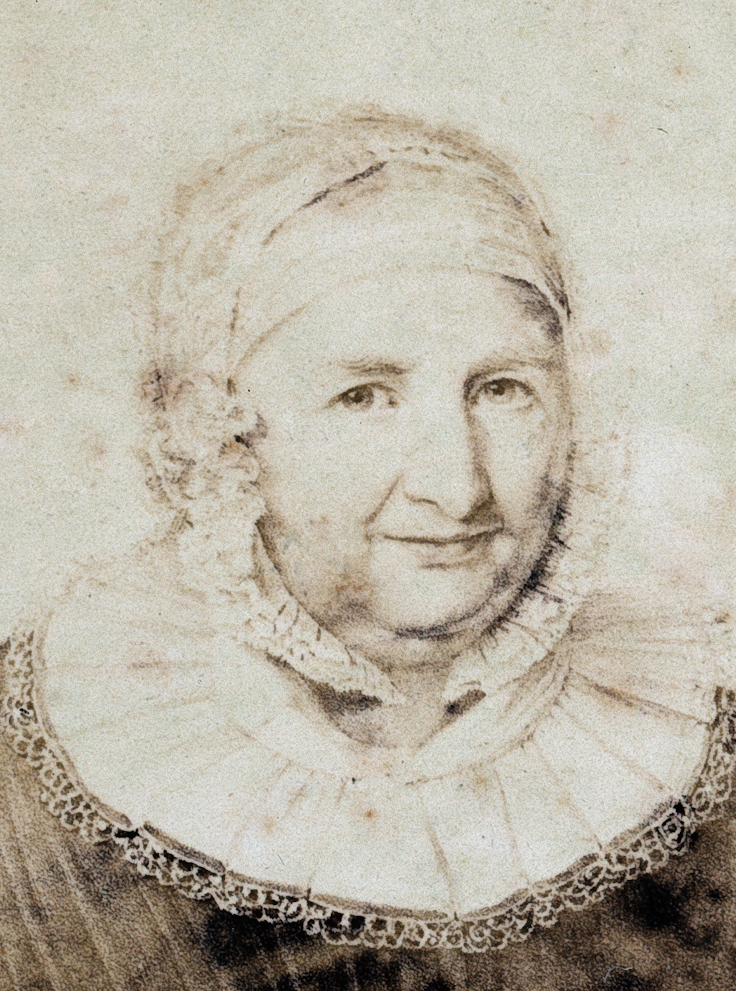
Hedwig Elise vdD (1759–1848) auf Schwinge. Sie wurde nach der Amts- bezeichnung ihres Mannes Hauptmannin genannt und war Halbschwester vom Minister Claus.[76][77][78] Ehevertrag von 1775
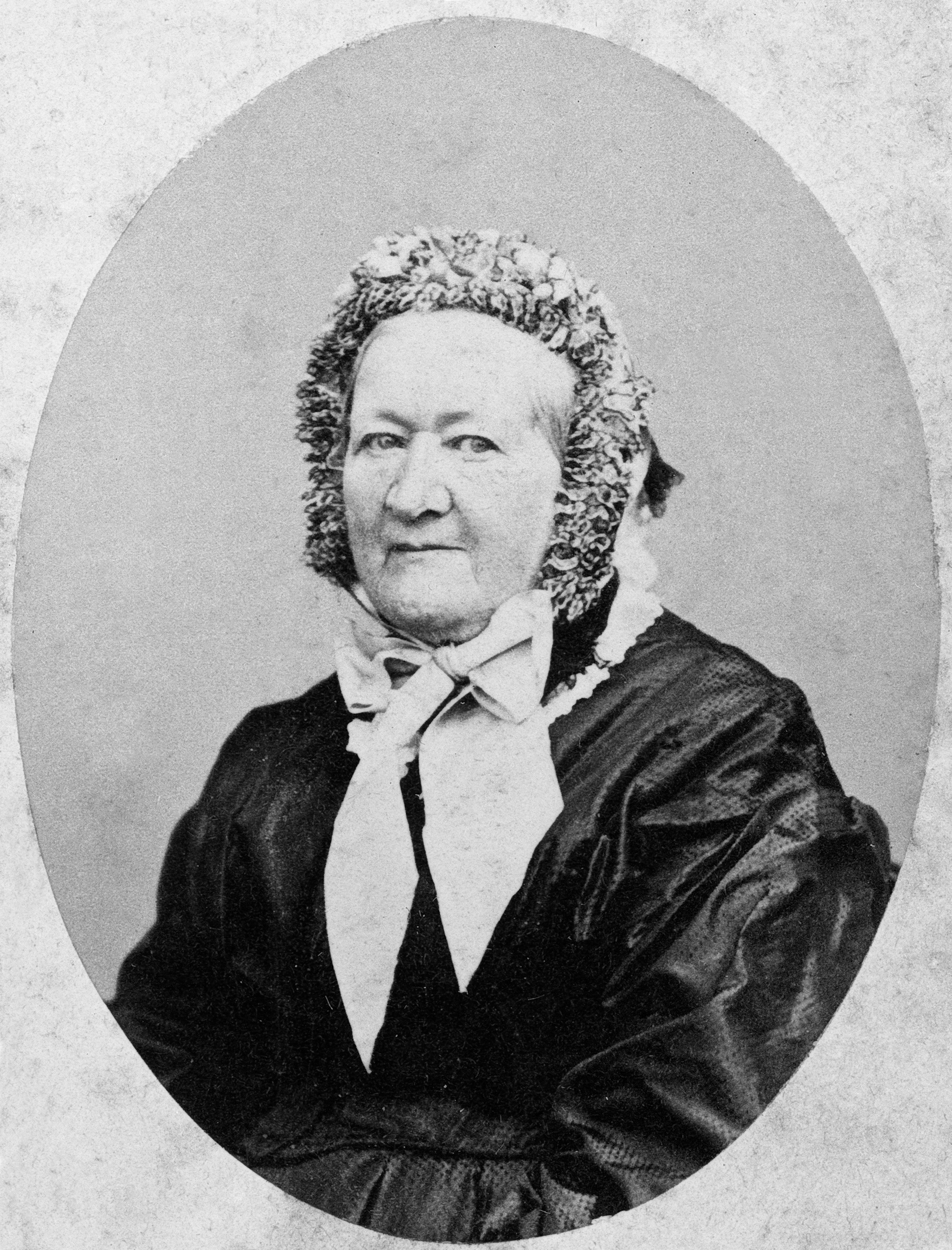
Caecilia (1793–1871) ist die Tochter von Hedwig Elise und Hauptmann Carl Heinrich von der Decken. Sie heiratet 1822 Benedict von der Decken (1784–1854) in Schwinge
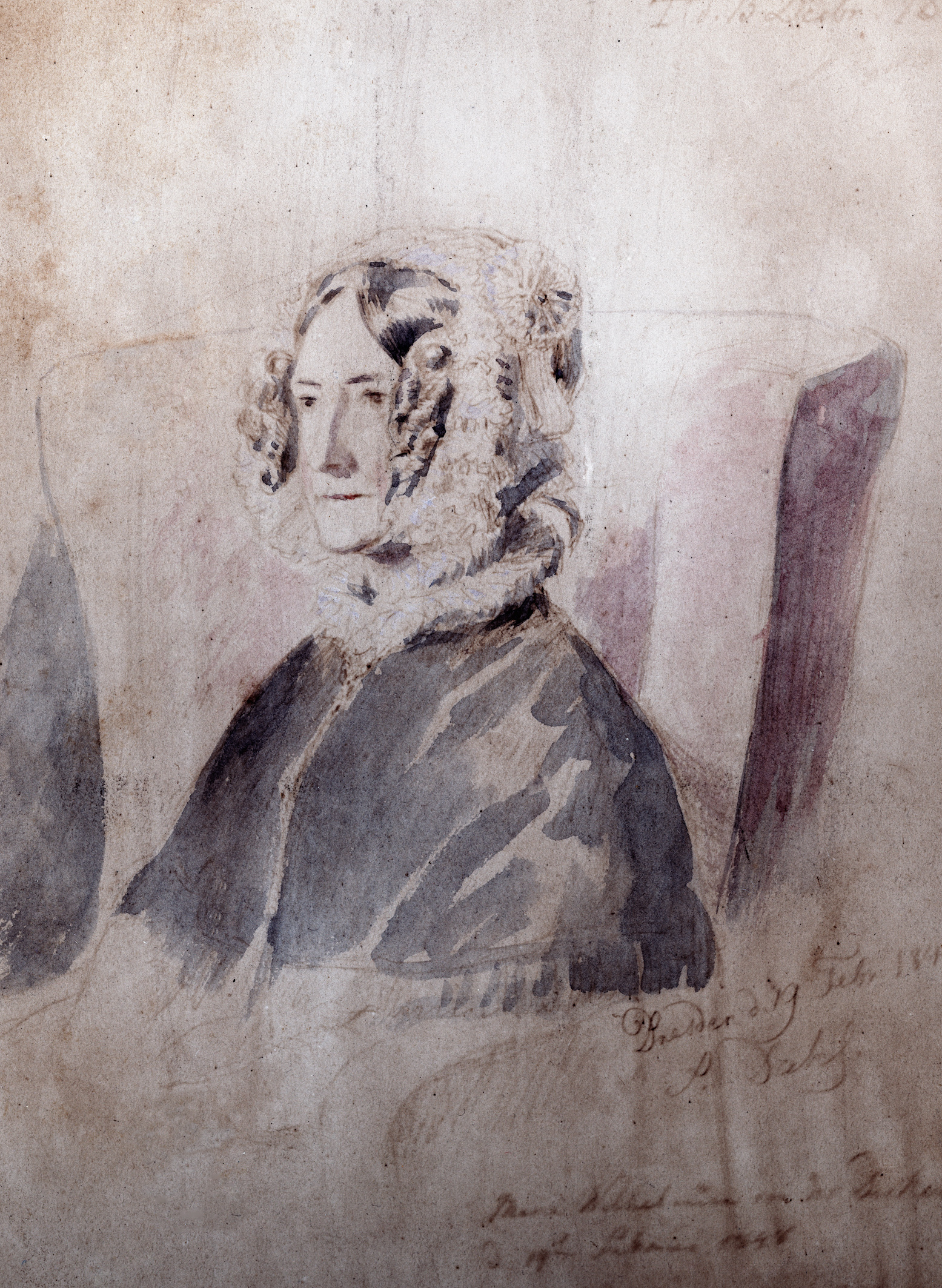
Wilhelmine von der Decken geb. Brauns (1783–1858) zweite Frau von Claus Benedict gezeichnet von Johan Christian Clausen Dahl. Sie lebte als Witwe in Dresden. Sie war eine Freundin und Förderin von Hans Christian Andersen und J.C.Dahl.
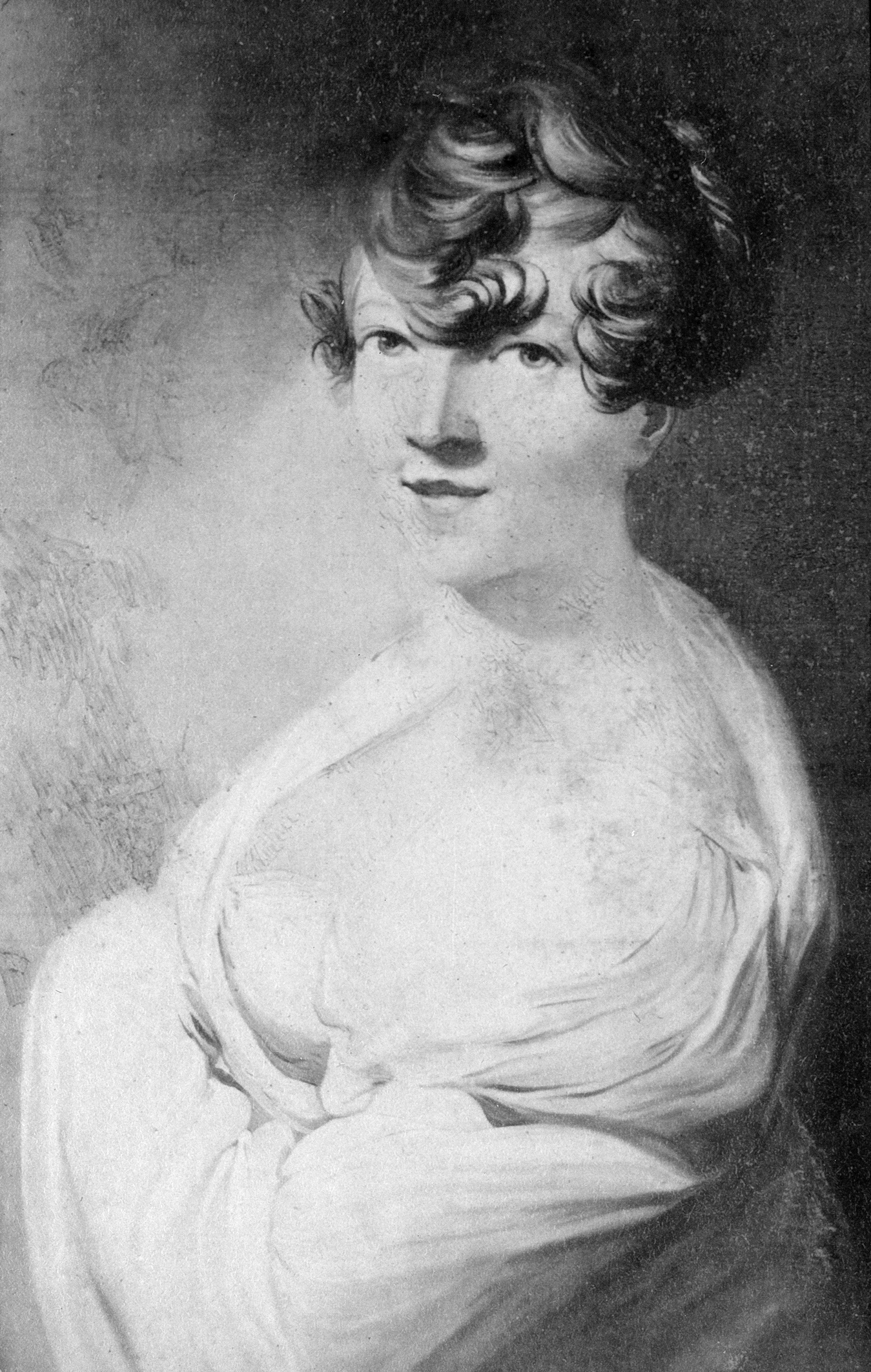
Johanna von Wangenheim, geb. von der Decken heiratete 1806 den späteren Oberhofmarschall Graf Georg Christian von Wangenheim. Sie war die Tochter vom Minister Claus von der Decken. Sie wurde Oberhofmeisterin in Hannover. Sie schuf die v.Wangenheim-Deckensche Familienstiftung.
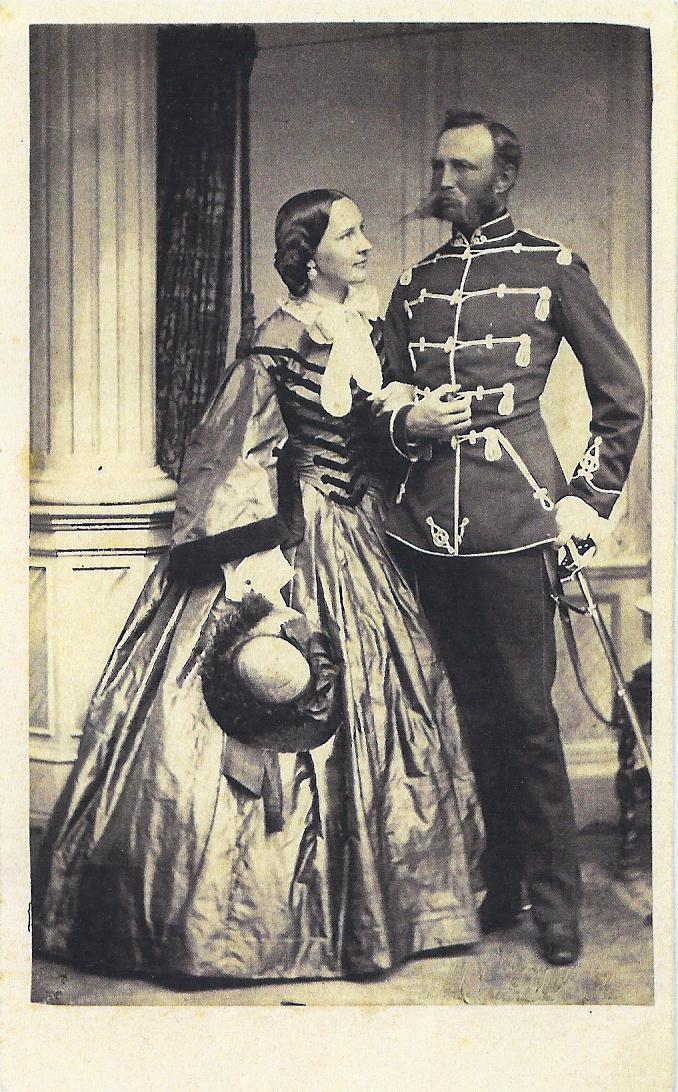
Auguste von der Decken, Schriftstellerin mit ihrem Ehemann Hieronimus (1818–1875) kgl. hann. Major
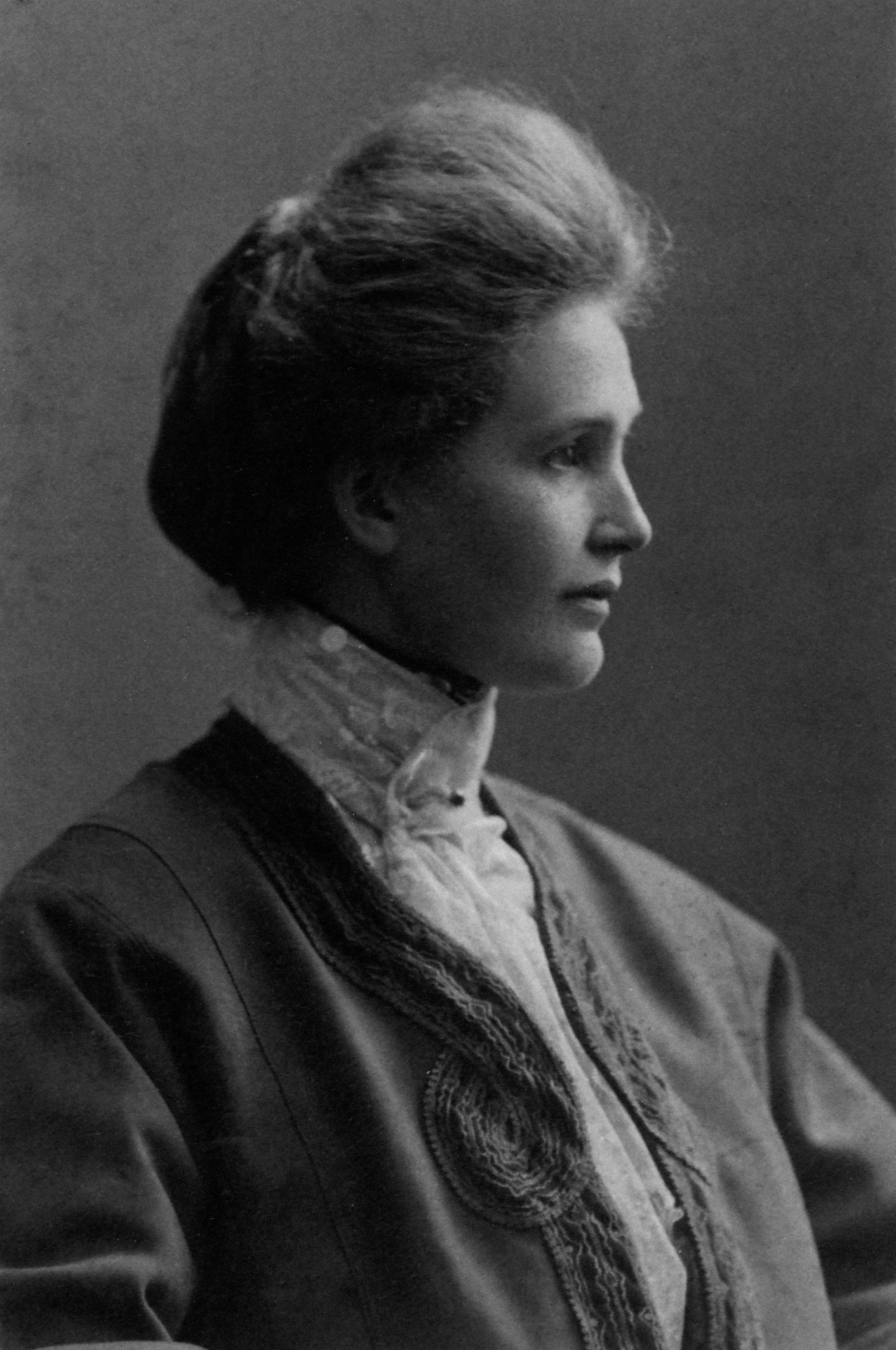
Thora von der Decken (1869–1951) geboren in Ringelheim und verheiratet in Ritterhof. Sie schuf das Ritterhöfer Fotoalbum, schrieb die Stammtafeln von 1936 und viele Jahre das Familienblatt

Weitere bedeutende Frauen sind:
- Elsbeth von der Decken (1849–1913) eine Schriftstellerin schrieb Erzählungen, Romane und weitere Bücher, auch das Buch: Die gebildete Frau und die neue Zeit: Eine Gabe an die deutschen Frauen, 1897, S. 58.[87]
- Margret von der Decken (1886–1965) Stadträtin in West-Berlin, Mitglied des Berliner Abgeordnetenhauses, Regierungsrätin und Vizepräsidentin des Berliner Landesverbandes des Deutschen Roten Kreuzes.[88] Margret und H.C.Brandenburgs Mutter waren Schwestern.[89]

## Personenverwechslungen in der Literatur

### Verwechslungen in den Büchern: Deutsche Verfassungsgeschichte seit 1789 und Politische Geschichte Niedersachsens 1803–1866

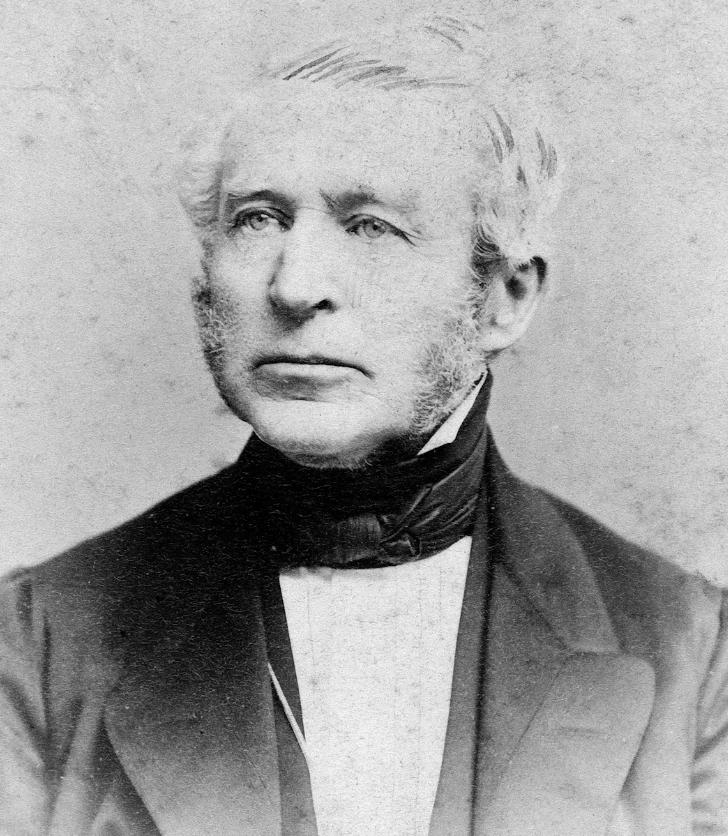
Friedrich von der Decken (1802–1881) war zunächst drei Jahre Finanz- und später sieben Jahre Justizminister im Königreich Hannover.

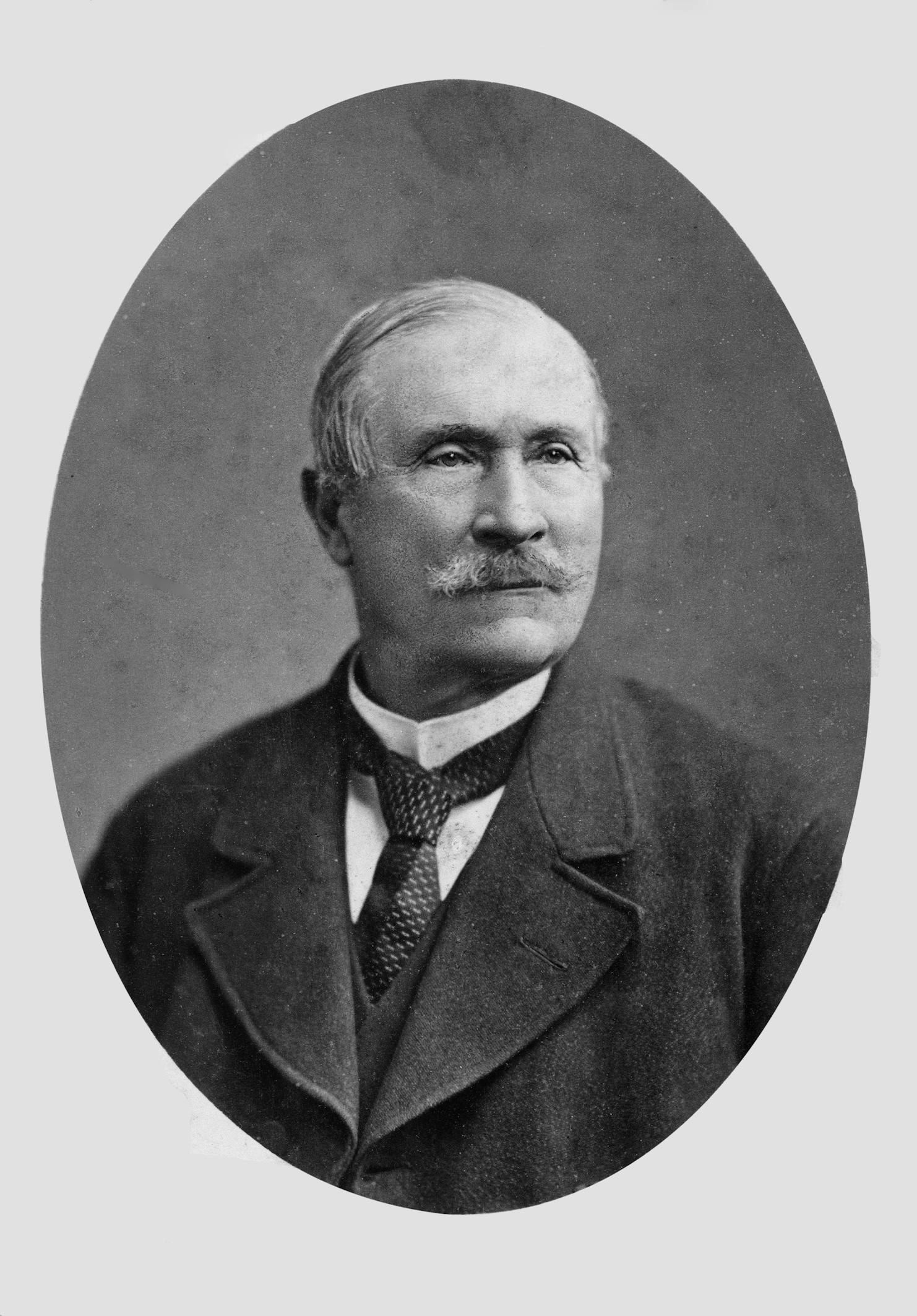
Adolphus Graf von der Decken (1807–1886) war geheimer Gesandter des Königs von Hannover.

Minister des Königreichs Hannover war Friedrich von der Decken (Politiker, 1802) und nicht Adolphus Graf von der Decken (1807–1886). In der Regierungszeit von König Georg V. war Friedrich Finanzminister von 1851 bis 1852 und Justizminister von 1855 bis 1862. Der Hannoversche Verfassungskonflikt die Machtverteilung zwischen König und Parlament war damals in Hannover noch nicht entschieden und führte zu vielen Ministerwechseln.
Adolphus reiste 1863 in geheimer Mission für den König von Hannover an die Höfe nach Wien zu Kaiser Franz Joseph, nach Dresden zum König von Sachsen, nach München zum König von Bayern, nach Stuttgart zum König von Württemberg und nach Darmstadt zum Großherzog von Hessen um die Fürsten von der Großdeutschen Lösung zu überzeugen.
Adolphus und Friedrich haben einen gemeinsamen Urgroßvater, Burchard von der Decken (1694–1776) auf Oerichsheil. Siehe 1. oder Oerichsheiler Stammlinie.
Verwechselt werden Adolphus und Friedrich in zwei Büchern, die zwischen 1957 und 1991 erschienen: Deutsche Verfassungsgeschichte seit 1789 von Ernst Rudolf Huber und in Politische Geschichte Niedersachsens 1803-1866 von Reinhard Oberschelp.

## Siehe auch

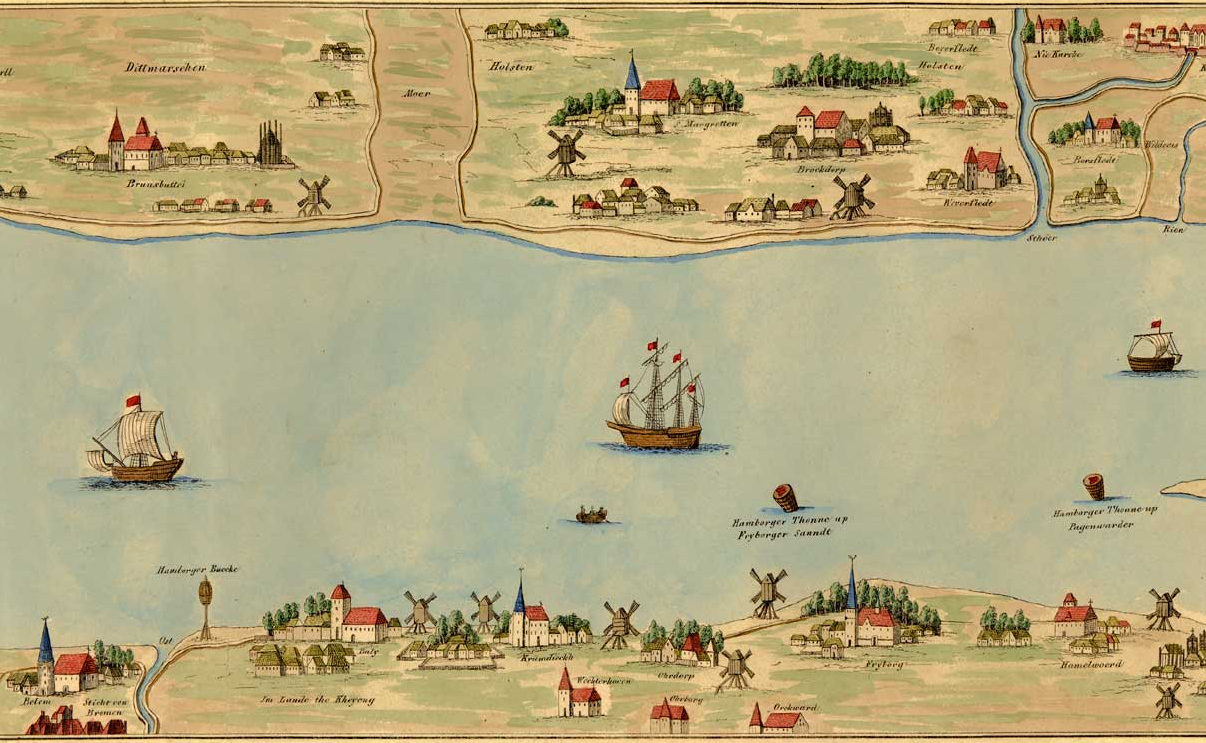
Ausschnitt aus der Elbkarte mit der Oste und dem Land Kehdingen, dem Stammland der Familie. Diese Elbkarte ist eine Nachzeichnung von 1845. Die Originalkarte malte Melchior Lorichs 1567.

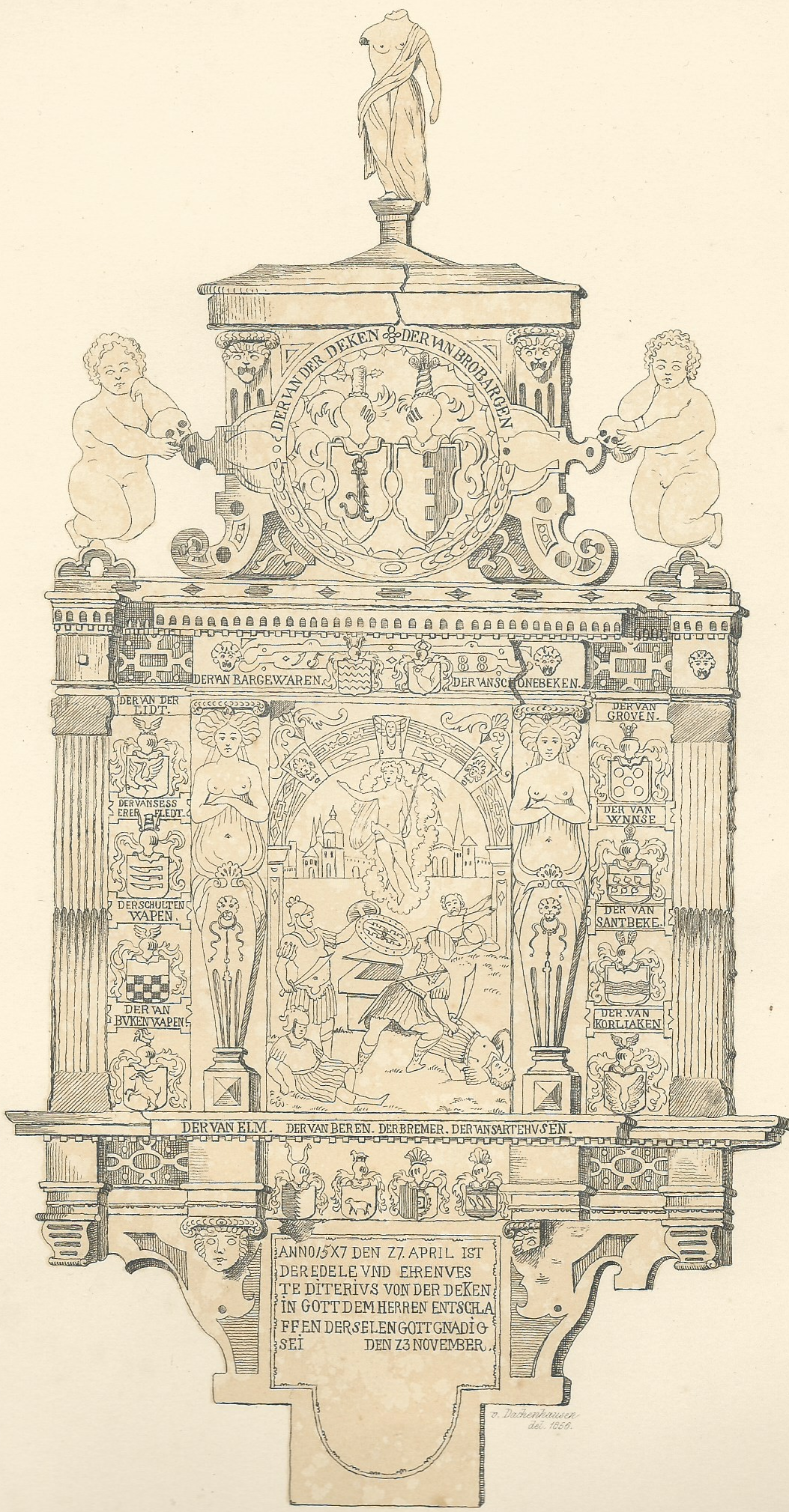
Epitaph von Diedrich v. der Decken und Sophia v. Brobergen in Ritterhof. Dietrich ist der Sohn von Johann, dem Stifter der fünften Linie. Der Grabstein wurde 1588 angefertigt.